# النمو السكاني للمسيحيين
النمو السكاني للمسيحيين هو مصطلح يُشير إلى موضوع النمو السكاني في المجتمع المسيحي العالمي، تُعتبر المسيحية أكبر أديان العالم وقد تزايد عدد المسيحيين حول العالم بنسبة 4 أضعاف خلال المئة عام المنصرمة، من 660 مليون في عام 1910 إلى 2.2 مليار إنسان في عام 2010 أي حوالي 33.32% من سكان الارض، وهي بذلك تشكل أكبر ديانة في العالم. وفقًا لباحثين ومصادر مختلفة، يُنظر إلى معدلات المواليد المرتفعة والتحول إلى المسيحية في الجنوب العالمي كأسباب رئيسية للنمو السكاني المسيحي في العالم. وتشكل المسيحية أغلبية في القارات والمناطق التالية: أوروبا، وأمريكا الشمالية، وأمريكا الجنوبية، وأوقيانوسيا وأفريقيا جنوب الصحراء. وتُعد المسيحية من الأديان النامية بنسبة 2.3% أي تتجاوز المعدل العالمي للنمو المحدد بحوالي 1.39%. من حيث النمو العددي بغض النظر عن النسب المئوية فإن المسيحية تحلّ في المرتبة الأولى، يذكر أن مناطق جنوب الكرة الأرضية تشهد ازديادًا في معدل نمو المسيحية. ووفقًا للإحصائيات المختلفة ستتخطى أعداد المسيحيين عام 2050 3 مليار شخص، وستبقى المسيحية الديانة الأكثر اعتناقًا وعددًا. المسيحية اليوم - على عكس القرن الماضي - هي ديانة عالمية. ومع ذلك، فمن المتوقع أنه وبحلول عام 2075، ستصبح المسيحية ثاني أكبر ديانة، حيث من المتوقع أن يتجاوز عدد المسلمين عدد المسيحيين في ذلك العام ويعود ذلك بشكل أساسي إلى صغر سن المسلمين نسبيًا وارتفاع معدلات الخصوبة لديهم مقارنة بالمسيحيين، حيث أن معدل الخصوبة لدى النساء المسلمات (3.1)، هو أعلى بكثير من معدل الخصوبة لدى النساء المسيحيات (2.7). ومن المتوقع أن يتجاوز عدد المواليد المسلمين عدد المواليد المسيحيين بين عام 2030 وعام 2035.
وفقاً لمركز بيو للأبحاث، من المتوقع أن يكون للتحول الديني تأثير سلبي «ضئيل» على نمو المسيحية، حيث أنه من المتوقع أن يكون هناك صافي خسارة بحوالي 66 مليون بين عام 2010 وعام 2050 بسبب التحول إلى اللادينية بشكل رئيسي في أوروبا وأمريكا الشمالية، ومن المتوقع أن يكون للمسيحية أكبر الخسائر الصافية بسبب التحول الديني بين عام 2010 وعام 2050. وتُشير الدراسة أنه بسبب عدم وجود مصادر معتمدة لقياس التحول الديني في الصين فلم تتم الإشارة إليه، إلا أن الوضع الذي يشير إليه الكثير من الخبراء والتقارير الصحفية هو ترك اللادينية والتحول للمسيحية في الصين، وتشير الدراسة أن النمو المحتمل السريع للغاية للمسيحية في الصين قد يعزز من كون المسيحية الديانة الأكثر اعتناقاً في التوقعات لعام 2050. ووفقًا لعلماء ومصادر مختلفة تُعتبر الحركة الخمسينية المسيحية أسرع الديانات انتشاراً ونمواً في العالم، ويرجع هذا النمو في المقام الأول إلى التحول الديني. ووفقاً لكتاب «دليل أكسفورد للتحويل الديني» من قبل دار نشر جامعة أكسفورد، تحتل المسيحية المرتبة الأولى في صافي المكاسب من خلال التحول الديني، ويُقدر صافي الربح من المتحولين إلى المسيحية بحوالي 3.8 مليون سنوياً.

## في العالم
- وفقًا للباحث مارك يورجنسمير من جامعة كاليفورنيا في بيركلي، يزداد عدد السكان المسيحيين في العالم بمعدل سنوي متوسط قدره 2.3%.[14] على مستوى الطوائف المسيحية تنمو الكنيسة الرومانية الكاثوليكية بنسبة 1.3% سنويًا، وتنمو البروتستانتية بنسبة 3.3% سنويًا، وتنمو الإنجيليّة والخمسينية بنسبة 7% سنويًا.[14]
- وفقًا لعلماء ومصادر مختلفة تعتبر الحركة الخمسينية المسيحية أسرع الديانات انتشاراً ونمواً في العالم،[22][23][24][25][28][30][34][35][36] ويرجع هذا النمو في المقام الأول إلى التحول الديني.[31][32] في عام 1900 كان يعيش 93% من مسيحيي العالم في أوروبا وأمريكا الشمالية وأستراليا، وفي عام 2010، وجدت دراسة مركز بيو للأبحاث أن أكثر من 1.3 مليار مسيحي يعيشون في جنوب الكرة الأرضية (61%)، مقارنة بحوالي 860 مليون في شمال الكرة الأرضية والتي تُعرف عمومًا بأنها أمريكا الشمالية وأوروبا وأستراليا واليابان ونيوزيلندا (39%).[37][38] في السنوات الأخيرة، ناقشت عدد من الكتب والمقالات العلمية النمو السريع للمسيحية في البلدان النامية في «جنوب العالم» - وخاصةُ إفريقيا وآسيا وأمريكا اللاتينية -،[38] ولكن على الرغم من أن المسيحيين أكثر عددًا في جنوب الكرة الأرضية، إلا أنَّ نسبة المسيحيين أعلى بكثير في شمال الكرة الأرضية (أمريكا الشمالية وأوروبا وأستراليا واليابان ونيوزيلندا)، حيث أنًّ 69% من سكان شمال الكرة الأرضية مسيحيون.[38] على النقيض من ذلك، 24% من سكان جنوب الكرة الأرضية هم من المسيحيين.[38] وتشير عدد من المصادر والدراسات على أنًّ حركات التبشير في آسيا وأفريقيا تعتبر أهم روافد المتحولين للمسيحية.[39][40][41][42][43]
- تُشير الموسوعة اليهودية إلى بعض الإحصاءات عن تحول مئات الآلاف من اليهود إلى البروتستانتية والكاثوليكية، والمسيحية الأرثوذكسية (التي تسميها «الكاثوليكية اليونانية») في العالم.[44] اعتنق حوالي 2,000 من يهود أوروبا المسيحية في كل عام خلال القرن التاسع عشر، ولكن في 1890 وكان العدد أقرب إلى 3,000 سنويًا، و 1,000 في المجر والنمسا (غاليسيا)، 1,000 في روسيا فضلًا عن (بولندا وبيلاروس وأوكرانيا وليتوانيا)، و500 في ألمانيا (بوسن)، والباقي في العالم الإنجليزي. شهد القرن التاسع عشر تحول 250,000 يهودي على الأقل للديانة المسيحية وفقا للسجلات الموجودة.[45]
- وفقًا لتقرير المؤمنون في المسيح من خلفية مسلمة: إحصاء عالمي والذي نُشر من قِبل معهد دراسات الدين في جامعة بايلور عام 2015، واعتمد هذا التقرير على تقديرات المبشرين المسيحيين،[46] فإن عدد المسلمين المتحولين للديانة المسيحية بين سنوات 1960-2015 يصل إلى حوالي 10.2 مليون نسمة.[47][ملاحظة 1] ووفقاً للتقرير، فإنه ومنذ الستينيات من القرن العشرين، كانت هناك زيادة كبيرة في عدد التحويلات المعروفة من الإسلام إلى المسيحية.[48]
- وفقاً لدراسة نُشرت من قبل مركز بيو للأبحاث عام 2010 عدد المسيحيين يرتفع، لكن حصتهم من سكان العالم تظل مستقرة. وفي عام 2010 كان لا يزال المسيحيون، ككل، أكبر مجموعة دينية في العالم.[49]
- بحسب دراسة لمركز بيو للأبحاث نُشرت عام 2015 كان هناك 2.3 مليار مسيحي في العالم، وكان لدى المسيحيين أكبر عدد من المواليد والوفيات بالمقارنة مع أي مجموعة دينية في السنوات الأخيرة. بين عام 2010 وعام 2015، وُلد ما يقدر بنحو 223 مليون طفل لأمهات مسيحات وتوفي ما يقرب من 107 مليون مسيحي - وهي زيادة طبيعية تٌقدر بحوالي 116 مليون.[50] وبين عام 2010 وعام 2015 فاق عدد المواليد المسيحيين أعداد الوفيات بين المسيحيين في جميع القارات بإسثناء أوروبا.[50] بين عام 2010 وعام 2015 كان حوالي 33% من مجمل المواليد في العالم لأمهات مسيحيات وحوالي 32% لأمهات مُسلمات وحوالي 10% لأمهات من دون انتماء ديني، بالمقابل كان 37% من مجمل الوفيات في العالم لمسيحيين وحوالي 21% لمُسلمين وحوالي 15% لأشخاص من دون انتماء ديني. تعد فروق الخصوبة بين الجماعات الدينية أحد العوامل الرئيسية وراء الاتجاهات السكانية الحالية وستكون مهمة للنمو في المستقبل؛ في عام 2015 كان لدى المسيحيين ثاني أعلى معدل للخصوبة (2.6) بعد المُسلمين (2.9)، وبلغ متوسط عمر المسيحيين (30 عامًا) وهو مشابه للمتوسط العالمي (30 عاماً).[50]
- وفقاً لدراسة نُشرت من قبل مركز بيو للأبحاث عام 2019 يعيش المسيحيون حول العالم في أسر أصغر حجماُ إلى حد ما، في المتوسط، مع غير المسيحيين (4.5 مقابل 5.1 من الأفراد). الأسر المسيحية الأصغر حجماً تتواجد في أمريكا الشمالية (3.4) وأوروبا (3.1)، وبهامش واسع - تتواجد أكبر الأسر المسيحية حجماً في أفريقيا جنوب الصحراء (6.0). يتشابه حجم الأسر المسيحية في الشرق الأوسط وشمال أفريقيا (4.6) وفي أمريكا اللاتينية والكاريبي (4.6) وفي آسيا والمحيط الهادئ (4.8)، إلى حد ما مع المتوسط العالمي (4.9).[51] وبحسب الدراسة يتضح ميل المسيحيين للعيش في أسر أصغر حجماً بالمقارنة مع غيرهم من الجماعات الدينية، خصوصاً في المناطق التي يعيشون فيها جنبًا إلى جنب مع المسلمين: في أفريقيا جنوب الصحراء ومنطقة الشرق الأوسط وشمال إفريقيا، حيث أن الأسر المسيحية أصغر حجماً بالمقارنة مع الأسر المُسلمة.[51] في أجزاء أخرى من العالم، الفجوات في حجم العائلة بين المسيحيين والجماعات الدينية الأخرى هي أصغر بكثير.[51]

## طوائف

### الكاثوليكية
- أرتفع عدد المسيحيين الكاثوليك سنة 2007 ليصل إلى 1.147 مليار كاثوليكي،[52] مقارنة مع سنة 1950 حيث كانوا بحوالي 437 مليون،[53] وسنة 1970 بحوالي 654 مليون نسمة.[54] وفي 31 ديسمبر 2008، وصلت أعداد الكاثوليك إلى 1.166 مليار، بزيادة قدرها 11.54% خلالها وهي أعلى من معدل الزيادة في عدد سكان العالم (10.77%). وكانت الزيادة الأكبر أفريقيا مع 33.02%، مقارنة فقط 1.17% في أوروبا. وفي آسيا مع 15.91%، و11.39% في أوقيانوسيا و10.93% في الأمريكتين. ونتيجة لذلك، كانت نسبة الكاثوليك 17.77% من مجموع السكان في أفريقيا، 63.10% في الأمريكتين، 3.05% في آسيا، 39.97% في أوروبا، 26.21% في أوقيانوسيا، و 17.40% من سكان العالم. من الكاثوليك في العالم، نمت نسبة الكاثوليك في أفريقيا من 12.44% في عام 2000 حتي 14.84% في عام 2008.

### البروتستانتية
- تعتبر الحركة البروتستانتية الخمسينية إحدى أسرع الحركات المسيحية انتشارًا ونموًا في العالم،[55] فقد ازداد عدد معتنقيها من 72 مليون عام 1960 إلى 525 مليون عام 2000.[56][57]
- من عام 1960 إلى عام 2000، كان النمو السكاني للمسيحيين الإنجيليين ثلاثة أضعاف نمو سكان العالم، وضعفي نمو الإسلام.[58]
- في عام 2005 خلصّت دراسة قدمت إلى اجتماع لجمعية العلوم السياسية الأمريكية، إلى أن الطائفة الأكثر نموًا في البلدان الغير الغربية، هي الحركة الخمسينية والتي وصفتها بأنها الدين الأسرع نموًا في العالم.[59]
- البروتستانتية في نمو مستمر وذلك نتيجة للنشاط التبشيري التاريخي في أفريقيا،[41][60] ونتيجة إلى اعتناق المسيحية في آسيا،[42][60][61][62][63] وأمريكا اللاتينية،[52][60][64] والعالم الإسلامي،[47] وأوقيانوسيا.[65]
- وفقًا لدراسة جامعة كاليفورنيا، البروتستانتية الشعبية هي الحركة الدينية الأكثر ديناميكية في العالم المعاصر.[55] التغييرات في انتشار البروتستانتية في جميع أنحاء العالم على مدى القرن الماضي كان كبيرًا.[66][67][68] منذ عام 1900، ونتيجة للحركات التبشيرية، انتشرت البروتستانتية بسرعة في أفريقيا وآسيا وأوقيانوسيا وأمريكا اللاتينية.[69] وقد تسبب هذا لاعتبار البروتستانتية ديانة غير غربية في المقام الأول.[65][67] معظم النمو حدث بعد الحرب العالمية الثانية، وعقب التحرر من الإستعمار في أفريقيا وإلغاء القيود المختلفة ضد البروتستانت في بلدان أمريكا اللاتينية.[68] ووفقا لمصدر واحد، شكل البروتستانت حوالي 2.5%، و 2%، و 0.5% من الأمريكيين اللاتينيين والأفارقة والآسيويين على التوالي. وفي عام 2000، كانت نسبة البروتستانت في القارات المذكورة 17%، وأكثر من 27% وحوالي 5.5% على التوالي.[68]

### كنيسة يسوع المسيح لقديسي الأيام الأخيرة
- سجلات كنيسة يسوع المسيح لقديسي الأيام الأخيرة تظهر زيادة في نمو عضويتها منذ بدايتها في 1830. بعد معدلات النمو الأولي والتي بلغت متوسط 10% إلى 25% سنويًا في الأعوام 1830 وخلال 1850، وقد نمت بنحو 4% سنويًا خلال العقود الأربعة الأخيرة من القرن التاسع عشر. بعد تباطؤ النمو المطرد للكنيسة في العقود الأربعة الأولى من القرن 20 حيث وصل المعدل إلى حوالي 2% في 1930 (خلال سنوات الكساد العظيم)، ازدهر نمو مرّة أخرى ووصل إلى متوسط قدره 6% سنويًا على مدى في عام 1960، وتراوحت حوالي 4% إلى 5% خلال عام 1990. توقع رودني ستارك توقع أن كنيسة يسوع المسيح لقديسي الأيام الأخيرة يمكن أن يصبح أحد الأديان الرئيسية في العالم بحلول نهاية القرن الواحد والعشرين إذا كان اتجاه النمو الحالي وهو بين 30% إلى 50% لا يزال مستمرًا.[70]

## الخصوبة ومعدل الأعمار
بحسب مركز بيو للأبحاث كان معدل الخصوبة للمرأة المسيحية بين عام 2010 وعام 2015 هو 2.7 طفل لكل امرأة، وهو أعلى من المعدل العالمي للخصوبة البالغ 2.5. على الصعيد العالمي، كان المسيحيون أكبر سنًا بقليل (مع متوسط عمر 30) من متوسط العمر العالمي البالغ 28 عامًا في عام 2010. وتتشابه نسبياً التركيبة العمرية لسكان العالم مع التركيبة العمرية للمسيحيين. ومن المتوقع أن يرتفع عدد المسيحيين في عام 2050 بنسبة 35%، ومن المتوقع أن يظل معدل النمو السنوي للمسيحيين متساوٍ تقريباً مع النمو السكاني العالمي.

## التحول الديني

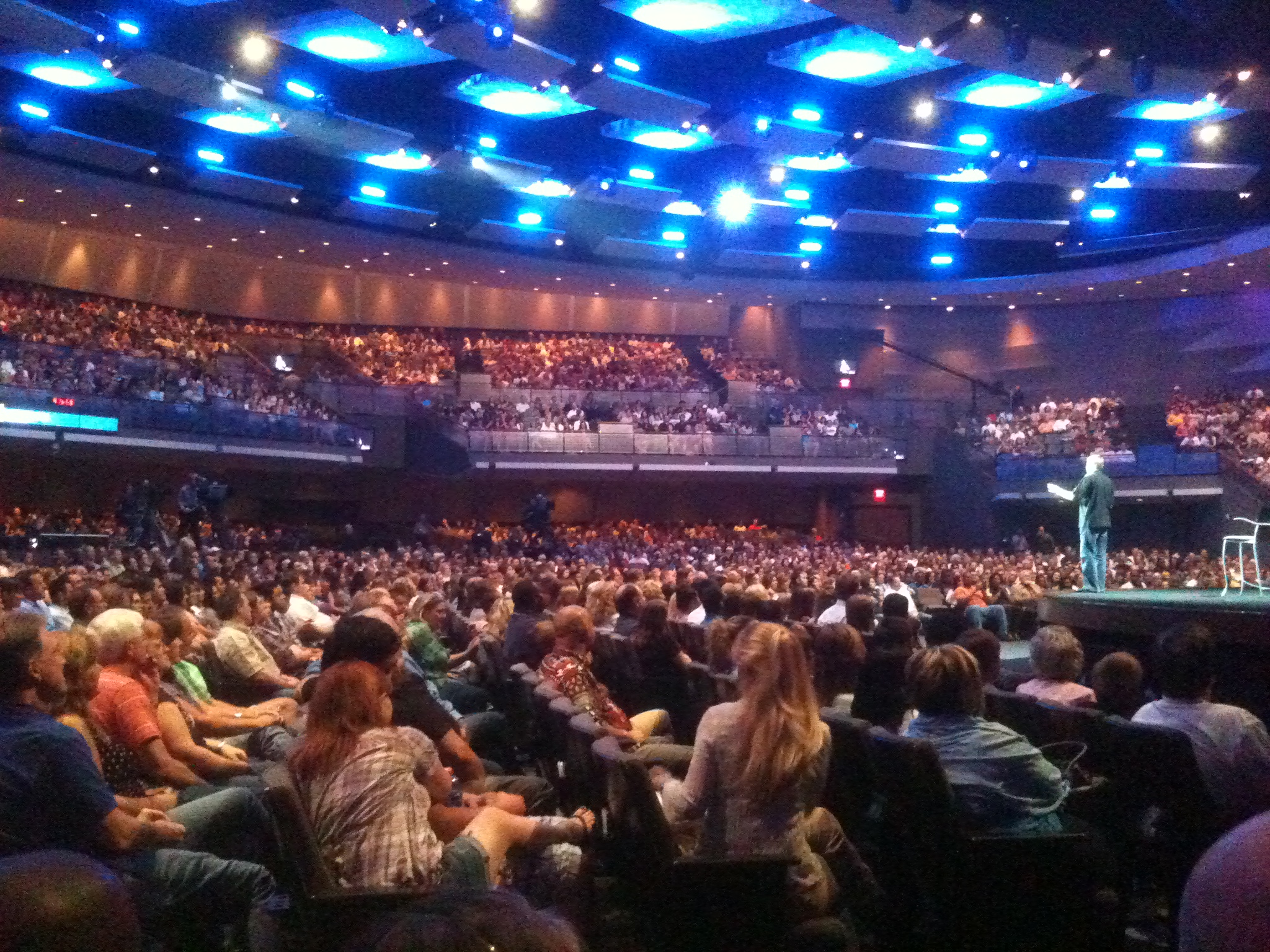
تجمع في الكنيسة الإنجيلية: الخمسينية هي الحركة الدينية الأكثر نمواً في العالم المعاصر وفقاً لبعض المصادر.

تشير بعض الدراسات أن المسيحية الإنجيلية هي أسرع الحركات الدينية انتشارًا، وفقًا لعلماء ومصادر مختلفة تعتبر الحركة الخمسينية المسيحية أسرع الديانات انتشاراً ونمواً في العالم، ويرجع هذا النمو في المقام الأول إلى التحول الديني. وفقًا لمركز بوليتسر، يُصبح 35,000 شخصًا خمسينيًا أو "متجدداً" كل يوم. وفقًا للباحث كيث سميث بجامعة ولاية جورجيا "يقول العديد من العلماء أن الخمسينية هي أسرع ظاهرة دينية نموًا في تاريخ البشرية"، ووفقًا للباحث بيتر ل. بيرجر من جامعة بوسطن، فإن انتشار المسيحية الخمسينية قد يكون أسرع الحركات نموًا في تاريخ الدين". فقد ازداد عدد معتنقيها من 72 مليون عام 1960 إلى 525 مليون عام 2000.
وفقاً لكتاب «دليل أكسفورد للتحويل الديني»، تكسب المسيحية سنوياً حوالي 65.1 مليون شخص بسبب عوامل أهمها معدل الولادة والتحول الديني، في حين تفقد سنوياً 27.4 مليون شخص بسبب عوامل أهمها معدل الوفاة والارتداد الديني. ويحصل معظم النمو الصافي في أعداد المسيحيين في أفريقيا وأمريكا اللاتينية وآسيا. وبحسب كتاب «دليل أكسفورد للتحول الديني» الذي كتبه أستاذ بعثات التبشير المسيحية تشارلز إي فرهاديان، وأستاذ علم النفس الديني لويس رامبو، تكسب المسيحية سنوياً حوالي 15.5 مليون شخص قادمين من خلفيات دينية مغايرة، في حين تفقد المسيحية سنوياً حوالي 11.7 مليون شخص بسبب الارتداد عنها، ويتحول معظمهم إلى اللادينية. أي أن صافي الربح من المتحولين يُقدر بحوالي 3.8 مليون سنوياً. وفقاً للموسوعة المسيحية العالميَّة يعتنق المسيحية سنويًا 2.7 مليون شخص قادمين من خلفيات دينية مغايرة. من ناحية أخرى، ذكر الخبير الديموغرافي كونراد هاكيت من مركز بيو للأبحاث أن هذه الأرقام تعطي تقديرًا أعلى للنسبة المئوية للمسيحيين مقارنة بمجموعات البيانات الوطنية الأخرى. تم الإبلاغ أيضًا عن تزايد أعداد الشباب أو المتعلمين الذين أصبحوا مسيحيين في العديد من البلدان مثل الصين، وهونغ كونغ، وإندونيسيا، وإيران،  واليابان، وسنغافورة، وكوريا الجنوبية.
وفقاً لمركز بيو للأبحاث، من المتوقع أن يكون للتحول الديني تأثير سلبي «ضئيل» على نمو المسيحية وحصتها السكانية بين عام 2010 وعام 2050، ومن المتوقع أن يكون هناك صافي خسارة قليل بحوالي 66 مليون ناتج بسبب التحول للادينية بشكل رئيسي في أوروبا وأمريكا الشمالية، ومن المتوقع أن يكون للمسيحية أكبر الخسائر الصافية بسبب التحول الديني. وفقاً لدراسة نشرها المركز في عام 2019، لا تزال المسيحية الديانة السائدة في الولايات المتحدة (65%) وأوروبا الغربية (71%)، وتذكر الدراسة أن الغالبية العظمى (83%) ممن تربوا على المسيحية في صغرهم في أوروبا الغربية، يعرفون عن أنفسهم كمسيحيين اليوم، أما النسبة المتبقية يعرفون عن أنفسهم كغير منتسبين للدين اليوم. بالمقابل وجدت دراسة نشرت من قبل معهد بحوث الدين عام 2020 أن 70% من الأمريكيين يعرفون أنفسهم كمسيحيين. في عام 2019، نشر المركز دراسة أخرى أظهرت زيادة في تراجع المسيحية في الولايات المتحدة وأوروبا الغربية، بسبب عدد من الأسباب منها تفوق أعداد الوفيات بين المسيحيين في أوروبا أعداد المواليد نظراً لارتفاع أعمارهم وانخفاض الخصوبة لديهم أو التحول إلى اللادينية، على الرغم من ذلك لا تزال المسيحية الديانة السائدة في أوروبا الغربية (71%) والولايات المتحدة (65%). في حين بحسب الدراسة، كانت نسبة المسيحيين في بلدان أوروبا الوسطى والشرقية مستقرة أو حتى زادت في حقبة ما بعد الشيوعية. كما وبحسب مركز بيو ستشهد أفريقيا جنوب الصحراء زيادة سكانية سريعة في أعداد المسيحيين بسبب صغر الأعمار النسبي وارتفاع معدل الخصوبة للمسيحيين فيها. ووفقاً لدراسة بيو شهدت المسيحية نمواً كبيراً في أفريقيا جنوب الصحراء وآسيا والمحيط الهادئ بين عام 1910 وعام 2010 حيث كان هناك عدد قليل نسبيًا من المسيحيين فيها في بداية القرن العشرين، وعلى الرغم من صعوبة تحديد رقم دقيق لعدد المسيحيين في الصين، لأن الصين لا تسأل عن الدين في مسوحاتها الوطنية، الا أن الإجماع العام بين علماء الدين في الصين هو أن المسيحية نمت بشكل كبير خلال العقود الثلاثة الماضية. وقد يكون للمستقبل الديني لأكبر دولة في العالم من حيث عدد السكان تأثير كبير ليس فقط على المسيحية ولكن أيضًا على التقاليد الدينية الأخرى.

### التحول إلى المسيحية في آسيا
فقًا لتقرير صادر عن جامعة سنغافورة للإدار، فإن المزيد من الناس في جنوب شرق آسيا يتحولون إلى المسيحية، وهؤلاء المتحولين الجدد هم في الغالب مديرو أعمال صينيون. وفقًا للباحثة جولييت كونينج وهايدي داهليس من الجامعة الحرة بأمستردام، هناك «توسع سريع في المسيحية الكاريزمية من الثمانينيات من القرن العشرين فصاعدًا. ويقال إن سنغافورة والصين وهونغ كونغ وتايوان وإندونيسيا وماليزيا لديها المجتمعات المسيحية الأسرع نموًا وغالبية المؤمنين الجدد» صاعدون، وحضريون، وصينيون من الطبقة المتوسطة". ولدى آسيا ثاني أكبر مسيحيي خمسيني كاريزمي، حيث زاد العدد من 10 ملايين إلى 135 مليون بين عام 1970 وعام 2000". وفقًا للباحث تيرينس تشونج، منذ عقد 1980، تتوسع البروتستانتية في سنغافورة وإندونيسيا وماليزيا وتايوان وكوريا الجنوبية.
وفقًا لمركز بيو للأبحاث نمت المسيحية في كوريا الجنوبية بسرعة «إلى حد كبير من خلال جهود المبشرين والكنائس خلال القرن الماضي»، ونمت من 1% في عام 1900 إلى 20.7% في عام 1985 وإلى 29.3% في عام 2010، وزادت الكنيسة الكاثوليكية من عضويتها بنسبة 70% في السنوات العشر الماضية، وفقًا لمركز بيو للأبحاث "حدث نمو الكاثوليك في كوريا الجنوبية عبر جميع الفئات العمرية، بين الرجال والنساء، وعبر جميع مستويات التعليم. في سنغافورة، ارتفعت نسبة المسيحيين بين السنغافوريين من 12.7% في عام 1990 إلى 17.5% في عام 2010. وفقًا للباحث مايكل ناي تشيو بون من جامعة تورنتو التحول إلى المسيحية في تزايد بين الصينيين السنغافوريين. تظهر بعض التقارير أيضًا أن عدد المسيحيين الإندونيسيين الصينيين قد زاد، وفقًا للباحث جافين دبليو جونز من الجامعة الوطنية الأسترالية "كان هنا نمو سريع في عدد المسيحيين الإندونيسيين الصينيين و«تسارع تحول الصينيين إلى المسيحية في الستينيات من القرن العشرين، خاصةً في جاوة الشرقية، وبالنسبة لإندونيسيا ككل، ارتفعت نسبة الصينيين الكاثوليك من 2% في 1957 إلى 6% في عام 1969». أفاد البروفيسور آريس أنانتا في عام 2008 أن «الأدلة القصصية تشير إلى أن المزيد من الصينيين البوذيين أصبحوا مسيحيين مع زيادة معايير تعليمهم، لأن المسيحية، على عكس البوذية، غالبًا ما ترتبط بـ» الحداثة«والتعليم الغربي»، على الرغم من عدم وجود إحصائيات تدعم ذلك. وفقًا لاستطلاع أجرته مؤسسة غالوب في عام 2006، ازدادت المسيحية بشكل ملحوظ في اليابان، خاصةً بين الشباب، وأصبح عدد كبير من المراهقين مسيحيين.
في حين أن العدد الدقيق للداليت الذين تحولوا إلى المسيحية في الهند غير متوفر، قدر الباحث ويليام آر بورو من جامعة ولاية كولورادو أن حوالي 8% من الداليت قد تحولوا إلى المسيحية. وفقًا لدراسة أجراها مركز بيو للأبحاث عام 2021، اكتسبت المسيحية في الهند زيادة من التحول إلى المسيحية، ومعظم المتحولين إلى المسيحية في الهند هم من الهندوس السابقين.

#### التحول إلى المسيحية في الصين
في السنوات الأخيرة، زاد عدد المسيحيين الصينيين بشكل ملحوظ ؛ كان المسيحيون 4 ملايين قبل عام 1949 (3 ملايين كاثوليكي ومليون بروتستانتي)، ويصلون اليوم إلى 67 مليونًا، يُقال إن المسيحية هي الأسرع نموًا الدين في الصين بمتوسط معدل سنوي يبلغ 7%. وتنمو البروتستانتية في الصين نتيجة للتحول الديني. وفقًا لدراسة أجراها الباحث فينججانج يانج من جامعة بيردو، فإن المسيحية «تنتشر بين الصينيين في جنوب شرق آسيا»، و«المسيحية الإنجيلية والعنصرية تنمو بسرعة أكبر في الصين»، ووفقًا له أيضًا، أكثر من نصفهم يحملون شهادات جامعية. وفقًا للباحث وانج زوا، يتحول 500,000 صيني إلى البروتستانتية سنويًا. ووفقًا لمجلس العلاقات الخارجية، «نما عدد البروتستانت الصينيين بمعدل 10 بالمائة سنويًا منذ عام 1979».

### التحول من الإسلام إلى المسيحية

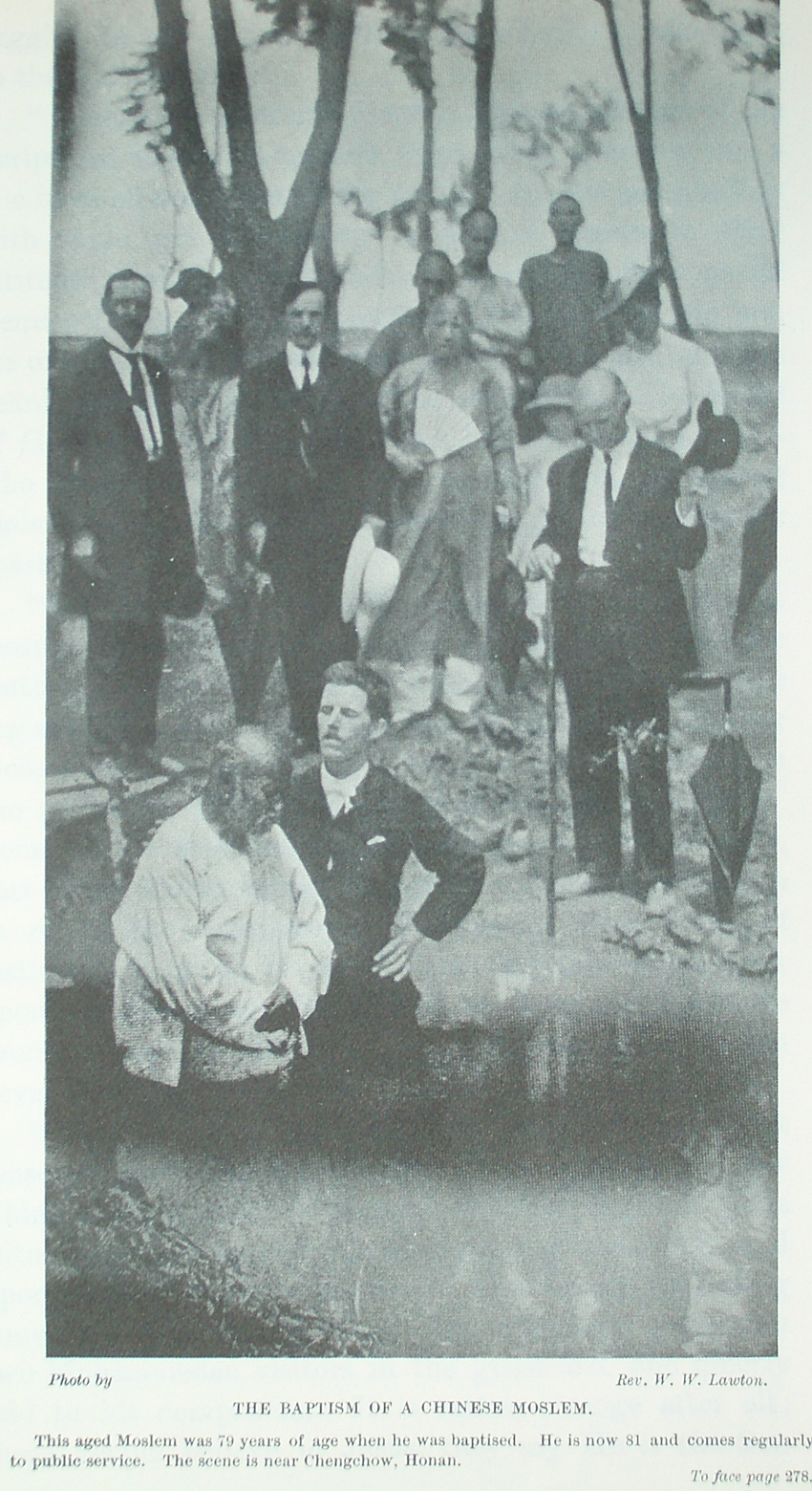
صورة لمعمودية مُسلم صيني على يد الإرساليات التبشيرية في خنان.

وفقًا للمؤرخ جيفري بلايني من جامعة ملبورن، منذ عقد 1960 كانت هناك زيادة كبيرة في عدد التحولات من الإسلام إلى المسيحية، ومعظمها إلى الأشكال الإنجيلية والخمسينية. ووفقًا لبليني، فإن هذا يرجع إلى عدة أسباب، من بينها عدم وجود روابط بين المسيحية الإنجيلية والقوى الاستعمارية على عكس الكنيسة الرومانية الكاثوليكية والكنائس البروتستانتية الرئيسية، فضلاً عن صعود الإسلاموية، مما دفع بعض المسلمين إلى التطلع إلى الأديان الأخرى مثل المسيحية من خلال النشاط الإنجيلي في وسائل الإعلام المرئية والمسموعة، فضلاً عن اللادينية. يواجه العديد من المسلمين الذين اعتنقوا المسيحية اضطهادًا اجتماعيًا وحكوميًا. وفقًا للموسوعة المسيحية العالمية يُقدر عدد الأشخاص الذين تحولوا من الإسلام إلى المسيحية في القرن الحادي والعشرين بشكل ملحوظ أكثر من أي نقطة أخرى في التاريخ الإسلامي. وفقًا لدراسة نُشرت عام 2015 «مؤمنون بالمسيح من خلفية إسلامية» ونُشرت من قبل معهد جامعة بايلور لدراسات الدين، يُقدر أن 10.2 مليون مسلم تحولوا إلى المسيحية، بناءً على بيانات تبشيرية عالمية. الدول التي تضم على أكبر عدد من المسلمين الذين تحولوا إلى المسيحية وفقًا لهذه الدراسة تشمل إندونيسيا (6,500,000)، ونيجيريا (600,000)، وإيران (500,000 مقابل 500 فقط في عام 1979)، والولايات المتحدة (450,000)، وإثيوبيا (400,000) والجزائر (380,000).
إندونيسيا هي موطن لأكبر مجتمع مسيحي يتألف من المتحولين من الإسلام إلى المسيحية؛ وفقًا لمصادر مختلفة، منذ منتصف وأواخر الستينيات من القرن العشرين، تحول ما بين مليونين إلى 2.5 مليون مسلم إلى المسيحية. يُمكن العثور على مجتمعات مسيحية من أصول مسلمة في أفغانستان، وألبانيا، والجزائر، والأرجنتين، وأستراليا، والنمسا، وأذربيجان، وبنغلاديش، وبلجيكا، والبوسنة والهرسك، وبلغاريا، وكندا، والدنمارك، ومصر، وإثيوبيا، وفنلندا، وفرنسا، وجورجيا (أبخازيا)، وألمانيا، واليونان، والهند (كشمير)، وإيران، والعراق، وكازاخستان، وكوسوفو، وقيرغيزستان، ولبنان، وماليزيا، والمغرب، وهولندا، ونيجيريا، وروسيا، والمملكة العربية السعودية، وسنغافورة، والسويد، وسوريا، وتنزانيا، وطاجيكستان، وتونس، وتركيا، والمملكة المتحدة، والولايات المتحدة، وأوزبكستان، ودول أخرى. وفقًا لمجلس العلاقات الخارجية، يُقدر الخبراء أن الآلاف المسلمون في العالم الغربي يتحولون إلى المسيحية سنوياً، لكن لا يتم الإعلان عن ذلك بسبب الخوف من العقاب.
وفقًا للباحث روب سكوت من جامعة تسمانيا في عام 2010، كان هناك «ما يقرب من 180,000 عربي أمريكي وحوالي 130.000 أمريكي إيراني تحولوا من الإسلام إلى المسيحية»، قدر الباحث دادلي وودبيري من كلية فولر اللاهوتية أن حوالي 20,000 مسلم يتحولون إلى المسيحية سنويًا في الولايات المتحدة. ووفقًا للمؤرخ دانيال بايبس من جامعة هارفارد وجامعة شيكاغو، والباحث المتخصص في نقد الإسلام ، فإن «التقارير التي تتحدث عن تحول واسع النطاق للمسلمين إلى المسيحية تأتي من مناطق متباينة مثل الجزائر وألبانيا وسوريا وكردستان»، في شمال العراق والجزائر، هناك ارتفاع بنسبة اعتناق الأكراد والأمازيغ للمسيحية بشكل غير عادي. ومع ذلك، وفقًا لموسوعة غينيس للأرقام القياسية، يُقدر أن هناك ما يقارب من 12.5 مليون شخص تحولوا إلى الإسلام أكثر من الأشخاص الذين تحولوا إلى المسيحية في الفترة ما بين الأعوام 1990-2000. وفقا لمركز بيو للأبحاث حوالي 77% من المتحولين الجدد في الولايات المتحدة للإسلام هم من خلفية مسيحية ومعظمهم من أصول أفريقية، بينما 19% قادمين من خلفية لادينية. في حين أن 55% من المسلمين الذين تركوا الإسلام في الولايات المتحدة تحولوا إلى اللادينية، وحوالي 22% تحولوا إلى المسيحية. وفقًا للباحثة لادان بوروماند، «تشهد إيران اليوم أعلى نسبة تنصير في العالم»، ووفقًا لشاي خاتيري من جامعة جونز هوبكنز، فإن «الإسلام هو الدين الأسرع انكماشًا هناك [إيران]، بينما المسيحية الأسرع نمواً»، وفي عام 2018 «ما يصل إلى نصف مليون إيراني من عائلات مسلمة تحولوا إلى المسيحية، ومعظم هؤلاء المسيحيين الجدد من الإنجيليين»، ويُضيف «تُشير التقديرات الأخيرة إلى أن العدد ربما ارتفع إلى في مكان ما بين مليون و 3 ملايين». يتزايد التحول إلى المسيحية بين المسلمين في الشتات الألباني، في الشتات الإيراني، والشتات السوري، وبين المسلمين المغاربيين في فرنسا، والأكراد والأتراك في ألمانيا. وففقًا للباحثين فيليكس ويلفريد من جامعة مدراس وكريس هان من جامعة كامبريدج ومعهد ماكس بلانك للأنثروبولوجيا الاجتماعية، منذ سقوط الشيوعية، فإن عدد المسلمين الذين تحولوا إلى المسيحية في قرغيزستان تزايد بسرعة ملحوظة. يُشير بعض الباحثين والتقارير الإعلامية إلى تزايد أعداد التحولات إلى المسيحية في الشرق الأوسط بين الأمازيغ، والأكراد، والفُرس، والأتراك، وبين بعض الأقليات الدينية مثل العلويين والدروز. وتقول الكنائس في أوروبا أن هناك زيادة في عدد المسلمين الذين يتحولون إلى المسيحية بين المهاجرين.
وفقاً للباحثين جون جارارد وكارول جارارد من جامعة برينستون في حين أن معظم المسيحيين الروس الذين اعتنقوا الإسلام هم في الأساس من النساء اللاتي اعتنقن الإسلام بعد زواجهن من أزواجهن المسلمين، فإن المسلمين الذين اعتنقوا المسيحية في روسيا يأتون من مختلف الفئات العرقية والعمرية والجندرية والأوضاع الاجتماعية والاقتصادية. بعد سقوط الاتحاد السوفياتي شهدت أجاريا تحول المسلمين الأجاريين إلى المسيحية الأرثوذكسية، حيث طبقت الحكومة الجورجية بقيادة زفياد جامساخورديا سياسة تُشجع على إعادة تحويل أجاريا إلى المسيحية.

### التحول من اليهودية إلى المسيحية
تُشير البيانات الواردة من مركز بيو للأبحاث إلى أنه اعتبارًا من عام 2013، يُعرّف حوالي 1.6 مليون يهودي أمريكي بالغ أنهم مسيحيون، ومعظمهم بروتستانت. ووفقًا لنفس البيانات، فإن معظم اليهود الذين يعرّفون عن أنفسهم على أنهم مسيحيون (1.6 مليون) نشأوا على أنهم يهود أو من أصول يهودية. وفقًا لدراسة أجريت عام 2012، فإن 17% من اليهود في روسيا يعتبرون أنفسهم مسيحيين. وفقًا لدراسة أجراها مركز بيو للأبحاث في عام 2021، فإن حوالي 19% من الأمريكيين الذين قالوا إنهم نشأوا يهودًا أو أن أحد والديهم يهودي واحد على الأقل أصبحوا مسيحيين حالياً.

## آسيا
- يتوقع مركز بيو للأبحاث أن يزداد عدد المسيحيين في آسيا بأكملها من 281 مليون إلى نحو 381 مليون مسيحي بحلول 2050 (بذلك ستزداد نسبة المسيحيين في آسيا زيادة طفيفة من 7.1% في 2010 إلى 7.7% في 2050).[236] وفقاً لدليل أكسفورد للتحويل الديني فإن أعلى معدل تحول ديني للمسيحية موجود في آسيا، وتشهد المنطقة نمواً طبيعياً من خلال ولادة 6.8 مليون طفل مسيحي (بالمقارنة مع 6 ملايين في أوروبا)، وهي إلى جانب أفريقيا أكثر المناطق التي تنمو فيها أعداد المسيحيين. ويلعب التحول الديني إيجابياً بحسب المصدر في النمو السنوي للمسيحيين في أسيا.[43] وبحسب واشنطن بوست نمت المسيحية بمعدل ضعف معدل السكان في آسيا، ومن المتوقع أن ينمو عدد سكان المسيحيين في آسيا من 350 مليون نسمة ليصل إلى 460 مليون بحلول عام 2025.[237] وتنمو المسيحية في عدد من الدول ذات الثقافة البوذية في الشرق الأقصى بسبب التحول لها،[42][238] خاصًة في الصين التي ازداد اعداد معتنقي المسيحية، وبحسب تقرير لمجلة ذي إيكونوميست تنتشر الإنجيلية وتنمو بين الصينيين في جنوب شرق آسيا.[239] أظهرت دراسة أن أكثر من 50% من رواد الكنائس الإنجيلية في جنوب شرق آسيا، يحملون شهادة جامعية، وهم صينيون، ومن عائلات ذات خلفيات دينية غير مسيحية في السابق.[240] ووفقاً لمركز دراسة المسيحية العالمية في معهد غوردون كونويل في ماساتشوستس، «آسيا هي سوق نمو للمسيحية»، حيث يقدر أن تنمو المسيحية 10 مرات أسرع من نموها في أوروبا.[241] وبحسب تقرير لجامعة سنغافورة للإدارة «يتحول المزيد والمزيد من الناس في جنوب شرق آسيا إلى المسيحية. ولكن هؤلاء المتحولين الجدد - ومعظمهم من الصينيين العرقيين - ينجذبون بشكل خاص إلى المسيحية الكاريزمية». ويشير التقرير إلى دراسة الباحثة جولييت كونينغ وهايدي داهلس من الجامعة الحرة بأمستردام حيث وفقاً لهم «هناك توسعاً سريعاً للمسيحية الكاريزمية منذ الثمانينات فصاعداً. ويقال إن سنغافورة والصين وهونغ كونغ وتايوان وإندونيسيا وماليزيا لديها أسرع المجتمعات المسيحية نمواً، وأن غالبية المؤمنين الجدد هم صاعدون متحركون، وحضريون، وشباب من الطبقة المتوسطة». وبحسب التقرير تمتلك آسيا ثاني أكبر عدد مسيحيين من الخمسينيين من أي قارة، حيث ارتفع عدد الخمسينيين من 10 ملايين في عام 1970 إلى 135 مليونًا في عام 2000.[242] وبحسب تيرينس تشونج من معهد دراسات جنوب شرق آسيا «تنمو حركة الخمسينية المستقلة بسرعة في جنوب شرق آسيا في العقود الأخيرة، مستفيدة من التوسع الأوسع في المسيحية الكاريزمية منذ الثمانينيات فصاعداً في سنغافورة وإندونيسيا وماليزيا، وكذلك في تايوان وكوريا الجنوبية».[243]
- وفقاً لدليل أكسفورد للتحويل الديني تكسب المسيحية في آسيا سنوياً حوالي 10.7 مليون شخص بسبب عوامل مثل الولادة والتحول الديني والهجرة، في حين تفقد سنوياً 4.3 مليون شخص بسبب عوامل مثل الوفاة والارتداد الديني والهجرة. ويولد حوالي 6.8 مليون طفل مسيحي في آسيا بالمقارنة مع وفاة 4.3 مليون مسيحي، ويعتنق المسيحية سنوياً حوالي 3.9 مليون شخص في آسيا في حين يرتد حوالي 1.3 مليون شخص عن المسيحية سنوياً. ويهاجر 614 ألف مسيحي سنوياً من القارة الآسيوية، بالمقابل يهاجر 39 ألف مسيحي إلى القارة.[43]
- يتوقع مركز بيو للأبحاث أن يكون هناك المزيد من المواليد المسيحيين بالمقارنة مع الوفيات في منطقة آسيا والمحيط الهادئ، ومن المتوقع أن تتجاوز الولادات أعداد الوفيات بأعداد أقل في العقود الخمس المقبلة. وبحسب المركز من المتوقع أن تقل أعداد المسيحيين من دون سن الأربعة عشرة من 78.3 مليون في عام 2010 إلى 74 مليون في عام 2050، وستزداد أعداد الشباب المسيحيين في المنطقة بين سن 16 حتى 29 سنة من 73.2 مليون عام 2010 إلى 75.3 مليون في عام 2050، وستزداد أعداد المسيحيين في المنطقة من سن الخمسة والسبعين وما فوق من 7.2 مليون عام 2010 إلى 30.4 مليون في عام 2050، ومن المتوقع أن يزداد معدل أعمار المسيحيين في منطقة آسيا والمحيط الهادئ من 28 عام 2010 إلى 38 عام 2050، وستنخفض خصوبة المرأة المسيحية في المنطقة من 2.3 بين عام 2010 و2015 إلى 2 بين عام 2050 و2055.[244]

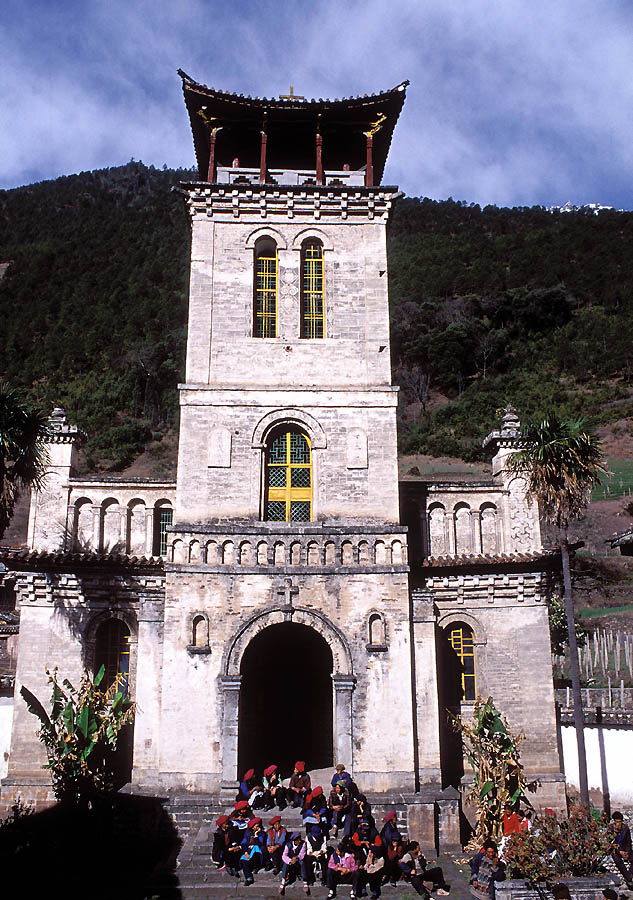
كنيسة كاثوليكية في الصين: ازداد أعداد المسيحيين الصينيين من 4 ملايين قبل 1949 إلى 67 مليون عام 2010.

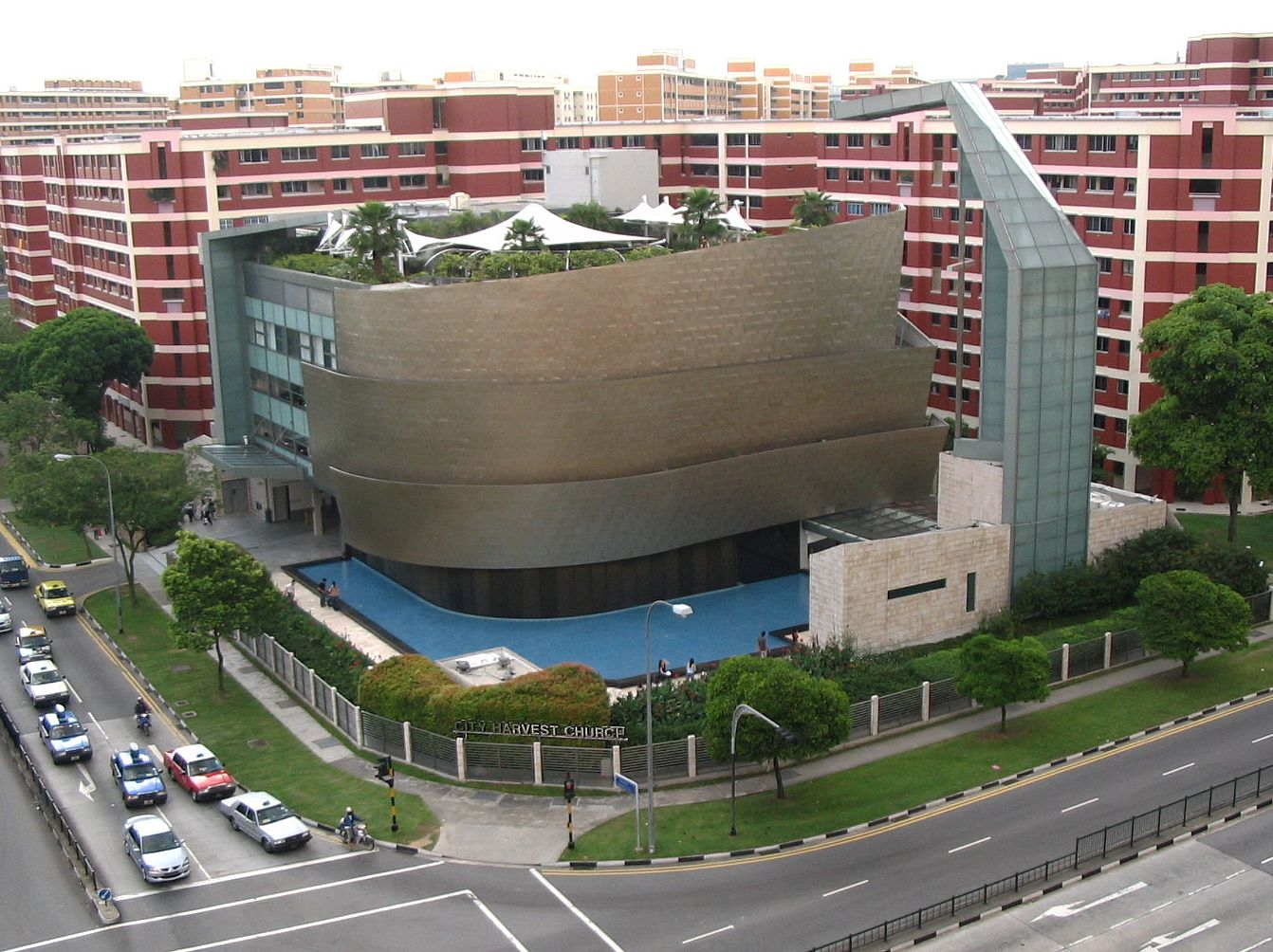
مركز مسيحي في سنغافورة: إرتفعت نسبة المسيحيين في سنغافورة من 9.9% عام 1980 إلى 17.5% عام 2010.

- في  الصين في السنوات الأخيرة، ازداد عدد المسيحيين في الصين بشكل كبير. قبل 1949 كان عدد المسيحيين حوالي 4 ملايين نسمة (3 ملايين الكاثوليك ومليون بروتستانتي)، في سنة 2010 وصل عدد المسيحيين في الصين إلى 67 مليون،[63][245] وبحسب دراسة للمسح الاجتماعي العام الصيني وجامعة رنمين الصينية ارتفعت نسبة المسيحيين من 2.1% في عام 2006 إلى 2.6% في عام 2011، وبحسب الدراسة ارتفعت نسبة البروتستانت من 1.8% في عام 2006 إلى 2.2% في عام 2011.[246] وفي عام 2014 قدر باحثين في مؤتمر للاحتفال بالذكرى الستين للكنيسة ثلاثية النفس أن الصين لديها ما يقرب من 23 إلى 40 مليون بروتستانتي، أي 1.7% إلى 2.9% من مجموع السكان،[247] بينما في دراسة لباحثين من جامعة أوكسفورد وجامعة بكين 2012 قدرت نسبة المسيحيين بحوالي 4% من سكان الصين.[248] ووفقا لدراسة سنة 2014 (نشرت 2017) من China Family Panel Studies على عينة بلغت 13,857 عائلة و31,665 فرد (وشملت المسيحيين في الكنائس غير المسجلة)، بلغت نسبة المسيحيين نحو 2.53% من السكان في الصين، وتعد الدراسة أحد أدق الدراسات حتى الآن.[249]
- تقول تقارير أن المسيحية أسرع الأديان انتشارًا في الصين بمتوسط سنوي يبلغ 7%.[250] وأشار تقرير لبي بي سي عام 2016 أنه وفقاً لبعض التقديرات، هناك عدد أكبر من المسيحيين في الصين بالمقارنة مع أعضاء الحزب الشيوعي، وأن أعداد المسيحيين قد تصل إلى 100 مليون شخص في جميع أنحاء الصين.[251] يتوقع أحد التقارير أن تصل أعداد السكان المسيحيين في الصين إلى أكثر من 400 مليون شخص بحلول عام 2040، الأمر الذي سيجعل الصين أكبر دولة فيها مسيحيين على الأرض.[252] وذكر تقرير في صحيفة ديلي تلغراف إلى ازدياد أعداد المسيحيين في الصين الشيوعية بشكل مطرد وأنه بحلول عام 2030 قد تصل أعداد المسيحيين الصينيين إلى 247 مليون.[253] ووفقاً ليانغ بلغ النمو السنوي للمسيحيين في الصين حوالي 7% بين عام 1949 وعام 2010، وتوقع الباحث في الأديان من جامعة بوردو يانغ فينغانج، أن تكون الصين موطناً لأكبر عدد من المسيحيين في العالم، مع 247 مليون مسيحي بحلول عام 2030. وبحسب مصدر يعد الإسلام والمسيحية الديانات الأسرع نمواً في الصين، خصوصاً بين الشباب.[254] وفقاً لتقرير مجلس العلاقات الخارجية نما عدد البروتستانت الصينيين بمعدل 10% سنوياً منذ عام 1979. وحسب بعض التوقعات، فإن الصين في طريقها إلى أن تحوي على أكبر عدد من السكان المسيحيين في العالم بحلول عام 2030.[255][256] ووفقاً لهم في كل عام يتعمد حوالي 500,000 صيني في الكنيسة البروتستانتية.[257] ووفقًا للبروفسور والباحث نغانغ يانغ، الأستاذ في علم الاجتماع في جامعة بوردو «كانت المسيحية البروتستانتية الديانة الأسرع نمواً في الصين»،[258] ويشير شي ليان، الأستاذ في العلوم المسيحية في جامعة ديوك «في حقبة ما بعد ماو تسي تونغ، كان هناك بالفعل نمو هائل في أعداد المسيحيين، وخاصةً البروتستانت».[259] وبحسب هوانغ جيان بو، عالم الأنثروبولوجيا في جامعة رنمين في بكين، إن العمال المهاجرين في الصين ينجذبون أيضاً إلى المسيحية وينضمون إلى الكنائس المنزلية في كثير من الأحيان، وبحسب تقرير للجزيرة تتراوح التقديرات الحالية لأعداد المسيحيين من 80 مليون إلى 130 مليون مسيحي نشط، بما في ذلك أعضاء ما يسمى الكنائس المنزلية.[260] ووفقا لعلم الاجتماع رودني ستارك من جامعة بايلور، فإن عدد المسيحيين في الصين ينمو بمعدل سنوي يبلغ 7%. وأشار ستارك إلى أن هناك العديد من الأساتذة المسيحيين، وأن المسيحية تنتشر بشكل أقوى في الجامعات.[261] بينما وفقا لكريس وايت الباحث في التاريخ الصيني، في دراسة عام 2017 لمعهد ماكس بلانك لدراسة التنوع الديني والعرقي، فقد انتقد البيانات حول عدد المسيحيين التي يطرحها الكتاب الغربيون. ويلاحظ أن هؤلاء الكتاب يسيطر عليهم «انحياز غربي إنجيلي» ينعكس في التغطية التي تحملها وسائل الإعلام الشعبية، خاصة في الولايات المتحدة، والتي تعتمد على معاملة المسيحيين الصينيين بـ«رومانسية كبيرة». ووفقاً لكريس وايت تكون البيانات في الغالب لا أساس لها أو تم التلاعب بها من خلال تفسيرات مبالغة، حيث يقول إن «نتائج الاستطلاعات حول الأعداد لا تدعم تأكيدات الكتاب».[262] وأيضاً وفقا لجيردا فيلاندر الباحثة في الدراسات الصينية سنة 2013، فإن العدد الحقيقي للمسيحيين في الصين هو حوالي 30 مليون. وانتقد أيضا الكاتب كريستوفر مارش سنة 2011 المبالغة في تقديرات أعداد المسيحيين في الصين،[263] وكذلك الكاتب والموسيقي دافيد فيرغسون في 2015 في صحيفة الشعب اليومية، حيث انتقد التقديرات حول عدد المسيحيين في الصين.[264] وقد أوضح الباحث التبشيري توني لامبرت أن التقديرات التي تتحدث عن «مائة مليون مسيحي صيني» كان يتم تداولها بالفعل من قبل وسائل الإعلام المسيحية الأمريكية منذ 1983، وقد تم المبالغة فيها أكثر، من خلال سلسلة من الاقتباسات الخاطئة، في العقد الأول من القرن الحادي والعشرين.[265]
- في عام 2010 كان معدل الأعمار بين مسيحيي الصين حوالي 34 وهو أقل من معدل الأعمار العام البالغ 35. وفقا لمركز بيو، من المتوقع أن يبلغ عدد المسيحيين في الصين نحو 70 مليون و800 ألف شخص بحلول 2050، وأن يمثلوا نحو 5.4% من إجمالي السكان، بارتفاع طفيف من نسبة 5.1% في 2010،[266] وتشير دراسة مركز بيو إلى أنها اتخذت سيناريو نمو متواضع بسبب عدم وجود مصادر كافية لقياس أنماط التحول الديني عبر الصين، وعلى الرغم من ذلك فإنها تذكر أن النمو المحتمل السريع للغاية للمسيحية في الصين يمكن أن يؤدي إلى الحفاظ على الميزة العددية الحالية للمسيحية كأكبر دين في العالم، ويمكن أن يسرع بشكل كبير من الانخفاض المتوقع بحلول عام 2050 في نسبة غير المنتمين للأديان في العالم، حيث تشير تقارير وسائل الإعلام وتقييمات الخبراء عمومًا إلى أن التأثيرات الرئيسية لوضع الدين في الصين هي ارتفاع أعداد المسيحيين وانخفاض أعداد الأشخاص غير المنتسبين دينياً.[267] وتظهر دراسة لأكاديمية الصينية للعلوم الاجتماعية بين 2008-2009 أن جزءاً كبيراً من البروتستانت في البر الرئيسي للصين هم من المتحولين دينياً، حيث قال 44.4% من البروتستانت الذين تمت مقابلتهم في هذه الدراسة أنهم قد اعتنقوا المسيحية بين سن 35 وسن 54، وعلى الرغم من تشكيك مركز بيو في دقة البيانات وأنها ترى أن الرقم مرتفع، إلا أنها تشير إلى وجود قدر ملحوظ من التحول الديني للبروتستانتية. وتشير الدراسة أن من الأسباب الرئيسية في نمو في أعداد البروتستانت في الصين بسبب التحول الديني لها، وليس من المحتمل أن يكون النمو السكاني الطبيعي سبباً محتملاً للنمو المسيحي نظراً لعدم وجود دليل على أن المسيحيين الصينيين أكثر إنجاباً من باقي السكان.[ملاحظة 3][268] ووفقاً لصحيفة ذي أستراليان يتحول صينيون إلى المسيحية بشكل جماعي.[269] وبحسب تقرير لصحيفة ذا واشنطن تايمز يعتنق «الملايين في جميع أنحاء الصين المسيحية»، وتشير أيضاً أنه «يعتنق الصينيون المسيحية في ثورة اجتماعية تنتشر عبر المدن والريف إلى حد فاق عدد المسيحيين أعضاء الحزب الشيوعي الصيني». ويشير التقرير إلى وجود شبكة مطردة من الكنائس السرية أو «المنزلية» التي يقال إن لديها ما يصل إلى 100 مليون عضو.[270] وتشير مصادر مختلفة إلى أن عدد متزايد من الصينيين يتحولون إلى المسيحية، خاصةً إلى الرومانية الكاثوليكية والبروتستانتية.[271][272][273][274] وتشير عدد من المصادر إلى نمو فئة الشباب والمتعلمين وسكان المدن بين المتحولين للمسيحية الصين.[43][275] وبحسب إحصائية لجامعة شيان جياوتونغ الصينية كان 30% من المتحولين إلى المسيحية من فئة الشباب.[276] وبحسب مصدر يتحول بين 60,000 إلى 70,000 صيني سنوياً إلى المذهب الكاثوليكي.[277] وأظهرت دراسة للحياة الدينية لطلاب الجامعات في بكين نشرت في مجلة الأكاديمية الصينية للعلوم والإلحاد في عام 2013 أن هناك نمو سريع للمسيحية بين طلاب الجامعات.[278]
- وفقاً لدليل أكسفورد للتحويل الديني تكسب المسيحية في الصين سنوياً حوالي 3.8 مليون شخص بسبب عوامل مثل الولادة والتحول الديني والهجرة، في حين تفقد سنوياً 1.3 مليون شخص بسبب عوامل مثل الوفاة والارتداد الديني والهجر. ويولد حوالي 1.5 مليون طفل مسيحي صيني بالمقارنة مع وفاة 817 ألف مسيحي، ويعتنق المسيحية سنوياً حوالي 2.3 مليون شخص في الصين في حين يرتد حوالي 347 ألف شخص عن المسيحية سنوياً. ويهاجر 150 ألف مسيحي سنوياً من الصين.[43]

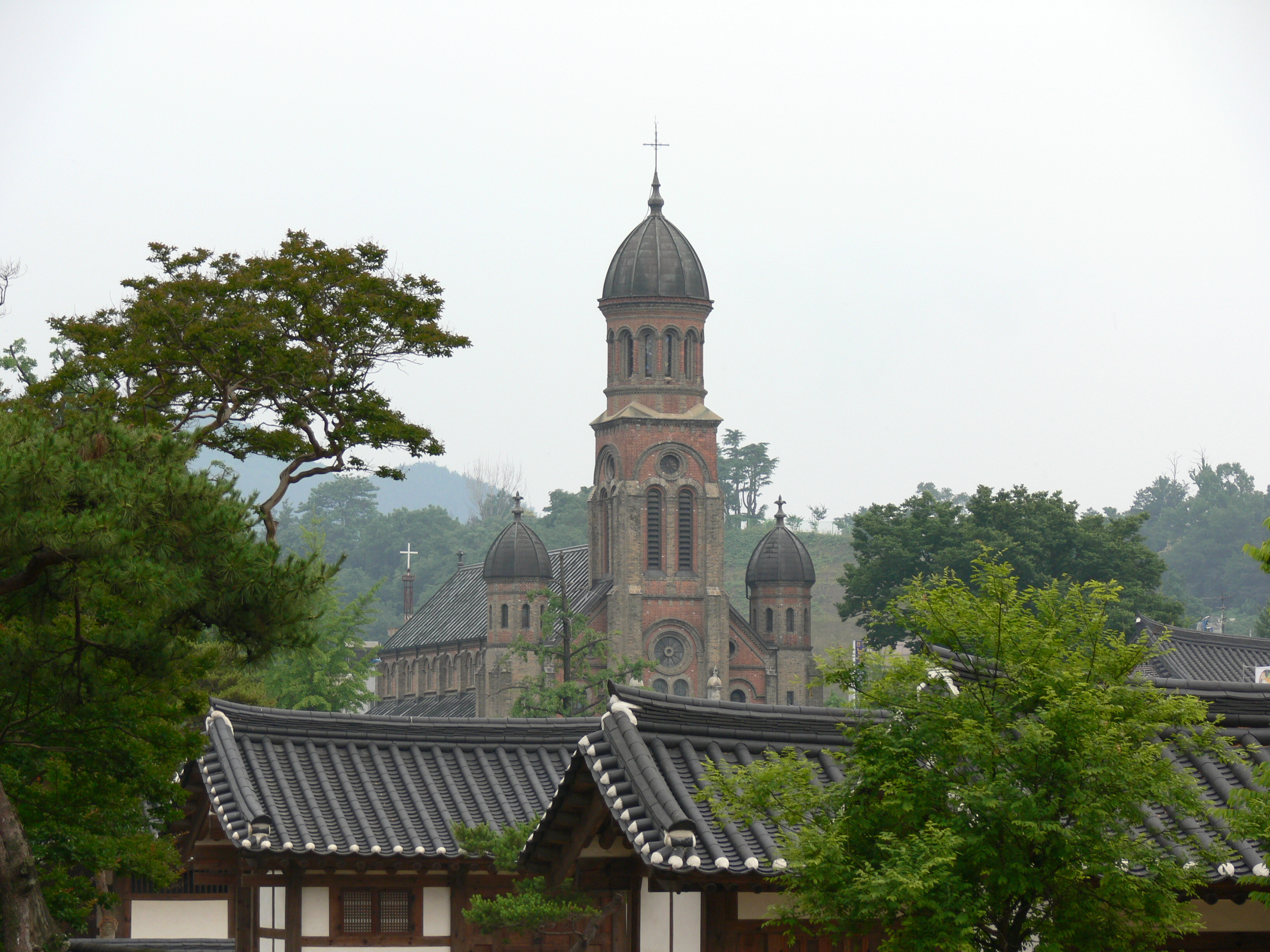
كنيسة كاثوليكية في كوريا الجنوبية: إرتفعت نسبة المسيحيين في كوريا الجنوبية من 2.0% عام 1945 إلى 29.3% عام 2010.

- في  كوريا الجنوبية نمت المسيحية من 2.0% عام 1945 إلى 29.3% عام 2010.[37] وبحسب مركز بيو ظلت نسبة سكان كوريا الجنوبية الذين ينتمون إلى الكنائس البروتستانتية دون تغيير نسبيًا منذ عقد 1980، وارتفعت نسبة الكاثوليك من 5% في عام 1985 إلى 11% اعتباراُ من عام 2005، وفقا لتعداد كوريا الجنوبية.[279] ووفقًا لتعدادات السكان نمت المسيحية في كوريا الجنوبية من 20.7% في عام 1985 إلى 27.6% في عام 2015.[280][281] وفقا لمركز بيو، من المتوقع أن ترتفع نسبة المسيحية في كوريا الجنوبية إلى نحو 33.5% من السكان في 2050.[266] بين عام 2010 وعام 2015 كان معدل الخصوبة بين مسيحي كوريا الجنوبية حوالي 1.3 وهو أقل من معدل الخصوبة العام في البلاد البالغ 1.4، وفي عام 2010 كان معدل الأعمار بين مسيحيي البلاد حوالي 37 وهو أقل من معدل الأعمار العام البالغ 38.[282] ووفقا لتقرير فإن أعداداً متزايدة من الشباب أصبحوا مسيحيين في كوريا الجنوبية.[283] في عام 2014، نمت الكنيسة الكاثوليكية بنسبة 2.2% حيث تحول أكثر من 98,000 كوري للمذهب الكاثوليكي.[284] وفي عام 2017 نمت الكنيسة الكاثوليكية بنسبة 1.3%، مع أكثر من 75,000 متحول كوري للمذهب الكاثوليكي.[285] ويُنظر في البلاد إلى الكاثوليكية والبروتستانتية كديانة للطبقة المتوسطة والشباب والمثقفين والحضريين،[286]

- في  سنغافورة ارتفعت نسبة المسيحيين من 9.9% في سنة 1980 إلى 12.7% سنة 1990 وإلى 17.5% سنة 2010،[210] وهي إلى جانب اللادينية تحظى بأعلى معدل نمو في سنغافورة.[288] واستمرت معدلات النمو حيث وفقاً لتعداد السكان عام 2015 بلغت نسبة المسيحيين حوالي 18.8% من السكان.[289] وفقا لمركز بيو، من المتوقع أن تنخفض نسبة المسيحية في سنغافورة إلى نحو 17% من السكان في 2050، ويتوقع المركز زيادة في أعداد المسيحيين من 920 ألف في 2010، إلى 1.3 مليون في 2050.[266] بين عام 2010 وعام 2015 كان معدل الخصوبة بين مسيحي سنغافورة حوالي 1.1 وهو أقل من معدل الخصوبة العام في البلاد البالغ 1.4، وفي عام 2010 كان معدل الأعمار بين مسيحيي البلاد حوالي 37 وهو أقل من معدل الأعمار العام البالغ 38.[290] وبحسب تعداد 2010 كانت المسيحية واحدة من أسرع الديانات نمواً في سنغافورة.[291] وذكرت صحيفة «إيرث تايمز» في عام 2008 «إن المسيحية تجتذب بشكل متزايد أتباع الديانة الصينية والطاوية، حيث وجد المسيحيون المتحولون من الشباب أسراً موسعاً في الكنيسة وموسيقى راقية وفرصاً للتواصل الاجتماعي»، وذكرت وكالة الأنباء الفرنسية في عام 2009 أنه «شهدت سنغافورة طفرة في السنوات الأخيرة في الحركات المسيحية الولادة من جديد»، وتنمو المسيحية بين الشريحة السكانية الثرية والمتعلمة حيث تصل نسبة المسيحيين بين الحاصلين على شهادة جامعية إلى حوالي 32.2%.[292] وازدادت نسبة المسيحيين بين الصينيين في سنغافورة من 16.5% في عام 2000 إلى 20.9% في عام 2015.[293][294] وتضم البلاد حوالي 1,600 مسيحي من عرقية الملايو ومعظمهم من خلفية مسلمة.[295]
- في  اليابان وصلت نسبة المسيحيين حسب استطلاع مؤسسة غالوب سنة 2006 إلى 6% (و7% بين المراهقين اليابانيين) مقارنة بحوالي 1% سنة 2000،[296] بينما وفقا لمركز بيو، فإن نسبة المسيحيين في اليابان سنة 2010 هي نحو 1.6%، ومن المتوقع أن ترتفع نسبة المسيحية في اليابان ارتفاعا طفيفا إلى نحو 2.4% من السكان في 2050.[266] ووفقا لتقديرات حديثة فإن نسبة المسيحيين في اليابان هي نحو 1-1.5% من السكان في اليابان.[297][298][299][300] بالمقابل وفقاً لمعهد تسو ومركز أبحاث اليابان تصل نسبة المسيحيين في اليابان إلى 2.3% من السكان.[301]
- في تايوان شهدت المسيحية نموًا قويًا في عقد عام 1950، وظلت العضويَّة ثابتة نسيبيًا في عقد 1970.[302] وتشير التقديرات الأخيرة إلى أن نسبة المسيحيين تصل إلى حوالي 4.5% من السكان.[303] وفي عام 2010 كان معدل الأعمار بين مسيحيي البلاد حوالي 35 وهو أقل من معدل الأعمار العام البالغ 37.[304] ومنذ عام 1978 شاركت الكنيسة المشيخية في جهود تبشيرية واسعة النطاق المعروفة باسم حركة عشرة واحد والتي تهدف إلى زيادة 10% من عضويتها سنويًا.[305] ووفقا لمركز بيو، من المتوقع أن ترتفع نسبة المسيحيين في تايوان إلى نحو 6.5% في 2050.[266]
- في  منغوليا وفقًا لصندوق مجموعة برنابا التبشيرية، ازداد عدد المسيحيين في منغوليا من أربع فقط في عام 1989 إلى حوالي 40,000 اعتبارًا من عام 2008.[306] ونمت الكنيسة الكاثوليكية من صفر في عام 1991 إلى أكثر من 600 في عام 2006، بما في ذلك حوالي 350 من المنغوليين الأصليين.[307] ووفقا لمركز بيو، من المتوقع أن تصبح نسبة المسيحيين في منغوليا نحو 2.2% في 2050.[266] وفي عام 2010 كان معدل الأعمار بين مسيحيي البلاد حوالي 25 وهو مساوي لمعدل الأعمار العام البالغ 25.[308]

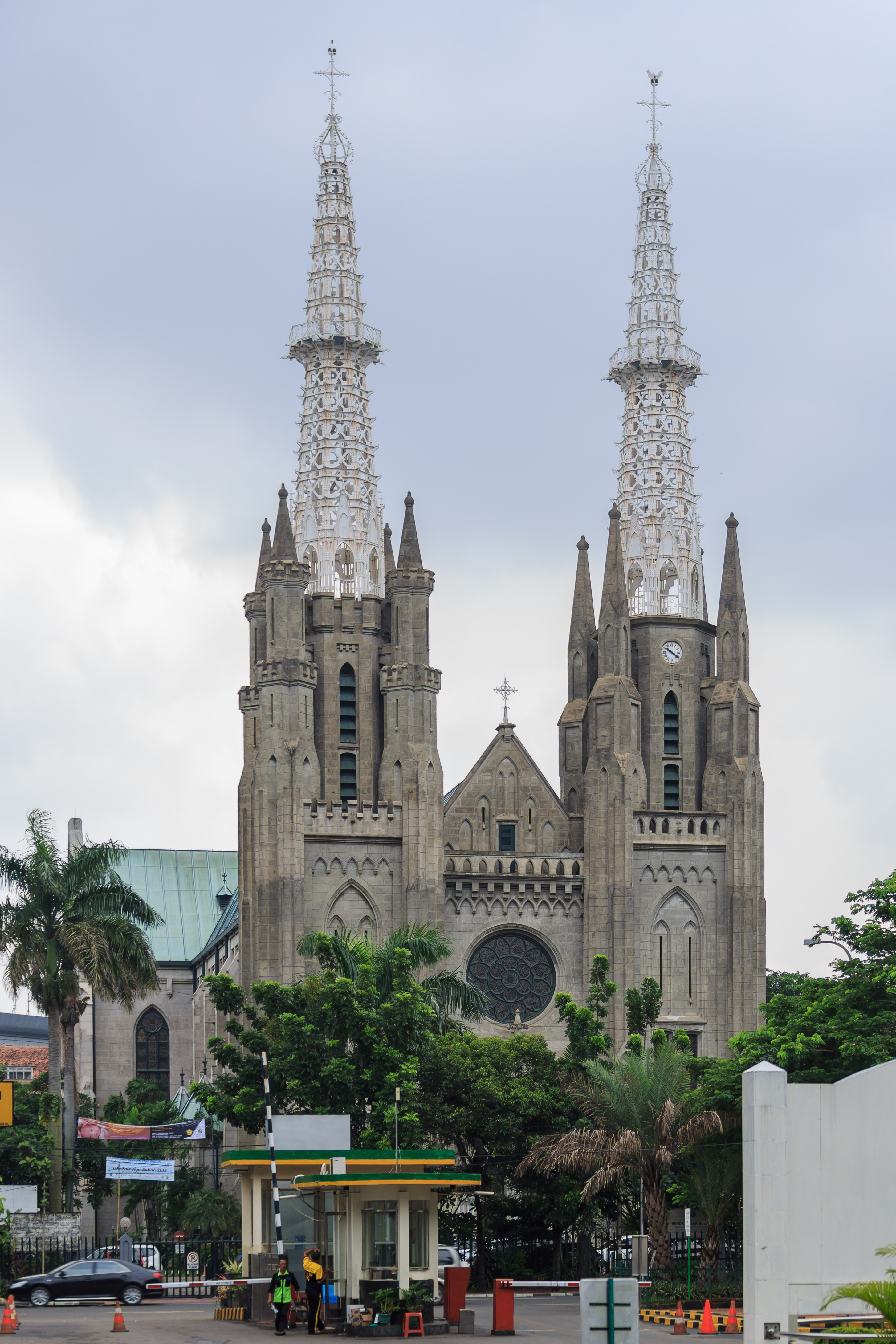
كنيسة في إندونيسيا: تحول بين عام 1965 إلى عام 1985 حوالي 2.5 مليون مُسلم إندونيسي إلى الديانة المسيحية.

- في  إندونيسيا يزداد معدل نمو المسيحية وانتشارها بشكل خاص بين الأقلية الصينية.[310][311] ذكر تقرير أريس انانتا في عام 2008 أن «الأدلة تشير إلى أن المزيد من الصينيين البوذيين في إندونيسيا أصبحوا مسيحيين مع إزياد مستويات تعليمهم».[312] وفقا لمركز بيو، يمثل المسيحيون نحو 9.9% من السكان في 2010، ومن المتوقع أن ترتفع نسبة المسيحية إلى نحو 11.2% من السكان في 2050.[266] بين عام 2010 وعام 2015 كان معدل الخصوبة بين مسيحي البلاد حوالي 2.6 وهو أعلى من معدل الخصوبة العام في البلاد البالغ 2.1، وفي عام 2010 كان معدل الأعمار بين مسيحيي البلاد حوالي 26 وهو أقل من معدل الأعمار العام البالغ 28.[313] ذكرت تقارير صحفيّة أن بعض الدول الآسيوية، وعلى رأسها إندونيسيا، تشهد حملة ملحوظة من التبشير، أدت إلى تزايد كبير في أعداد المتحولين للمسيحية بحيث بات أفراد هذه الفئة أكثر ظهوراً في الحياة الاجتماعية بالبلاد، وتشير دراسة جامعة سانت ماري الأمريكية إلى وجود حوالي 6.5 مليون إندونيسي مسيحي من خلفية إسلامية بين السنوات 1960-2015.[47] وتعتمد الدراسة في تقديرها للعدد على تقدير أفيري ويليس -القيادي السابق لأحد المنظمات التبشيرية- سنة (1977)، ويشمل العدد المذكور (6.5 مليون) هؤلاء المتحولين الأوائل -الذين قد مات بعضهم- وكذلك أطفالهم. وبحسب أفيري ويليس أن «سبب التحولات كان الانقلاب الشيوعي الفاشل في عام 1965، والمذابح التي تلت ذلك هذا الانقلاب من قبل المسلمين، والتشريعات التي تطلبت التسجيل لواحدة من الأديان الرسمية الخمسة في البلاد، أدت إلى تحول ضخم للكنائس المسيحية بسبب ما اعتبره البعض من المتحولين وحشية ترتكب باسم الإسلام».[47] وبحسب الموسوعة المسيحية العالمية تحول بين عام 1965 إلى عام 1985 حوالي 2.5 مليون مُسلم إندونيسي.[125] ووفقاً لمصادر مختلفة أيضاً، منذ منتصف وأواخر عقد 1960 تحول بين مليونين إلى 3 ملايين مسلم إلى الديانة المسيحية، وترجع المصادر أيضاً السبب إلى الانقلاب الشيوعي في عام 1965، والمذابح التي تلت ذلك الانقلاب ضد مؤيدي الشيوعية.[314][315][316][317][318] وبحسب مصادر أجبرت الحكومة الإندونيسية مسلمو آبانجان في جزيرة جاوة[ملاحظة 4] التسجيل لواحدة من الأديان الرسمية الخمسة في البلاد، وتحول العديد منهم إما للمسيحية أو الهندوسية بدلاُ من الإسلام تجنباً لتصنيفهم كمؤيدين للشيوعية أو ملحدين من قبل الحكومة الإندونيسية.[319][320][321][322] وفقا لتقرير حول الحقوق الدينية في العالم، اتهم بعض المسلمين المبشرين المسيحيين باستخدام الطعام وتمويل المشروعات الصغيرة لجذب المسلمين الفقراء إلى المسيحية.[323] بين عام 1991 حتى 12 فبراير من عام 2002 شهدت جزر الملوك صراع طائفي وإثني بين السكان المسيحيين والمسلمين، ووفقا للمنظمة الجهاديّة أهل السنة والجماعة الإندونيسيّة، فإن المسيحيين قد أجبروا الآلاف (أو حتى الملايين) من المسلمين على التحول للمسيحية في إندونيسيا على مر السنوات،[324] وفي الجانب الآخر تشير مصادر مختلفة بأن المسلمين قد أجبروا أيضاً الآلاف من المسيحيين على التحول الإجباري للإسلام تحت تهديد الموت خلال فترة الصراع الطائفي.[325][326][327][328][329]
- في  الهند وفقًا لدراسة المؤمنون في المسيح من خلفية مسلمة: إحصاء عالمي وهي دراسة أجريت من قبل جامعة سانت ماري الأمريكيّة في تكساس سنة 2015 وجدت أن عدد المسلمين في الهند المتحولين للديانة المسيحية يبلغ حوالي 40,000 شخص،[47] وبحسب صحيفة هندوستان تايمز وأعتماداً على معطيات التعداد السكاني يشهد تعداد السكان المسيحيين ارتفاعاً في ولاية أروناجل برديش من 1% في عام 1971 إلى 30% في عام 2011 ومانيبور من 19% في عام 1961 إلى أكثر من 40% في عام 2011، وبلغ معدل النمو الصافي للسكان المسيحيين في ولاية أروناجل برديش أكثر من 100%. لا يوجد سبب رسمي واضح لارتفاع عدد السكان المسيحيين في هذه الولايات، في حين أشار ريجيجو وزير الدولة للشؤون الداخلية إلى التحول الديني كسبب محتمل، ويقول بعض الخبراء إن هذا قد يكون بسبب الهجرة.[330] وبحسب مصدر تقدر أعداد المتحولين إلى المسيحية على المذهب البروتستانتي بحوالي 140,000 هندي.[331] وفقا لمركز بيو، بلغت نسبة المسيحيين في الهند نحو 2.5% من السكان سنة 2010، ومن المتوقع أن تصبح النسبة نحو 2.2% بحلول عام 2050، ومن المتوقع أن تزداد أعداد المسيحيين من 31.1 مليون عام 2010 إلى 36.7 مليون عام 2050.[332] وفقاً لتعداد السكان الهندي يعتبر المسيحيين في الهند الأقل انجاباً وأكثر المجتمعات الدينية تقدمًا.[333] بين عام 2010 وعام 2015 كان معدل الخصوبة بين مسيحي البلاد حوالي 2.3 وهو أقل من معدل الخصوبة العام في البلاد البالغ 2.5، وفي عام 2010 كان معدل الأعمار بين مسيحيي البلاد حوالي 28 وهو أعلى من معدل الأعمار العام البالغ 25.[334]
- في  ماليزيا استنادًا إلى منظمات هندوسية أعتنق 160,000 هندوسي المسيحية في الأعوام الاخيرة.[335] وقد أعتنق حوالي 97,000 هندوسي المذهب المثيودي.[336] فضلًا عن 25,000 انضم للمذهب الكاثوليكي.[336] لا يوجد اتفاق مدروس جيدا حول العدد الفعلي للمسلمين الماليزيين المتحولين إلى المسيحية في ماليزيا. وفقاً لأحدث إحصاء للسكان الذي نشرته إدارة الإحصاء الماليزية لا يوجد أي مسلم متحول للمسيحية حيث لا تعترف الدولة بالتحول إلى دين غير الإسلام، ووفقاً لأستاذ ريدهوان تي هناك 135 شخص بينما وفقا لتان سري هارساني زكريا، هناك 260,000.[337] وبحسب مصدر يتحول مائة مسلم ماليزي إلى المسيحية شهرياً، وتضع بعض التقديرات أعداد المتحولين للمسيحية في ماليزيا بحوالي 30,000 شخص.[338] وفقا لمركز بيو، بلغت نسبة المسيحيين في ماليزيا نحو 9.4% من السكان سنة 2010، ومن المتوقع أن تظل النسبة ثابتة بحلول عام 2050، ومن المتوقع أن تزداد أعداد المسيحين من 2.6 مليون عام 2010 إلى 4.2 مليون عام 2050.[332] بين عام 2010 وعام 2015 كان معدل الخصوبة بين مسيحي البلاد حوالي 2.6 وهو مشابه لمعدل الخصوبة العام في البلاد البالغ 2.6، وفي عام 2010 كان معدل الأعمار بين مسيحيي البلاد حوالي 25 وهو أقل من معدل الأعمار العام البالغ 26.[339]
- في  بروناي وفقا لمركز بيو، بلغت نسبة المسيحيين سنة 2010 نحو 9.4% من السكان، ومن المتوقع أن تظل النسبة ثابتة بحلول سنة 2050. ومن المتوقع أن تزداد أعداد المسيحيين من 40,000 عام 2010 إلى 50,000 عام 2050.[332]
- في  إسرائيل يتواجد يهودٌ ممن اعتنقوا المسيحية يتوزعون بين البروتستانتية والكاثوليكية،[340] وتصل أعداد الكاثوليك من أصول يهودية إلى 40,000.[341] وهناك ما يقرب من 300 شخص تحولوا من الإسلام إلى الديانة المسيحية وفقًا لأحد التقديرات التي تعود لعام 2014، وينتمي معظم هؤلاء المتحولين إلى الكنيسة الكاثوليكية والإنجيلية.[342] وازداد عدد السكان المسيحيين في إسرائيل منذ عام 1948، حيث ارتفع عددهم بنسبة تجاوزت 400%.[343] وبحسب دائرة الإحصاء المركزية الإسرائيلية ازدادت أعداد المسيحيين من 34,000 عام 1949 إلى حوالي 168,000 في عام 2016.[344] بين عام 2010 وعام 2015 كان معدل الخصوبة بين مسيحي البلاد حوالي 2 وهو أقل من معدل الخصوبة العام في البلاد البالغ 2.6، وفي عام 2010 كان معدل الأعمار بين مسيحيي البلاد حوالي 32 وهو أعلى من معدل الأعمار العام البالغ 30.[345]
- في  ميانمار يشير التعداد السكاني إلى أنّ نسبة المسيحيين ارتفعت من 4.6% في عام 1973 إلى 6.2% في عام 2014، لتصبح ثاني كبرى الأديان في البلاد.[346] وفقا لمركز بيو، بلغت نسبة المسيحيين سنة 2010 نحو 6.3% من السكان، ومن المتوقع أن ترتفع النسبة بحلول سنة 2050 لتصل إلى 7.9%.[332] وبحسب دراسة ارتفعت نسبة المسيحيين بين قومية الشين في بورما من 35% عام 1966 إلى 90% عام 2010.[347]
- في  كوريا الشمالية وفقا لمركز بيو، بلغت نسبة المسيحيين سنة 2010 نحو 2% من السكان، ومن المتوقع أن تظل النسبة ثابتة بحلول سنة 2050. ومن المتوقع أن تزداد أعداد المسيحيين من 480,000 عام 2010 إلى 520,000 عام 2050.[332]
- في  كمبوديا سجلت الطوائف البروتستانتية المختلفة نموًا ملحوظًا منذ التسعينات من القرن العشرين، وبحسب بعض التقديرات الحالية يشكل المسيحيون بين 2% إلى حوالي 3% من مجمل سكان كمبوديا.[348][349] ووفقا لمركز بيو، بلغت النسبة نحو 0.4% من السكان سنة 2010، ومن المتوقع أن تظل النسبة ثابتة تقريبا بحلول سنة 2050.[332] وفي عام 2010 كان معدل الأعمار بين مسيحيي البلاد حوالي 24 وهو أعلى من معدل الأعمار العام البالغ 23.[350] وفقًا لدراسة المؤمنون في المسيح من خلفية مسلمة: إحصاء عالمي وهي دراسة أجريت من قبل جامعة سانت ماري الأمريكيّة في تكساس سنة 2015 وجدت أنَّ حوالي 1,100 مُسلم كمبودي تحول إلى المسيحية على المذهب الإنجيلي.[47]
- في  نيبال نمت أعداد المسيحيون المُعمدون من مائة شخص في عام 1966،[351] ليصبح وفقاً لتعداد السكان عام 2011 حوالي 375,699 شخص أو 1.4% من مجمل السكان.[352] وأشار تقرير إلى تحول 50,000 هندوسي إلى المسيحية في مقاطعة سورخيت.[353] وأشارت مصادر أنه على الرغم من القوانين الصارمة التي تحظر التحول الديني، فقد انتشرت المسيحية بسرعة على مدى العقدين الأخيرين في نيبال، حيث يرى الكثيرون أنها هروب من النظام الطبقي الراسخ.[354][355] وبحسب تقرير لصحيفة الغارديان يوجد حالياً أكثر من مليون شخص في نيبال يعتبرون أنفسهم مسيحيين، ولدى البلاد واحدة من أسرع المجموعات المسيحية نمواً في العالم.[356][357] ووفقا لمركز بيو، بلغت نسبة المسيحيين في نيبال نحو 0.5% من السكان سنة 2010، ومن المتوقع أن تظل النسبة ثابتة بحلول 2050.[332] ووجد تقرير يعود إلى عام 2013 من قبل معهد غوردون كونويل اللاهوتي أنَّ كنيسة نيبال كانت الأسرع نمواً في العالم، حيث بلغ معدل النمو السنوي 10.9% منذ عام 1970.[358]
- في  تيمور الشرقية نمت نسبة المسيحية من 20% في عام 1975 إلى 96.9% بحسب التعداد السكاني لعام 2010.[359] بين عام 2010 وعام 2015 كان معدل الخصوبة بين مسيحي البلاد حوالي 5.9 وهو مشابه لمعدل الخصوبة العام في البلاد البالغ 5.9، وفي عام 2010 كان معدل الأعمار بين مسيحيي البلاد حوالي 17 وهو مشابه لمعدل الأعمار العام البالغ 17.[360]
- في  الفلبين وفقا لمركز بيو، بلغت نسبة المسيحيين سنة 2010 نحو 92.6% من السكان، ومن المتوقع أن تنخفض النسبة طفيفا بحلول سنة 2050 لتصل إلى 92%. ومن المتوقع أن تزداد أعداد المسيحيين من 86.3 مليون عام 2010 إلى 143.5 مليون عام 2050.[361] بين عام 2010 وعام 2015 كان معدل الخصوبة بين مسيحي البلاد حوالي 3 وهو مشابه لمعدل الخصوبة العام في البلاد البالغ 3، وفي عام 2010 كان معدل الأعمار بين مسيحيي البلاد حوالي 22 وهو مشابه لمعدل الأعمار العام البالغ 22.[362] الفلبين هي واحدة من دولتين في آسيا حيث تغلب عليهما الكاثوليكية، الأخرى هي تيمور الشرقية. وتضم الفلبين خامس أضخم تجّمع مسيحي في العالم وثالث أضخم تجمع كاثوليكي في العالم بعد البرازيل والمكسيك.[363] وفي الوقت الحاضر يشكل البروتستانت بين 10% إلى 15% من مجمل السكان بمعدل نمو سنوي يبلغ 10% منذ عام 1910.[364]
- في  هونغ كونغ بحسب دراسة تعود إلى عام 2015 وجدت أن حوالي 4,500 مسلم تحول إلى المسيحية.[47] وبسبب التبشير تملك العديد من التجمعات البروتستانتية نسبة عالية من الشباب والمتعلمين في صفوفها،[365] حيث وفقًا لإحصائية جامعة هونغ كونغ، اعتبارًا من العام الدراسي 2010/2011 كان ما يقرب من 24.3% من طلاب الجامعات في هونغ كونغ من المسيحيين (منهم 21.4% من البروتستانت)، على الرغم من أن المسيحيين يشكلون 10% من مجمل السكان.[366]
- في  فييتنام ازدادت نسبة المسيحيين من 7.5% بحسب تعداد السكان عام 2009،[367] إلى حوالي 8.3% بحسب التعداد السكاني لعام 2014.[368]
- في  بنغلاديش وفقًا لدراسة المؤمنون في المسيح من خلفية مسلمة: إحصاء عالمي وهي دراسة أجريت من قبل جامعة سانت ماري الأمريكيّة في تكساس سنة 2015 وجدت أن عدد المسلمين في بنغلاديش المتحولين للديانة المسيحية يبلغ حوالي 130,000 شخص، ووفقا للدراسة فإن الرقم متنازع عليه للغاية.[47] ويشير مصدر أنه على الرغم أن الاضطهاد ضد المسيحيين في بنغلادش آخذ في الارتفاع، فإن عدد المسلمين الذين يعتنقون المسيحية في تزايد. ووفقاً لمنظمة حقوق الإنسان «كريستيان فريدوم إنترناشونال»، يقدر أن ما يصل إلى 91,000 مسلم في بنغلادش قد تحولوا إلى المسيحية في السنوات الست الماضية، على الرغم من أن الردة عن الإسلام عليها القانون.[369] وفقا لمركز بيو، بلغت نسبة المسيحيين في بنغلاديش سنة 2010 نحو 0.3% من السكان، ومن المتوقع أن تظل النسبة ثابتة بحلول سنة 2050. ومن المتوقع أن تزداد أعداد المسيحيين من 450,000 عام 2010 إلى 650,000 عام 2050.[361]

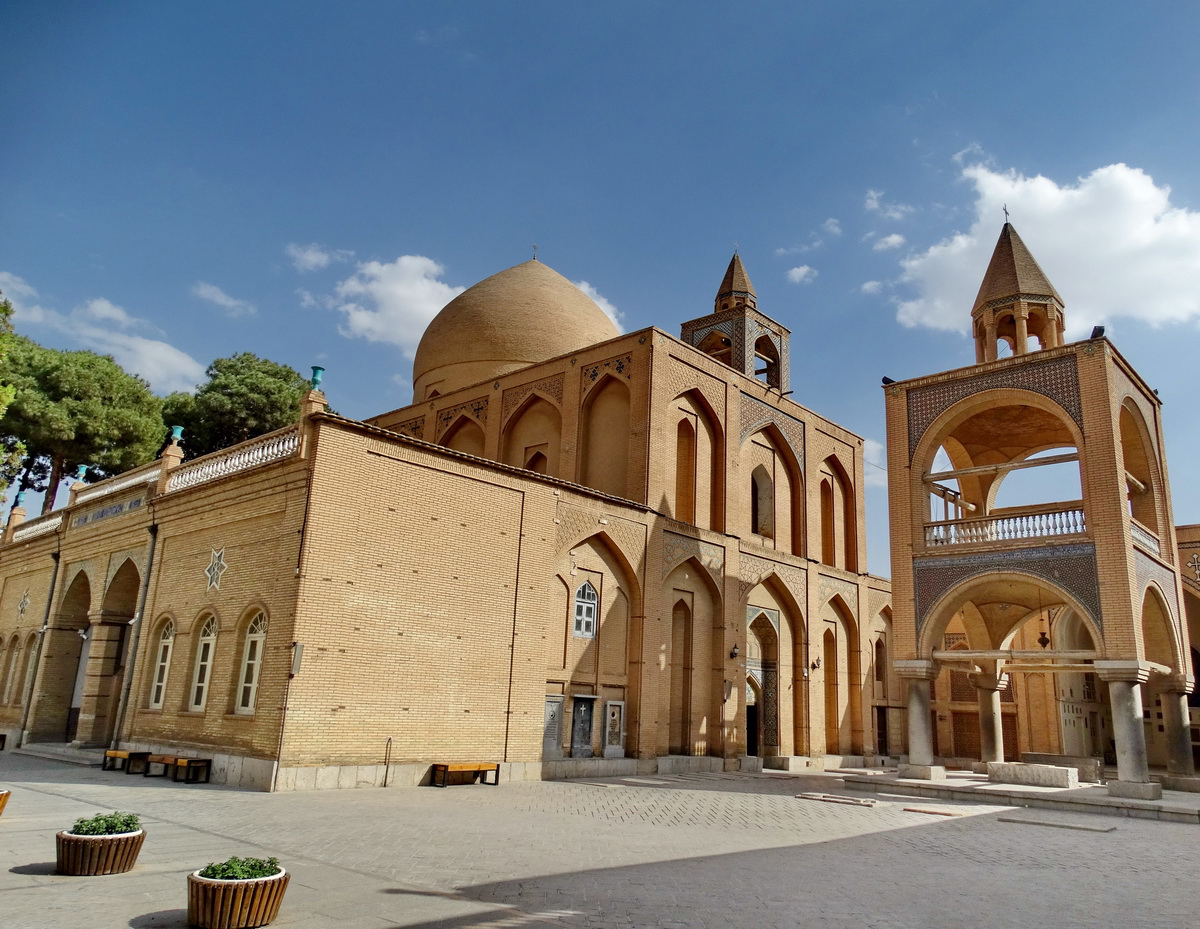
كنيسة في إيران: في عام 1979 كان هناك أقل من 500 مسلم متحول للمسيحية في إيران، وفي عام 2015 تخطى العدد 100,000 شخص.

- في  إيران وفقاً لأخبار موهابات، ازدادت المسيحية «بمعدل مذهل» في العقدين الأخيرين في إيران، مما تسبب في قلق الحكومة الإسلامية.[370] ووفقاً لكريستيان بوست يستمر نمو المسيحية في إيران، خاصةً بين الشباب، وذلك على الرغم من جهود الحكومة الإسلامية لقمع التحول الديني.[371] والمسيحية هي أكثر الديانات انتشارًا بعد الإسلام، وتشير بعض المنظمات إلى أن عدد معتنقي المسيحية في إيران بلغ 370,000 وذلك حسب مجموعة مراقبة الاضطهاد الأمريكية «فتح الأبواب»، بعد ان كانوا 200 شخص فقط قبل 40 سنة،[372] وبين 500,000 ومليون حسب الإرسالية المسيحية الإيرانية.[373][374] تقول تقارير أن المسيحية هي أسرع الأديان نموًا في إيران بمعدل سنوي قدره 5.2%.[375] بحسب دراسة جامعة سانت ماري وأدنبرة في عام 1979 كان هناك أقل من 500 مسلم متحول للمسيحية في إيران، وفي عام 2015 تخطى العدد 100,000 شخص.[47] وتقدر مصادر إلى تحول حوالي 100,000 مواطن إيراني إلى الديانة المسيحية. وفقا لمركز بيو، بلغت نسبة المسيحيين في إيران نحو 0.2% من السكان سنة 2010، ومن المتوقع أن تكون النسبة سنة 2050 أقل من 0.1%.[332] وتعتمد دراسة بيو في تقديرها للعدد على أرقام التعداد السكاني الإيراني والذي لا يتضمن المسلمين المتحولين للديانة المسيحية من الإثنية الفارسيَّة، ويتضمن فقط السكان المسيحيين الذين يحملون الجنسية الإيرانية، ومعظمهم من المواطنين ذوي الأصول الأرمنية والآشورية.[236] وتقدر مصادر هجرة 15,000 إلى 20,000 مواطن مسيحي من إيران سنوياً،[376] حيث أدت الثورة الإسلامية الإيرانية بقيادة الإمام الخميني إلى هجرة الكثير من المسيحيين الإيرانيين خصوصاً بعد حرب الثماني سنوات مع العراق وصراع إيران مع الولايات المتحدة الأميركية إضافةً إلى ان توجهات الثورة الإسلامية نحو أسلمة المجتمع الإيراني والتي دفعت إلى أكثر من ثلثي مسيحي إيران للرحيل إلى الخارج.[377] وفي عام 2010 كان معدل الأعمار بين مسيحيي البلاد حوالي 29 وهو أعلى من معدل الأعمار العام البالغ 27.[378]
- في  العراق تأسست كنيسة المسيح الناطقة في اللغة الكردية في مدينة أربيل بحلول نهاية عام 2000، ولها فروع في السليمانية ودهوك، وهي أول كنيسة إنجيلية كردية في العراق.[379] عقدت كنيسة المسيح الكرديّة مؤتمرها الأول لمدة ثلاثة أيام في عينكاوة شمال اربيل في عام 2005 بمشاركة 300 شخص من مسلمين كُرد تحولوا للمسيحية.[380] وفقًا لمصادر أخرى، تحول 500 شاب كردي مسلم إلى المسيحية منذ عام 2006 وذلك في جميع أنحاء كردستان.[381] وفقا لمركز بيو، بلغت نسبة المسيحيين في العراق نحو 0.8% من السكان سنة 2010، ومن المتوقع أن تصبح نسبتهم 0.6% سنة 2050، ومن المتوقع أن تزداد أعداد المسيحيين من 270,000 عام 2010 إلى 490,000 عام 2050.[382] يهاجر العديد من المسيحيين من العراق خصوصًا بعد حصار العراق وحرب الخليج الثانية، إلا أن وتيرة الهجرة تسارعت بشكل كبير في أعقاب غزو العراق عام 2003 وما رافقه من انتشار لمنظمات متطرفة شيعية وسنيّة.[383][384] وبحسب تقارير انخفض عدد الطوائف المسيحية في العراق إلى النصف في السنوات الأخيرة بسبب الهجرة،[385] حيث قُدِر عددهم بحوالي مليون نسمة في عام 2013 لكن انخفضت هذه النسبة بسبب الهجرة، حيث تم استهداف الكنائس والمجتمعات المسيحية والتي شملت أعمال اختطاف وتعذيب وتفجيرات وقتل في جميع أنحاء البلاد منذ سقوط صدام حسين في عام 2003.[386]
- في  الأردن وفقًا لدراسة المؤمنون في المسيح من خلفية مسلمة: إحصاء عالمي وهي دراسة أجريت من قبل جامعة سانت ماري الأمريكيّة في تكساس سنة 2015 وجدت أن عدد المسلمين في الأردن المتحولين للديانة المسيحية يبلغ حوالي 6,500 شخص.[47] وفقا لمركز بيو، بلغت نسبة المسيحيين في الأردن نحو 2.2% من السكان سنة 2010، ومن المتوقع أن تصبح نسبتهم 2.1% سنة 2050، ومن المتوقع أن تزداد أعداد المسيحيين من 130,000 عام 2010 إلى 240,000 عام 2050.[382] ويرجع الانخفاض في النسب إلى حد كبير إلى انخفاض معدلات المواليد المسيحيين مقارنة مع المسلمين، وإلى تدفق قوي من المهاجرين المسلمين من الدول المجاورة. بالإضافة إلى هجرة المسيحيين العالية مقارنة بالمسلمين، وذلك بسبب المستوى العلمي والاقتصادي والتعليمي العالي عند المسيحيين.[387] وفي عام 2010 كان معدل الأعمار بين مسيحيي البلاد حوالي 23 وهو أعلى من معدل الأعمار العام البالغ 21.[388]
- في  الكويت تشهد أعداد المسيحيين زيادة بسبب الهجرة، لتصبح المسيحية ثاني أكبر الأديان؛ حيث تبلغ أعداد الطائفة المسيحية بين الوافدين والأجانب وفقًا لإحصائية مركز بيو للأبحاث عام 2010 حوالي 390,000 مسيحي،[389] أي حوالي 14.3% من مجمل السكان.[390] ويتوقع المركز أن تنخفض النسبة في 2050 إلى حوالي 11.8% وأن ترتفع أعداد المسيحيين إلى حوالي حوالي 550,000 بالمقارنة مع 390,000 في عام 2010.[391] وفي عام 2010 كان معدل الأعمار بين مسيحيي البلاد حوالي 33 وهو أعلى من معدل الأعمار العام البالغ 28.[392] وفقًا لدراسة المؤمنون في المسيح من خلفية مسلمة: إحصاء عالمي وهي دراسة أجريت من قبل جامعة سانت ماري الأمريكيّة في تكساس سنة 2015 وجدت أن عدد المسلمين في الكويت المتحولين للديانة المسيحية يبلغ حوالي 350 شخص.[47]
- في  لبنان وفقًا لدراسة المؤمنون في المسيح من خلفية مسلمة: إحصاء عالمي وهي دراسة أجريت من قبل جامعة سانت ماري الأمريكيّة في تكساس سنة 2015 وجدت أنَّ حوالي 2,500 مواطن مُسلم لبناني تحول إلى المسيحية.[47] وفقا لمركز بيو، بلغت نسبة المسيحيين في لبنان نحو 38.3% من السكان سنة 2010، ومن المتوقع أن تصبح نسبتهم 38.2% سنة 2050، ومن المتوقع أن ترتفع أعداد المسيحيين من 1.6 مليون في عام 2010 إلى 1.8 مليون في عام 2050.[382] ويعود السبب لمعدل الخصوبة المنخفضة نسبياً للمسيحيين اللبنانيين بالمقارنة مع المسلمين، ولهجرة المسيحيين من لبنان لأوروبا والأمريكتين. بالمقابل أشار تقرير عام 2013 إلى أن نسبة المسيحيين في لبنان في ازدياد ويمكن أن ترتفع بأكثر من الثلث بحلول عام 2030.[393] وفي عام 2010 كان معدل الأعمار بين مسيحيي البلاد حوالي 29 وهو مشابه لمعدل الأعمار العام البالغ 29.[394]
- في  عُمان ازدادت أعداد المقيمين المسيحيين بفعل الهجرة، لتصبح المسيحية ثاني أكبر أديان السلطنة حيث وفقًا لدراسة مركز بيو للأبحاث عام 2010 تبلغ أعداد المسيحيين حوالي 180,000 نسمة وينضوون في تسعين رعية.[395] وفقًا لدراسة المؤمنون في المسيح من خلفية مسلمة: إحصاء عالمي وهي دراسة أجريت من قبل جامعة سانت ماري الأمريكيّة في تكساس سنة 2015 وجدت أنَّ حوالي 200 مسلم تحول إلى المسيحية.[47] وفقا لمركز بيو، بلغت نسبة المسيحيين في عمان نحو 6.5% من السكان سنة 2010، ومن المتوقع أن تصبح نسبتهم 5.5% سنة 2050. ومن المتوقع أن تزداد أعداد المسيحيين من 180,000 في عام 2010 إلى 250,000 في عام 2050.[382] وفي عام 2010 كان معدل الأعمار بين مسيحيي البلاد حوالي 34 وهو أعلى من معدل الأعمار العام البالغ 25.[396]
- في  قطر ازدادت أعداد المقيمين المسيحيين بسبب الهجرة لتصبح المسيحية ثاني أكبر ديانة، حيث وفقًا لإحصائية مركز بيو للأبحاث عام 2010 حوالي 13.8% من سكان قطر من أتباع الديانة المسيحية، ومن المتوقع أن تصل نسبتهم نحو 12.6% بحلول 2050، ومن المتوقع أن تزداد أعداد المسيحيين في قطر من 240,000 في عام 2010 إلى 470,000 في عام 2050، ومعظم المسيحيين من الوافدين من الدول الغربيَّة والآسيوية والشرق الأوسط.[397] وفي عام 2010 كان معدل الأعمار بين مسيحيي البلاد حوالي 34 وهو أعلى من معدل الأعمار العام البالغ 32.[398] وفقًا لدراسة المؤمنون في المسيح من خلفية مسلمة: إحصاء عالمي وهي دراسة أجريت من قبل جامعة سانت ماري الأمريكيّة في تكساس سنة 2015 وجدت أنَّ حوالي 200 مسلم تحول إلى المسيحية.[47]
- في  السعودية تشير دراسة جامعة سانت ماري الأمريكية أن حوالي 60,000 مسلم تحول للديانة المسيحية بين السنوات 1960-2015.[47] ويتوقع مركز بيو أن تزداد أعداد المسيحيين في السعودية من 1.2 مليون عام 2010 إلى 1.8 مليون عام 2050، وأن تنخفض نسبتهم طفيفا من سكان البلاد إلى نحو 4% عام 2050 بالمقارنة مع 4.4% عام 2010.[266] وفي عام 2010 كان معدل الأعمار بين مسيحيي البلاد حوالي 35 وهو أعلى من معدل الأعمار العام البالغ 26.[399] وفقا لفوكس نيوز، قدرت الدراسات الحديثة أن حوالي إلى 4.4% من سكان السعودية مسيحيين، بالمقارنة مع 0.1% (50 شخص) في عام 1910، ومعظمهم من المهاجرين والمغتربين، إلا أنه وفقا لمنظمة أبواب مفتوحة التبشيرية المسيحية فإن هناك أعداد من المتحولين للمسيحية وذلك على الرغم الاضطهاد الصارم.[400] ووفقاً لديفيد كوري، الرئيس والمدير التنفيذي لمؤسسة أبواب مفتوحة «يتزايد عدد المسيحيين المتحولين من الإسلام والأديان الأخرى».[401]
- في  سوريا تشير دراسة جامعة سانت ماري الأمريكية أن حوالي 2,000 مسلم تحول للديانة المسيحية بين السنوات 1960-2015،[47] وأشارت الباحثة إليزابيت جرانلي من جامعة أوسلو في دراسة عن تحول العلويين والموحدون الدروز إلى المسيحية في سوريا،[402] إلى وجود حوالي 1,920 من الموحدون الدروز السوريين المتحولين إلى المسيحية.[402] وفقا لمركز بيو، بلغت نسبة المسيحيين في سوريا نحو 5.2% من السكان سنة 2010، ومن المتوقع أن تصبح نسبتهم 5.1% سنة 2050، ومن المتوقع أن تزداد أعداد المسيحيين السوريين من مليون في عام 2010 إلى 1.7 مليون في عام 2050.[382] وأدت الحرب الأهلية السورية إلى هجرة كبيرة للمسيحيين السوريين، حيث أشار تقرير إلى أن أعمال العنف في سوريا أدت إلى هجرة 80% من مسيحيي سوريا،[403] وبحسب تقرير لبي بي سي يتراجع عدد المسيحيين من الناحية الإحصائية وهو ما يعود في جزء منه لأن معدل الولادة عند المسيحيين أقل بكثير منه عند المسلمين، كما أن هناك اتجاه قوي بين المسيحيين للهجرة.[404][405] حيث يميل المسيحيين أن يكونوا أكثر تعليماً وثراءاً بالمقارنة مع باقي الطوائف في سوريا.[406]
- في  تركيا بين كل 10 حالات تغيير دين 6 حالات تكون للمسيحية وذلك وفقا لموقع «المسيحية اليوم».[407] في تقرير نشرته صحفية ميليت أشارت إلى أن 35,000 تركي تحول للمسيحية سنة 2008 خاصًة إلى المذهب البروتستانتي الانجيلي.[408] كما وينضوي تحت رابطة الكنائس البروتستانتية في تركيا وحدها بين 4,000 إلى 5,000 مسيحي من العرقية التركية. ينشط البروتستانت في التبشير مقارنة بالطوائف المسيحية الأخرى، وتعرضت عدد من كنائسهم إلى أعمال تخريب وهجوم بقذف زجاجات حارقة،[409] وانتقدت وسائل الاعلام التركية النشاط التبشيري البروتستانتي بشكل مكثف.[410][411] ويتوقع مركز بيو للأبحاث أن تصل أعداد المسيحيين إلى حوالي 480,000 بالمقارنة مع 320,000 عام 2010.[412] يذكر أن في مطلع القرن العشرين شكّل المسيحيون بين 17.5% إلى 25% من مجمل سكان أراضي تركيا الحاليَّة،[413] وفي عام 1910 ضمت تركيا الحالية سابع أكبر تجمع سكاني مسيحي أرثوذكسي في العالم؛[414] لكن انخفضت نسب وأعداد المسيحيين عقب المذابح ضد الأرمن والمذابح ضد بعض الطوائف المسيحية الأخرى مثل السريان واليونانيين،[415] فضلًا عن عملية التبادل السكاني لليونانيين الأرثوذكس وضريبة الثروة التركية عام 1942 وبوغروم إسطنبول عام 1955 والتي أدَّت إلى هجرة أغلبية مسيحيين من إسطنبول.[416]
- في  الإمارات العربية المتحدة تعد المسيحية ثاني أكبر الأديان، وفقًا لتقرير الوزارة، والتي جمعت بيانات التعداد السكاني في عام 2005، تبين أن 76% من مجموع السكان في دولة الإمارات العربية المتحدة هم مسلمين، وحوالي 13% مسيحيين، وحوالي 11% أتباع ديانات الآخرى.[417][418] التقديرات السكانية تشير إلى أن عدد المسيحيين في دولة الإمارات العربية المتحدة يصل إلى حوالى 500 ألف مسيحي،[419] وتشير دراسة جامعة سانت ماري الأمريكية أن حوالي 200 مسلم في الإمارات تحول للديانة المسيحية بين السنوات 1960-2015.[47]
- في  اليمن تشير دراسة جامعة سانت ماري الأمريكية أن حوالي 400 يمني تحول للديانة المسيحية بين السنوات 1960-2015.[47]
- في  البحرين ازدادت نسبة المسيحيين بفعل هجرة المسيحيين إليها لتصل وفقًا لإحصائية مركز بيو للأبحاث عام 2010 إلى حوالي 14.5% من سكان البلد،[420] ويتوقع المركز أيضاً أن تصل النسبة في 2050 إلى 12.1% وتتوقع أن تزداد أعدادهم إلى حوالي 220,000 بالمقارنة مع 180,000 عام 2010.[391] بين عام 2010 وعام 2015 كان معدل الخصوبة بين مسيحي البلاد حوالي 1.4 وهو أقل من معدل الخصوبة العام في البلاد البالغ 2.4، وفي عام 2010 كان معدل الأعمار بين مسيحيي البلاد حوالي 33 وهو أعلى من معدل الأعمار العام البالغ 30.[421] وفقًا لدراسة المؤمنون في المسيح من خلفية مسلمة: إحصاء عالمي وهي دراسة أجريت من قبل جامعة سانت ماري الأمريكيّة في تكساس سنة 2015 وجدت أن عدد المسلمين في البحرين المتحولين للديانة المسيحية يبلغ حوالي 1,650 شخص.[47]
- في  فلسطين بحسب دراسة تعود إلى عام 2015 وجدت أن حوالي 200 مسلم تحول إلى المسيحية.[47] وفقا لمركز بيو، بلغت نسبة المسيحيين في فلسطين نحو 2.4% من السكان سنة 2010، ومن المتوقع أن تصبح نسبتهم 1.4% سنة 2050، ومن المتوقع أن تزداد أعداد المسيحيين الفلسطينيين من 100,000 عام 2010 إلى 140,000 عام 2050.[382] هاجر العديد من المسيحيين الفلسطينيين إلى بلدان في أمريكا اللاتينية، وكذلك إلى أستراليا والولايات المتحدة وكندا، بالإضافة إلى الدول المجاورة لفلسطين التاريخية مثل لبنان والأردن. السلطة الفلسطينية غير قادرة على إحصاء دقيق لعدد المهاجرين المسيحيين.[422] انخفاض نسبة المسيحيين يرجع أيضًا إلى حقيقة أن أعداد مواليد العائلة المسيحية هي أقل من العائلات الفلسطينية المسلمة عمومًا.[423] وتُثار نقاشات جديّة حول أسباب الهجرة المسيحية الفلسطينية وتتعد الأسباب والطروحات حولها، ذكرت وكالة رويترز أنّ الهجرة كانت بشكل أساسي من أجل تحسين مستوى المعيشة بسبب وجود نسبة عالية من المتعلمين بين المسيحيين. ووفقًا لبي بي سي كان التدهور الاقتصادي في الأراضي الفلسطينية، وكذلك ضغوط الصراع الإسرائيلي الفلسطيني سببًا للهجرة.[423] ذكر تقرير شمل سكان بيت لحم أن كلًا من المسيحيين والمسلمين يرغب في ترك البلاد لكن بسبب امتلاك المسيحيين اتصالات مع أقارب في المهجر، ومستويات أعلى من التعليم كان يسهل للمسيحيين طريق الهجرة.[424]
- في  أفغانستان تذكر العديد من المصادر أن هناك كنيسة سريّة تحت الأرض تتكون من مسيحيين أفغان محليين (وهم من خلفية إسلاميّة) والذين يعيشون في أفغانستان. وتشير وزارة الخارجية الأمريكية أن تقديرات حجم المسلمين المتحولين للمسيحية يترواح ما بين 500-8,000 شخص.[425] هناك عدد من مجتمعات المسيحيين الأفغان التي تتواجد خارج البلاد، بما في ذلك المجتمعات المسيحية الأفغانية في الولايات المتحدة،[426] والمملكة المتحدة،[427] كندا،[428] النرويج[429] والنمسا.[430] وفقا لمركز بيو، بلغت نسبة المسيحيين في أفغانستان سنة 2010 نحو 0.1% من السكان، ومن المتوقع أن تصبح النسبة سنة 2050 أقل من 0.1%، وبحسب مركز بيو من المتوقع أن تزداد أعداد المسيحيين في أفغانستان من 30,000 عام 2010 إلى 70,000 عام 2050.[361]
- في  باكستان تشير دراسة جامعة سانت ماري الأمريكية أن حوالي 5,500 مسلم تحول للديانة المسيحية بين السنوات 1960-2015.[47] وفقا لمركز بيو، بلغت نسبة المسيحيين في باكستان سنة 2010 نحو 1.6% من السكان، ومن المتوقع أن تنخفض النسبة بحلول سنة 2050 إلى 1.5%، ومن المتوقع أن تزداد أعداد المسيحيين من 2.7 مليون عام 2010 إلى 4.2 مليون عام 2050.[361] بين عام 2010 وعام 2015 كان معدل الخصوبة بين مسيحي باكستان حوالي 3 وهو أقل من معدل الخصوبة العام في البلاد البالغ 3.2، وفي عام 2010 كان معدل الأعمار بين مسيحيي البلاد حوالي 23 وهو أعلى من معدل الأعمار العام البالغ 22.[431]
- في  طاجيكستان وفقا لمركز بيو، بلغت نسبة المسيحيين في طاجيكستان سنة 2010 نحو 1.2% من السكان، ومن المتوقع أن تنخفض النسبة بحلول سنة 2050 إلى 2.1%، ومن المتوقع أن تزداد أعداد المسيحيين من 110,000 عام 2010 إلى 260,000 عام 2050.[361] تشير دراسة لعام 2015 أنًّ أعداد إثنيّة الطاجيك المتحولين من الإسلام إلى المسيحية يقدر بحوالي 2,200 نسمة.[47] وفي تقرير لمؤسسة أبواب مفتوحة عام 2018 فإن مجتمعات المتحولين إلى المسيحية صغيرة جداً، وبحسب التقرير وفقاً لتقديرات "Operation World" في عام 2010، كان هناك حوالي 1,000 من المتحولين الطاجيك إلى المسيحية، في حين أشارت وزارة الخارجية الأمريكية في تقريرها لعام 2006 إلى أن هناك حوالي 3,000 متحول إلى المسيحية. وبحسب التقرير فإن معظم المسيحيين في البلاد من ذوي الأصول الروسية ومن أتباع الكنيسة الروسية الأرثوذكسية. وبحسب التقرير انخفضت أعداد المسيحيين في البلاد بشكل حاد منذ عام 1990 بسبب موجة الهجرة المسيحية من طاجيكستان في فترة الاستقلال الأولى.[432]
- في  أوزبكستان وفقا لمركز بيو، بلغت نسبة المسيحيين في أوزبكستان سنة 2010 نحو 2.3% من السكان، ومن المتوقع أن تنخفض النسبة بحلول سنة 2050 إلى 1.5%.[361] بين عام 2010 وعام 2015 كان معدل الخصوبة بين مسيحي البلاد حوالي 1.6 وهو أقل من معدل الخصوبة العام في البلاد البالغ 2.3، وفي عام 2010 كان معدل الأعمار بين مسيحيي البلاد حوالي 3220 وهو أعلى من معدل الأعمار العام البالغ 24.[433] وتشير دراسة لعام 2015 أنًّ أعداد إثنيّة الأوزبك المتحولين من الإسلام إلى المسيحية يقدر بحوالي 10,000 نسمة.[47] وبحسب تقرير لمؤسسة أبواب مفتوحة في عام 2018 يصل أعداد المتحولين إلى المسيحية في البلاد إلى حوالي 30,000 أي حوالي 0.1% من السكان الأوزبك، وتشير إلى نمو الكنيسة الأصلية لا يزال مستمراً. وبحسب التقرير معظم مسيحيي البلاد هم من ذوي الأصول الروسية ومن أتباع الكنيسة الروسية الأرثوذكسية، وبحسب التقرير منذ عام 1980 تلعب هجرة السكان ذوي الأصول الروسية واسعة النطاق إلى خارج البلاد دوراً في معدل النمو الإجمالي السلبي للمسيحية في أوزبكستان.
- في  أذربيجان أشارت بعض التقارير إلى وجود 5,000 أذربيجاني اعتنق الديانة المسيحية في الآونة الأخيرة.[434][435] وبحسب دراسة لمنظمة أبواب مفتوحة ازدادت أعداد المتحولين للمسيحية منذ استقلال أذربيجان في عام 1991. وفي عام 1997 بلغت التقديرات بوجود ستة آلاف مسيحي أذري من خلفية إسلامية. في عام 2014 ووفقاً لمصدر يوجد حاليًا حوالي 10 آلاف مسيحي أذري. وعلى الرغم من وجود المتحولين فإن أغلبية المسيحيين في البلاد من ذوي الأصول الروسية والأرمنية من أتباع الكنيسة الروسية الأرثوذكسية وكنيسة الأرمن الأرثوذكس. وبحسب الدراسة تلعب هجرة السكان ذوي الأصول الروسية واسعة النطاق إلى خارج البلاد دوراً في معدل النمو الإجمالي السلبي للمسيحية في أذربيجان.[436] وفقا لمركز بيو، بلغت نسبة المسيحيين في أذربيجان سنة 2010 نحو 3% من السكان، ومن المتوقع أن تصبح النسبة سنة 2050 نحو 1.9%.[361]
- في  كازاخستان تقدر أعداد المسلمين المتحولين للمسيحية بحوالي 82,300 نسمة.[437] وفقا لمركز بيو، بلغت نسبة المسيحيين في كازاخستان سنة 2010 نحو 24.7% من السكان، ومن المتوقع أن تنخفض النسبة بحلول سنة 2050 إلى 18.4%. ومن المتوقع أن تبقى أعداد المسيحيين ثابتة بين عام 2010 وعام 2050، أي حوالي 3.9 مليون.[361] بين عام 2010 وعام 2015 كان معدل الخصوبة بين مسيحي البلاد حوالي 1.5 وهو أقل من معدل الخصوبة العام في البلاد البالغ 2.5، وفي عام 2010 كان معدل الأعمار بين مسيحيي البلاد حوالي 35 وهو أعلى من معدل الأعمار العام البالغ 29.[438] وبحسب تقرير منذ عام 1997 شهدت البلاد هجرة أعداد من المسيحيين من ذوي الأصول الروسيَّة والألمانيّة إلى الخارج والتي أثرت سلباً بشكل كبير على المجتمع المسيحي المحلي، ومع سقوط النظام الشيوعي في عام 1990 شهدت البلادة زيادة في أعداد المتحولين للمسيحية من العرقية الكازاخية.[439]
- في  قرغيزستان أشار تقرير حكومي إلى أن آلاف المسلمين يرتدون عن الإسلام ويعتنقون المسيحية في قرغيزيا سنويًا.[440] وبحسب تقرير لبي بي سي تضم البلاد حوالي 50,000 مسيحي إنجيلي معظمهم من المتحولين من الإسلام إلى المسيحية،[441] وبحسب دراسة تعود إلى عام 2015 وجدت أن حوالي 19,000 مسلم تحول إلى المسيحية في البلاد.[47] وبحسب مصدر من عام 2016 بحلول عام 2009، تحول حوالي 22,000 من القيرغيز إلى البروتستانتية، وفقاً للخبراء.[442] وفقا لمركز بيو، بلغت نسبة المسيحيين في قيرغيزستان سنة 2010 نحو 11.4% من السكان، ومن المتوقع أن تنخفض النسبة بحلول سنة 2050 إلى 7%.[361] بين عام 2010 وعام 2015 كان معدل الخصوبة بين مسيحي البلاد حوالي 1.6 وهو أقل من معدل الخصوبة العام في البلاد البالغ 2.6، وفي عام 2010 كل الأعمار بين مسيحيي البلاد حوالي 31 وهو أعلى من معدل الأعمار العام البالغ 24.[443] وبحسب تقرير أدى كان انهيار الاتحاد السوفيتي في عام 1991 إلى هجرة 100 ألف الأشخاص ذوي الأصول الألمانية، ومعظمهم من اللوثريين والكاثوليك، إلى أوروبا أو الولايات المتحدة. وخلال العقود اللاحقة هاجر الآلاف من المسيحيين ذوي الأصول الروسية إلى الخارج، وتؤثر الهجرة المسيحية سلباً على النمو السكاني للمسيحيين في البلاد.[309]
- في  قبرص الشمالية ذكرت تقارير تعود لسنة 2010 أن نحو 300 عائلة تركية تعيش في قبرص التركية قد ارتدت عن الإسلام واعتنقت المسيحية.[444]
- في  أرمينيا، وفقا لمركز بيو، بلغت نسبة المسيحيين سنة 2010 نحو 98.5% من السكان، ومن المتوقع أن تصبح النسبة سنة 2050 نحو 97.4%. ومن المتوقع أن تزداد أعداد المسيحيين من 3 ملايين عام 2010 إلى 3.1 مليون عام 2050.[361] بين عام 2010 وعام 2015 كان معدل الخصوبة بين مسيحي البلاد حوالي 1.7 وهو مشابه لمعدل الخصوبة العام، وفي عام 2010 كان معدل الأعمار بين مسيحيي البلاد حوالي 32.[445] وفقاً لمركز بيو تربى نحو 95% من السكان على المسيحية، بينما يعتبر 97% من السكان مسيحيين في عام 2017، أي بزيادة بنسبة 2% يعرفون عن أنفسهم كمسيحيين اليوم.[446]

## أفريقيا

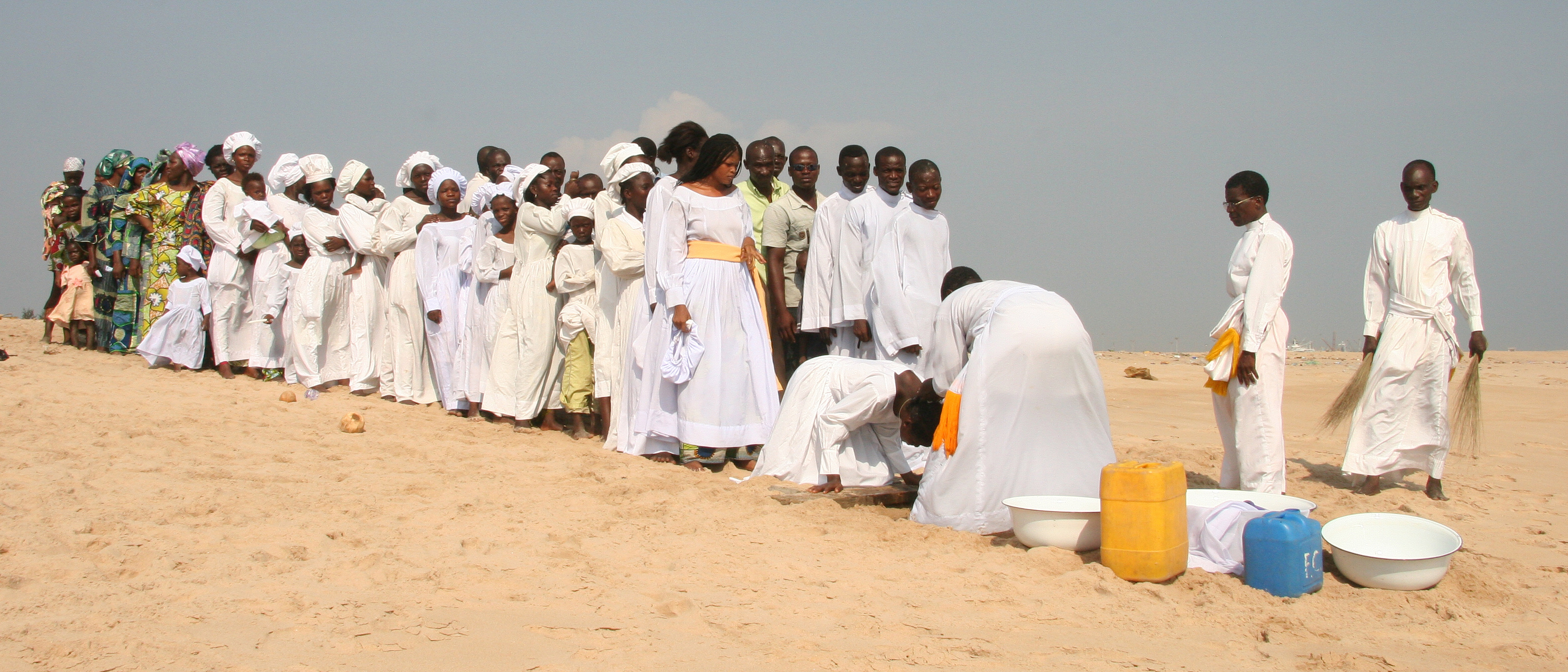
مسيحيين في بينين: وفقاً لمركز بيو للأبحاث ازداد عدد المسيحيون في أفريقيا من 8 ملايين عام 1900 إلى 390 مليون عام 2010.

- وفقاً لدليل أكسفورد للتحويل الديني تكسب المسيحية في أفريقيا سنوياً حوالي 21.3 مليون شخص بسبب عوامل مثل الولادة والتحول الديني والهجرة، في حين تفقد سنوياً 9.7 مليون شخص بسبب عوامل مثل الوفاة والارتداد الديني والهجرة.[43] ويشير المصدر أن التحول الديني للمسيحية في أفريقيا جنوب الصحراء في تباطئ، ويعود ذلك بسبب تحول معظم أتباع الديانات الأفريقية التقليدية إلى المسيحية أو إلى الإسلام، في حين أن أعداد أصغر نسبياً للمسلمين تتحول إلى المسيحية. كان معدل التحول الديني للمسيحية في السابق أعلى بكثير، لكن حالياً أصبح أقل بالمقارنة مع معدل التحول إلى المسيحية في أوروبا وأمريكا الشمالية. وبحسب الدراسة من المتوقع أن يتواصل التحول الديني إلى كل من المسيحية والإسلام في أفريقيا ولكن بأعداد متواضعة، حيث يعتنق سنوياً حوالي 3.4 مليون شخص المسيحية في أفريقيا، بالمقابل يرتد حوالي 1.5 مليون أفريقي عن المسيحية سنوياً.[43] وبحسب المصدر تتأثر التركيبة السكانية للمسيحيين في أفريقيا بشكل رئيسي من معدل المواليد والوفيات، حيث يولد سنوياً حوالي 17.8 مليون طفل مسيحي أفريقي بالمقارنة مع وفاة حوالي 6.9 مليون مسيحي أفريقي سنوياً. وعلى الرغم من أن واحد من خمسة مسيحيين في العالم هم أفارقة، الأ أن طفلين من كل خمسة أطفال للمسيحيين في العالم هم أفارقة. وأفريقيا إلى جانب آسيا هي أكثر المناطق التي تنمو فيها أعداد المسيحيين. وبحسب المصدر يعد معدل الوفيات (6.9 مليون) الأعلى بين مسيحيي العالم، وذلك بسبب معدل وفيات الرضع والوفاة بسبب الأمراض.[43]
- المسيحيين في أفريقيا جنوب الصحراء، في المتوسط هم صغار السن نسبياً ولديهم عدد من الأطفال أكبر من أقرانهم المسيحيين في أماكن أخرى، مما يساهم في النمو السكاني السريع المتوقع في العقود القادمة.[447] في أفريقيا ازداد عدد المسيحيون من 8 ملايين عام 1900 إلى 390 مليون عام 2010.[37] ومن المتوقع بحلول عام 2050 أن يكون هناك 1.2 مليار مسيحي في أفريقيا جنوب الصحراء.[37] ووفقاً لمركز بيو، من المتوقع أن تنخفض نسبة المسيحيين في أفريقيا جنوب الصحراء من 62.9% في 2010 إلى 58.5% في 2050.[448] وعلى الرغم من أن معدل الخصوبة للمرأة المسيحية الأفريقية (4.4) هو الأعلى بين مسيحي العالم، الا أنَّ الخصوبة المسيحية في أفريقيا جنوب الصحراء أقل من معدل الخصوبة الإجمالي في المنطقة (4.8)، ويرجع ذلك في جزء كبير منه إلى ارتفاع خصوبة المسلمين في المنطقة (5.6)،[37] وبحسب المركز من المتوقع أن تخفض الخصوبة للمرأة المسيحية في المنطقة من 4.5 بين 2010 و2015 إلى 2.7 بين 2050 و2055. وسيرتفع معدل الأعمار من 19 في عام 2010 إلى 27 في عام 2050.[449] وشهدت منطقة أفريقيا جنوب الصحراء أكبر زيادة طبيعية للمسيحيين بين عام 2010 وعام 2015 مع زيادة بحوالي 64 مليون ولادة، ومن المتوقع أن تصل الزيادة إلى 79 مليون ولادة. ووفقا لمركز بيو، من المتوقع بين 2010 و2050 ألا يكون التحول الديني سبباً في نمو المسيحيين في أفريقيا جنوب الصحراء، ويتوقع المركز أن يتحول 11,670,000 إلى المسيحية في مقابل ترك 14,420,000 شخص لها خلال هذه الفترة.[450]
- بحسب فيليب جنكنز أستاذ التاريخ في جامعة بايلور خلال القرن العشرين، نمت كل من المسيحية والإسلام بشكل كبير في أفريقيا، وجزئياً بسبب التوسع الديموغرافي، وأيضاً من خلال التبشير والتحول الديني. وانضم حوالي نصف الأفارقة السود إلى واحدة من الديانات الإبراهيمية، وكانوا يفضلون المسيحية على الإسلام بمعدل 4 إلى 1. ويضيف الباحث أنه خلال القرن العشرين، ازدادت أعداد الكاثوليك في أفريقيا جنوب الصحراء من 1.9 مليون إلى أكثر من 130 مليون نسمة أي بمعدل نمو يبلغ 6708 في المائة. ومن المتوقع أن تضم البلدان العشرة التي تضم أكبر عدد من السكان المسيحيين في عام 2050 عدة دول أفريقية، بما في ذلك إثيوبيا ونيجيريا وجمهورية الكونغو الديموقراطية، وربما أوغندا.[451] ووفقاً لبعض المصادر ارتفع معدل النمو المسيحي في أفريقيا، حيث تحول 16,000 من الأفارقة إلى المسيحية يومياً أي 5.8 مليون سنوياً بحلول عام 1985 ليرتفع إلى 6 ملايين سنوياً بحلول عام 2005،[452][453] في حين يشير مصدر أن حوالي 4,000 أفريقي يتحول إلى المسيحية يومياً.[454] ووفقاً لديفيد باريت تفيد التقارير بأن أفريقيا تكتسب 8.4 مليون مسيحي جديد سنوياً.[455] ويتوقع بعض الخبراء إلى تحول مركز المسيحية من الدول الصناعية الأوروبية إلى إفريقيا وآسيا في العصر الحديث.[456][457] وتشير مصادر بأن الاتجاه الحالي للنمو المسيحي الكبير في القارة يفترض أنه في عام 2025 سيكون هناك 633 مليون مسيحي في إفريقيا.[458]
- من المتوقع أن يكون هناك المزيد من المواليد المسيحيين بالمقارنة مع الوفيات في أفريقيا جنوب الصحراء، ومن المتوقع أن تتجاوز الولادات أعداد الوفيات بأعداد أكبر في العقود الخمس المقبلة. وبحسب المركز من المتوقع أن تزداد أعداد المسيحيين من دون سن الأربعة عشرة من 221 مليون في عام 2010 إلى 343 مليون في عام 2050، وستزداد أعداد الشباب المسيحيين الأفارقة بين سن 16 حتى 29 سنة من 149.8 مليون عام 2010 إلى 293.3 مليون في عام 2050، وستزداد أعداد المسيحيين الأفارقة من سن الخمسة والسبعين وما فوق من 5 ملايين عام 2010 إلى 20.3 مليون في عام 2050، ومن المتوقع أن يزداد معدل أعمار المسيحيين في منطقة أفريقيا جنوب الصحراء من 19 عام 2010 إلى 29 عام 2050.[157]
- في  إثيوبيا بحسب دراسة تعود إلى عام 2015 وجدت أن حوالي 400,000 مواطن مُسلم إثيوبي تحول إلى المسيحية.[47] وبحسب التعداد السكاني شهد المذهب البروتستانتي نمواً بين عام 1994 وعام 2007 بنسبة 8.5%.[459] وفقا لمركز بيو، بلغت نسبة المسيحيين في إثيوبيا نحو 62.8% سنة 2010، ومن المتوقع أن تنخفض النسبة بحلول سنة 2050 إلى نحو 58.3%. وبحسب المركز من المتوقع ازدياد أعداد المسيحيين من 52 مليون عام 2010 إلى 84.7 مليون عام 2050.[460] بين عام 2010 وعام 2015 كان معدل الخصوبة بين مسيحي إثيوبيا حوالي 4.5 وهو أقل من معدل الخصوبة العام في البلاد البالغ 3.8، وفي عام 2010 كان معدل الأعمار بين مسيحيي البلاد حوالي 20 وهو أعلى من معدل الأعمار العام البالغ 19.[461]
- في  أوغندا بحسب دراسة تعود إلى عام 2015 وجدت أن حوالي 35,000 مواطن مُسلم أوغندي تحول إلى المسيحية.[47] شهد المذهب الخمسيني البروتستانتي نمواً من حوالي 4.6% بحسب تعداد السكان عام 2002 إلى حوالي 11.1% عام 2004.[462] وفقا لمركز بيو، بلغت نسبة المسيحيين سنة 2010 نحو 86.7% من السكان، ومن المتوقع أن تنخفض النسبة بحلول 2050 إلى نحو 84.3%. وبحسب مركز بيو من المتوقع ازدياد أعداد المسيحيين من 28.9 مليون عام 2010 إلى 81 مليون عام 2050.[463] بين عام 2010 وعام 2015 كان معدل الخصوبة بين مسيحي أوغندا حوالي 5.7 وهو أقل من معدل الخصوبة العام في البلاد البالغ 5.9، وفي عام 2010 كان معدل الأعمار بين مسيحيي البلاد حوالي 16 وهو مساوي لمعدل الأعمار العام البالغ 16.[464]
- في  تنزانيا حسب دراسة تعود إلى عام 2015 وجدت أن حوالي 180,000 مواطن مُسلم تنزاني تحول إلى المسيحية.[47] ومن المتوقع أن ترتفع نسبة المسيحيين من 61.5% عام 2010، إلى 66.6% عام 2050. وبحسب مركز بيو من المتوقع ازدياد أعداد المسيحيين من 27.5 مليون عام 2010 إلى 93.5 مليون عام 2050.[412]
- في  جمهورية الكونغو الديمقراطية من المتوقع أن ترتفع نسبة المسيحيين من 95.7% عام 2010، إلى 95.8% عام 2050. وبحسب مركز بيو من المتوقع ازدياد أعداد المسيحيين من 63 مليون عام 2010 إلى 141 مليون عام 2050.[412] وبحسب مركز بيو من المتوقع أن ترتفع معدل أعمار المسيحيين في البلاد من 17 في عام 2010 إلى 25 في عام 2050، من المتوقع أن ترتفع الخصوبة للمرأة المسيحية من 5.5 بين سنوات 2010 و2015 إلى 2.6 بين السنوات 2050 و2055. وبحسب مركز بيو للأبحاث عام 2010 وصلت أعداد شباب جمهورية الكونغو الديمقراطية المسيحيين بين سن 15 إلى 29 سنة حوالي 17.4 مليون (97%) من أصل 18.1 مليون شاب كونغو. وفي عام 2010 كان هناك حوالي 29.2 مليون مسيحي كونغي تقل أعمارهم عن الخمسة عشرة، وحوالي 460 ألف مسيحي كونغي تزيد أعمارهم عن الخمسة والسبعين.[465]
- في  جمهورية إفريقيا الوسطى شهدت البلاد صراع طائفي بين عام 2012 وعام 2014 بين السكان المسيحيين والمسلمين،[466][467] وذكر تقرير سنة 2015 أن العديد من المسلمين يتم إجبارهم على التحول للمسيحية تحت تهديد القتل.[468][469][470]
- في  جنوب إفريقيا نمت الحركة الخمسينية من 0.2% سنة 1951 إلى 7.6% سنة 2001.[471] ووفقاً لتعداد السكان ارتفعت نسبة المسيحيين من 75.5% عام 1996 إلى 79.8% عام 2001.[472] ونمت نسبة المسيحيين هنود جنوب أفريقيا من 18.5% عام 1996 إلى 24.4% عام 2001،[473] يرجع ذلك أساساً إلى تحول «الهندوس إلى المسيحية» من قبل المبشرين المسيحيين.[474] وفقا لمركز بيو، بلغت نسبة المسيحيين سنة 2010 نحو 81.2% من السكان، ومن المتوقع أن تنخفض النسبة بحلول 2050 إلى نحو 80%، ومن المتوقع أن تزداد أعداد المسيحيين من 40.7 مليون عام 2010 إلى 48.5 مليون عام 2050.[463] بين عام 2010 وعام 2015 كان معدل الخصوبة بين مسيحي جنوب أفريقيا حوالي 2.4 وهو مساوي لمعدل الخصوبة العام في البلاد البالغ 2.4، وفي عام 2010 كان معدل الأعمار بين مسيحيي البلاد حوالي 24 وهو أقل من معدل الأعمار العام البالغ 25.[475]
- في  ساحل العاج شهدت المسيحية نمواً سكانياً من 33% حسب تعداد السكان عام 2008،[476] إلى حوالي 42.3% بحسب تعداد السكان عام 2014.[477] وبحسب دراسة تعود إلى عام 2015 وجدت أن حوالي 5,500 مسلم تحول إلى المسيحية.[47] وفقا لمركز بيو، بلغت نسبة المسيحيين سنة 2010 نحو 44.1% من السكان، ومن المتوقع أن تنخفض النسبة بحلول 2050 إلى نحو 41.5%، ومن المتوقع أن تزداد أعداد المسيحيين من 8.7 مليون عام 2010 إلى 16.9 مليون عام 2050. ومن المتوقع أن تبقى أكبر ديانة في البلاد.[463] بين عام 2010 وعام 2015 كان معدل الخصوبة بين مسيحي ساحل العاج حوالي 3.7 وهو أقل من معدل الخصوبة العام في البلاد البالغ 4.2، وفي عام 2010 كان معدل الأعمار بين مسيحيي البلاد حوالي 20 وهو أعلى من معدل الأعمار العام البالغ 19.[478]
- في  غانا بحسب دراسة تعود إلى عام 2015 وجدت أن حوالي 50,000 مسلم تحول إلى المسيحية.[47] وشهدت المسيحية نمواً سكانياً من حوالي 68.8% بحسب تعداد السكان عام 2000 إلى حوالي 71.2% بحسب تعداد السكان عام 2010.[479] وفقا لمركز بيو، بلغت نسبة المسيحيين سنة 2010 نحو 74.9% من السكان، ومن المتوقع أن تنخفض النسبة بحلول 2050 إلى نحو 67.8%، ومن المتوقع أن تزداد أعداد المسيحيين من 18.2 مليون عام 2010 إلى 33.4 مليون عام 2050.[463] بين عام 2010 وعام 2015 كان معدل الخصوبة بين مسيحي غانا حوالي 3.6 وهو أقل من معدل الخصوبة العام في البلاد البالغ 4، وفي عام 2010 كان معدل الأعمار بين مسيحيي البلاد حوالي 21 وهو أعلى من معدل الأعمار العام البالغ 20.[480]
- في  الكاميرون وفقًا لدراسة المؤمنون في المسيح من خلفية مسلمة: إحصاء عالمي وهي دراسة أجريت من قبل جامعة سانت ماري الأمريكيّة في تكساس سنة 2015 وجدت أن عدد المسلمين في الكاميرون المتحولين للديانة المسيحية يبلغ حوالي 90,000 شخص.[47] وفقا لمركز بيو، بلغت نسبة المسيحيين سنة 2010 نحو 70.3% من السكان، ومن المتوقع أن تنخفض النسبة بحلول 2050 إلى نحو 67.6%، ومن المتوقع أن تزداد أعداد المسحييين من 13.7 مليون عام 2010 إلى 25.8 مليون عام 2050.[463] بين عام 2010 وعام 2015 كان معدل الخصوبة بين مسيحي الكاميرون حوالي 4 وهو أقل من معدل الخصوبة العام في البلاد البالغ 4.3، وفي عام 2010 كان معدل الأعمار بين مسيحيي البلاد حوالي 20 وهو أعلى من معدل الأعمار العام البالغ 19.[481]
- في  كينيا بحسب دراسة تعود إلى عام 2015 وجدت أن حوالي 70,000 مواطن مُسلم كيني تحول إلى المسيحية.[47] وفقا لمركز بيو، بلغت نسبة المسيحيين سنة 2010 نحو 84.8% من السكان، ومن المتوقع أن تنخفض النسبة بحلول 2050 إلى نحو 82.1%، ومن المتوقع أن تزداد أعداد المسيحيين من 34.3 مليون عام 2010 إلى 79.8 مليون عام 2050.[463] بين عام 2010 وعام 2015 كان معدل الخصوبة بين مسيحي كينيا حوالي 4.6 وهو مساوي لمعدل الخصوبة العام في البلاد البالغ 4.6، وفي عام 2010 كان معدل الأعمار بين مسيحيي البلاد حوالي 19 وهو مساوي لمعدل الأعمار العام البالغ 19.[482]
- في  موزمبيق بحسب دراسة تعود إلى عام 2015 وجدت أن حوالي 4,000 مواطن مُسلم موزمبيقي تحول إلى المسيحية.[47] وشهدت المسيحية نمواً من حوالي 49.1% حسب التعداد السكاني عام 1997 إلى حوالي 56.1% من السكان حسب تعداد السكان عام 2007.[483][484] وفقا لمركز بيو، بلغت نسبة المسيحيين سنة 2010 نحو 56.7% من السكان، ومن المتوقع أن ترتفع النسبة بحلول 2050 إلى نحو 60%.[463] بين عام 2010 وعام 2015 كان معدل الخصوبة بين مسيحي الموزمبيق حوالي 4.5 وهو أقل من معدل الخصوبة العام في البلاد البالغ 4.7، وفي عام 2010 كان معدل الأعمار بين مسيحيي البلاد حوالي 18 وهو مساوي لمعدل الأعمار العام البالغ 18.[485]
- في  بوركينا فاسو وجدت دراسة تعود إلى عام 2015 أنّ حوالي 200,000 مسلم تحول إلى المسيحية في بوركينا فاسو.[47] وفقا لمركز بيو، بلغت نسبة المسيحيين سنة 2010 نحو 22.5% من السكان، ومن المتوقع أن تنخفض النسبة بحلول 2050 إلى نحو 19.3%، ومن المتوقع أن تزداد أعداد المسيحيين من 3.7 مليون عام 2010 إلى 9.6 مليون عام 2050.[463] بين عام 2010 وعام 2015 كان معدل الخصوبة بين مسيحي بوركينا فاسو حوالي 5.1 وهو أقل لمعدل الخصوبة العام في البلاد البالغ 5.7، وفي عام 2010 كان معدل الأعمار بين مسيحيي البلاد حوالي 18 وهو أعلى من معدل الأعمار العام البالغ 17.[486]
- في  غينيا وجدت دراسة تعود إلى عام 2015 أنّ حوالي 3,000 مسلم تحول إلى المسيحية.[47] وفقا لمركز بيو، بلغت نسبة المسيحيين سنة 2010 نحو 10.9% من السكان، ومن المتوقع أن تنخفض النسبة بحلول 2050 إلى نحو 10%، ومن المتوقع أن تزداد أعداد المسيحيين من مليون عام 2010 إلى 2.3 مليون عام 2050.[463] بين عام 2010 وعام 2015 كان معدل الخصوبة بين مسيحي غينيا حوالي 4.4 وهو أقل لمعدل الخصوبة العام في البلاد البالغ 5، وفي عام 2010 كان معدل الأعمار بين مسيحيي البلاد حوالي 20 وهو أعلى من معدل الأعمار العام البالغ 18.[487]
- في  غامبيا وجدت دراسة تعود إلى عام 2015 أنّ حوالي 2,500 مسلم تحول إلى المسيحية.[47] وفقا لمركز بيو، بلغت نسبة المسيحيين سنة 2010 نحو 4.5% من السكان، ومن المتوقع أن تنخفض النسبة بحلول 2050 إلى نحو 3.3%، ومن المتوقع أن تزداد أعداد المسيحيين من 80,000 عام 2010 إلى 160,000 عام 2050.[463] بين عام 2010 وعام 2015 كان معدل الخصوبة بين مسيحي غامبيا حوالي 2.9 وهو أقل لمعدل الخصوبة العام في البلاد البالغ 4.7، وفي عام 2010 كان معدل الأعمار بين مسيحيي البلاد حوالي 23 وهو أعلى من معدل الأعمار العام البالغ 18.[488]
- في  السنغال تشير دراسة جامعة سانت ماري الأمريكية أن حوالي 1,800 مسلم تحول للديانة المسيحية بين السنوات 1960-2015.[47] وفقا لمركز بيو، بلغت نسبة المسيحيين سنة 2010 نحو 3.6% من السكان، ومن المتوقع أن تنخفض النسبة بحلول 2050 إلى نحو 2.5%، ومن المتوقع أن تزداد أعداد المسيحيين من 450,000 عام 2010 إلى 720,000 عام 2050.[463] بين عام 2010 وعام 2015 كان معدل الخصوبة بين مسيحي السنغال حوالي 3.4 وهو أقل لمعدل الخصوبة العام في البلاد البالغ 4.6، وفي عام 2010 كان معدل الأعمار بين مسيحيي البلاد حوالي 21 وهو أعلى من معدل الأعمار العام البالغ 18.[489]
- في  سيراليون تشير دراسة جامعة سانت ماري الأمريكية أن حوالي 5,500 مسلم تحول للديانة المسيحية بين السنوات 1960-2015.[47] وفقا لمركز بيو، بلغت نسبة المسيحيين سنة 2010 نحو 20.9% من السكان، ومن المتوقع أن تنخفض النسبة بحلول 2050 إلى نحو 18.5%، ومن المتوقع أن تزداد أعداد المسيحيين من 1.2 مليون عام 2010 إلى مليوني عام 2050.[463] بين عام 2010 وعام 2015 كان معدل الخصوبة بين مسيحي سيراليون حوالي 3.9 وهو أقل لمعدل الخصوبة العام في البلاد البالغ 4.7، وفي عام 2010 كان معدل الأعمار بين مسيحيي البلاد حوالي 19 وهو أعلى من معدل الأعمار العام البالغ 18.[490]
- في  الصومال تصل أعداد المتحولين إلى 1,000 شخص من بين السكان البالغ عددهم أكثر من ثمانية ملايين نسمة.[491][492] تعود أصول معظم المسيحيين في الصومال إلى الأقليَّة العرقيَّة من البانتو،[493] وتنتمي إلى الكنيسة الإنجيلية وكنيسة الناصري. وفقا لمركز بيو، بلغت نسبة المسيحيين سنة 2010 أقل من 0.1% من السكان، ومن المتوقع أن تظل النسبة ثابتة بحلول 2050، ومن المتوقع أن تزداد أعداد المسيحيين من أقل من 10,000 عام 2010 إلى 20,000 عام 2050.[463]
- في  السودان بحسب دراسة تعود إلى عام 2015 وجدت أن حوالي 30,000 مسلم تحول إلى المسيحية.[47]
- في  مالي وجدت دراسة تعود إلى عام 2015 أنّ حوالي 8,500 مسلم تحول إلى المسيحية.[47]
- في  النيجر وضعت الموسوعة المسيحية عدد السكان المسيحيين الحالي في حوالي 56,000 مع النمو المتوقع حوالي 84,500 بحلول عام 2025.[494] وجدت دراسة تعود إلى عام 2015 أنّ حوالي 4,500 مسلم تحول إلى المسيحية.[47]
- في  نيجيريا مثلًا ازدادت نسبة المسيحيين من 21.4% سنة 1954 إلى 48.2% سنة 2003.[495] وتشير دراسة جامعة سانت ماري الأمريكية أن حوالي 600,000 مسلم نيجيري تحول للديانة المسيحية بين السنوات 1960-2015.[47] وفقا لمركز بيو، بلغت نسبة المسيحيين سنة 2010 نحو 49.3% من السكان، ومن المتوقع أن تنخفض النسبة بحلول 2050 إلى نحو 39.3%، ومن المتوقع أن تزداد أعداد المسيحيين من 78 مليون في عام 2010 إلى 154.8 مليون عام 2050.[463] ووفقا لمركز بيو، من المتوقع أن تصبح نسبة المسيحيين 39.3% في 2050، مع ارتفاع نسبة المسلمين إلى 58.5%، ويعود ذلك بسبب معدل الخصوبة العالي لدى المسلمين وهو 6.5، بالمقارنة مع 4.5 لدى المسيحيين.[496][497] وفقاً لتقرير من أسباب الفجوة بين معدل الخصوبة للمرأة المسلمة والمرأة المسيحية في نيجيريا هو سن الزواج المبكر وتدني مستويات التعليم لدى المرأة المسلمة النيجيرية بالمقارنة مع المرأة المسيحية النيجيرية.[498][499][500] بحسب مركز بيو من المتوقع أن ترتفع معدل أعمار المسيحيين في نيجيريا من 21 في عام 2010 إلى 27 في عام 2050، ومن المتوقع أن تبقى تنخفض الخصوبة للمرأة المسيحية في نيجيريا من 4.5 بين سنوات 2010 و2015 إلى 2.7 بين السنوات 2050 و2055. وبحسب مركز بيو للأبحاث عام 2010 وصلت أعداد شباب نيجيريا المسيحيين بين سن 15 إلى 29 سنة حوالي 22.9 مليون، وكان هناك حوالي 29.1 مليون مسيحي نيجيري تقل أعمارهم عن الخمسة عشرة، وحوالي 930 ألف مسيحي نيجيري تزيد أعمارهم عن الخمسة والسبعين.[501]
- في  مصر وجدت دراسة المؤمنون في المسيح من خلفية مسلمة: إحصاء عالمي والتي أجريت من قبل جامعة سانت ماري الأمريكيّة في تكساس سنة 2015، حوالي 14,000 مواطن مُسلم مصري تحول إلى المسيحية.[47] بين عام 2010 وعام 2015 كان معدل الخصوبة بين مسيحي مصر حوالي 1.9 وهو أقل من معدل الخصوبة العام في البلاد البالغ 2.7، وفي عام 2010 كان معدل الأعمار بين مسيحيي البلاد حوالي 27 وهو أعلى من معدل الأعمار العام البالغ 24.[502] وفقا لمركز بيو، بلغت نسبة المسيحيين في مصر نحو 5.1% من السكان سنة 2010، ومن المتوقع أن تصبح نسبتهم 3.7% سنة 2050، وبحسب الدراسة من المتوقع أن ترتفع أعداد المسيحيين المصريين من 4.1 مليون إلى 4.6 مليون،[382] وتشير دراسة مركز بيو للأبحاث عام 2010 أن الانخفاض في النسب يعود بشكل أساسي إلى أنه على مدى عقود، تنخفض معدلات المواليد المسيحيين بالمقارنة مع المسلمين. وتشير الدراسة أيضاً أنه الممكن أن يكون تم تقليل أعداد المسيحيون في مصر في التعدادات والمسوح الديموغرافية. حيث وفقاً لتقرير «بيو فورم» الصادر في أغسطس عام 2011 بعنوان «القيود المتزايدة على الدين»، فإن مصر تفرض قيوداً حكومية كبيرة على الدين، فضلاً عن الأعمال العدائية الاجتماعية المرتفعة للغاية. وقد تؤدي هذه العوامل ببعض المسيحيين، وخاصةً المرتدين عن الإسلام، إلى توخي الحذر من الكشف عن عقيدتهم. وقد تخفض سجلات الحكومة أيضًا عدد المسيحيين. ووفقاً لتقارير إخبارية، على سبيل المثال، فقد اشتكى بعض المسيحيين المصريين من أنهم مدرجون في بطاقات الهوية الرسمية كمسلمين.[503] بالمقابل تحدد عدد من الدراسات الإحصائية العالمية نسبة المسيحيين في مصر بحوالي 10% من السكان أي 8 ملايين مصري من أصل 80 مليون؛ كتاب حقائق العالم ومعه وزارة الخارجية الإمريكية في تقرير الحريات الدينية لعام 2007 قالت أنه من الصعب تحديد عدد المسيحيين داخل مصر لكنها تترواح بين 6 - 11 مليون مصري، أي بين 8 - 15% من مجموع السكان.[504][505][506]

### المغرب العربي

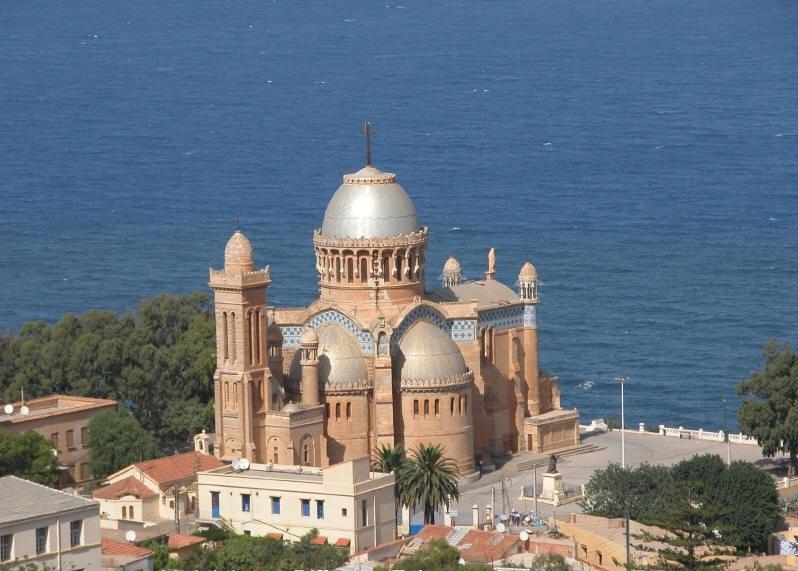
كاتدرائية نوتردام أفريقيا بالجزائر: قدّرت دراسة جامعة سانت ماري عدد المسلمين المتحولين للديانة المسيحية في الجزائر بين السنوات 1960-2015 بحوالي 380,000 شخص.

- في  الجزائر تشير بعض التقارير إلى وجود معتنقي للديانة المسيحية خاصًة البروتستانتية،[507][508] وقدّرت دراسة قامت بها جامعة سانت ماري تعود لعام 2015 عدد المسلمين المتحولين للديانة المسيحية في الجزائر بين السنوات 1960-2015 بحوالي 380,000 شخص.[47] ويتواجد العديد من المتحولين من الإسلام للمسيحية في منطقة القبائل خصوصًا في ولاية تيزي وزو، حيث تتراوح نسبة المسيحيين في ولايات منطقة القبائل بين 1%-5%.[509] وفي تقرير صحفي لكريستيان تيلغراف من الجزائر حول اعتناق المسيحية أشار القس يوسف يعقوب من منظمة Operation Mobilization أنَّ نسبة نمو المسيحية هي 800%. تشهد كنائس الجزائر بمختلف مذاهبها تعميد ما يزيد عن 50 جزائريًا عبر التراب الجزائري كل يوم أحد، حسبما كشفت عنه أرقام الأسقفية الكاثوليكية بالجزائر، وأشار الأب دانيال سان فينسون دولابول، مسؤول بالأسقفية الكاثوليكية بالجزائر، في لقاء مع «النهار» بمقر الأسقفية عن أن 90 من المائة من مجموع الجزائريين الذين غيّروا ديانتهم يعتنقون المذهب الإنجيلي، مشيرًا إلى أن ظاهرة اعتناق المسيحية من طرف الجزائريين المسلمين بلغت حدّا كبيرا خلال 4 السنوات الأخيرة.[510] وفقا لمركز بيو، بلغت نسبة المسيحيين في الجزائر نحو 0.2% من السكان سنة 2010، ومن المتوقع أن تظل نسبتهم ثابتة بحلول سنة 2050. ولا تتضمن التقديرات أعداد المسلمين المتحولين للديانة المسيحية.[382]
- في  المغرب أشارت عدد من الصحف والمصادر المختلفة إلى تحول بين 25,000 إلى 45,000 مغربي للمسيحية في السنوات الأخيرة.[511] بينما بحسب دراسة جامعة سانت ماري بلغ عدد المسلمين المتحولين للمسيحية في المغرب منذ 1960 وحتى 2015 بنحو 3,000 شخص.[47] وبلغ العدد نحو ألف شخص من أتباع الكنيسة الأنجليكانية المغربية وفقاً لموقع أليتيا.[512] وأشار تقرير لمجلس الهجرة واللاجئين في كندا عام 2011 بأن عدد المغاربة ممن تحولوا إلى المسيحية من عام 2005 حتى عام 2010 وصل إلى 5,000 شخص.[513] وحسب تقرير للدراسات بالولايات المتحدة بتعاون مع السفارة الأمريكية بالمغرب، أفاد واعتمادًا على استطلاع الرأي، بأن عدد المغاربة ممن تحولوا إلى المسيحية خلال الربع الأول من العام 2012 وصل إلى 8,000 شخص.[514] وينتمي المسيحيين المغاربة إلى مدن مختلفة وإلى شرائح اجتماعية مختلفة، الشريحة الأكبر من معتنقي المسيحية هي من الشباب فضلًا عن وجود عائلات بكاملها اعتنقت الديانة المسيحية.[515] وبحسب تقرير لوكالة الأنباء رويترز تقدر أعداد المغاربة المسيحيين المحليين بأنه يزيد عن 50,000 شخص، لكن ليس هناك وجود لإحصاءات رسميَّة.[516] بالمقابل شكك مصطفى كريم وهو زعيم مسيحي مغربي ومن رواد «تنسيقية المغاربة المسيحيين» أنَّ عدد المغاربة المسيحيين 150,000 وقال أيضاً أن العدد ربما يصل لمليون؛ معظمهم يتعبد بسريًّة خوفًا من الاضطهاد.[517] وفقا لمركز بيو، بلغت نسبة المسيحيين في المغرب أقل من 0.1% من السكان سنة 2010، ومن المتوقع أن تظل نسبتهم ثابتة بحلول سنة 2050. ولا تتضمن التقديرات أعداد المسلمين المتحولين للديانة المسيحية.[382]
- في  تونس أشار مكتب الديمقراطية وحقوق الإنسان والعمل للولايات المتحدة عام 2007 إلى وجود نحو 2000 بروتستانتي في تونس بينهم مئات من التوانسة المسلمين الذين تحولوا إلى المسيحية.[518] وقدر مكتب الديمقراطية وحقوق الإنسان والعمل للولايات المتحدة عام 2018 أعداد التوانسة المسلمين الذين تحولوا إلى المسيحية بحوالي 7,000 شخص.[519] وفقا لمركز بيو، بلغت نسبة المسيحيين في تونس نحو 0.2% من السكان سنة 2010، ومن المتوقع أن تظل نسبتهم ثابتة بحلول سنة 2050. ولا تتضمن التقديرات أعداد المسلمين المتحولين للديانة المسيحية.[382]
- في  موريتانيا على الرغم من القوانين الصارمة ضد التبشير المسيحي، التحول للمسيحية في نمو وتشير التقديرات إلى أن هناك بين 400 إلى 1,000 موريتاني مسيحي.[520]
- في  ليبيا وفقًا لدراسة المؤمنون في المسيح من خلفية مسلمة: إحصاء عالمي وهي دراسة أجريت من قبل جامعة سانت ماري الأمريكيّة في تكساس سنة 2015 وجدت أنَّ حوالي 1,500 مسلم ليبي تحول إلى المسيحية.[47]

## أوروبا

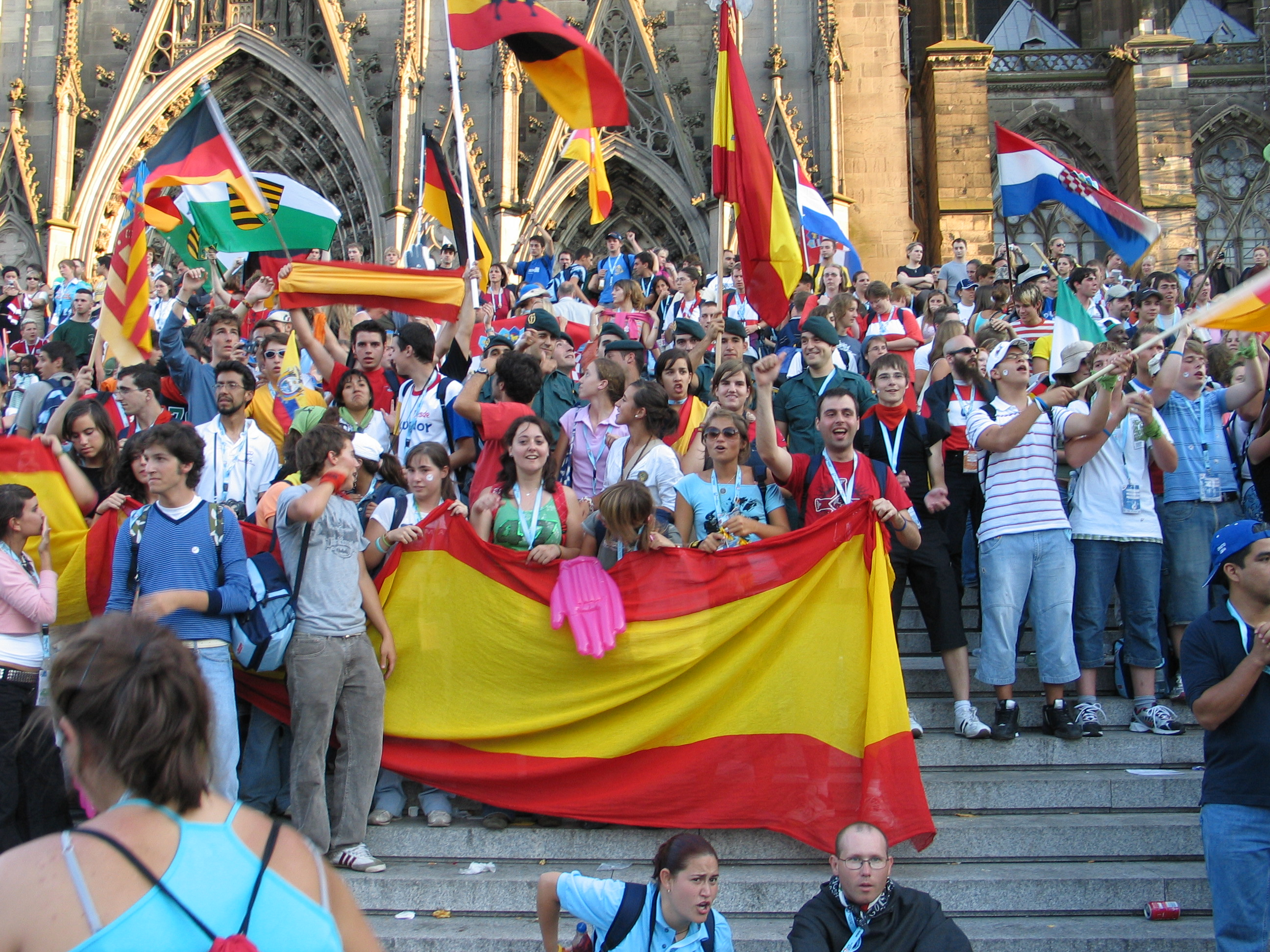
مسيحيين أوروبييّن مجتمعين خلال يوم الشبيبة الكاثوليكية العالمي: تعد المسيحية في أوروبا الديانة الرئيسية، حيث ينتمي معظم الأوروبيين إلى الديانة المسيحية،

- بحسب موسوعة بريتانيكا تعد المسيحية في أوروبا الديانة الرئيسية، حيث ينتمي معظم الأوروبيين إلى الديانة المسيحية،[521] واستناداً إلى تقرير مركز الأبحاث الأميركي المنشور 2011 يُشكّل المسيحيُّون 76.2% من سكان أوروبا،[522] بينما بلغت نسبتهم سنة 2010 نحو 74.5% بحسب تقرير المركز المنشور 2015، وبحسب دراسة مركز بيو للأبحاث فإن الكاثوليك هم أكبر جماعة مسيحية في أوروبا ويشكلون حوالي 46.3% من مجمل مسيحيين أوروبا، بينما يشكل الأرثوذكس حوالي 35.4%، أما نسبة البروتستانت من مسيحيي أوروبا فهي 17.8%.[522] كما تُعد المسيحية أكبر ديانة في الإتحاد الأوروبي، فاستنادًا إلى احصائية يوروباروميتر لعام 2015 يُشكّل المسيحيون حوالي 71.6% من سكان الاتحاد الأوروبي، ويضم الاتحاد الأوروبي أكبر تجمع مسيحي في العالم.[523]
- وفقاً لدليل أكسفورد للتحويل الديني تكسب المسيحية في أوروبا سنوياً حوالي 11.4 مليون شخص بسبب عوامل مثل الولادة والتحول الديني والهجرة، في حين تفقد سنوياً 11.1 مليون شخص بسبب عوامل مثل الوفاة والارتداد الديني والهجرة.[43] وتتقلص أعداد المسيحيين الأوروبيين بسبب عدة أسباب منها ارتفاع معدل الوفيات وقلة المواليد حيث يولد سنوياً 5.9 مليون طفل مسيحي في أوروبا بالمقارنة مع وفاة 6.8 مليون مسيحي أوروبي، كما يلعب التحول الديني دوراً سلبياً حيث يعتنق المسيحية سنوياً في أوروبا حوالي 2.8 مليون شخص قادمين من خلفيات دينية مغايرة، بالمقابل يرتد سنوياً 4.1 مليون أوروبي عن المسيحية ويتحول معظمهم إلى اللادينية أو الإلحاد.[43] ويشير المصدر أن في بعض الدول مثل روسيا وألمانيا وأوكرانيا تتقلص أعداد المسيحيين منذ عقد 1990 بسبب هجرة المسيحيين منها إلى دول أخرى. وتستقبل عدد من دول أوروبا وأمريكا الشمالية ثلاثة أرباع المهاجرين المسيحيين القادمين من أفريقيا وأمريكا اللاتينية، ويهاجر سنوياً حوالي 2.5 مليون مسيحي إلى القارة الأروبية، في حين يترك حوالي 127 ألف مسيحي القارة الأوروبية سنوياً.[43]
- وفقاً لمركز بيو، من المتوقع أن تنخفض نسبة المسيحيين في أوروبا من 74.5% من في 2010 إلى 65.2% في 2050، ومن المتوقع أن تصل أعداد المسيحيين إلى حوالي 454 مليون،[448] ويشهد عدد السكان المسيحيين الأوروبيين تراجعاً، وهي حالة موازية لانخفاض عدد سكان أوروبا بالمجمل من 742 مليون في 2010 إلى 696 مليون في 2050،[448] لعدة أسباب في مقدمتها نتيجة سلبية لزيادة الولادات ناقص الوفيات، ففي عام 2010 وعام 2015 كان هناك 34.2 مليون من الوفيات بالمقارنة مع 28.6 مليون من الولادات،[524] وارتفاع معدل العمر حيث أنَّ 15% من مسيحيي أوروبا أعمارهم من دون الخمسة عشرة بالمقارنة مع 24% تجاوزت أعمارهم الستين، ومتوسط العمر لدى مسيحيي أوروبا هو 42 في عام 2010، وقلة معدل الخصوبة حيث أن معدل الخصوبة للمرأة المسيحية الأوروبية هو 1.6. ومن المتوقع أن ترتفع أعداد المسيحيين الأوروبيين ممن تجازوت أعمارهم الخمسة والسبعين من 47 مليون في عام 2010 إلى 73.9 مليون في عام 2050، ومن المتوقع أن تقل أعداد المسيحيين ممن تقل أعمارهم عن الأربعة عشرة من 82.8 مليون عام 2010 إلى 70.4 مليون عام 2050. ومن المتوقع أن يرتفع معدل أعمار مسيحيي أوروبا من 42 في عام 2010 إلى 48 في عام 2050 وهي الأعلى بالمقارنة مع الجماعات الدينية الأخرى، ومن المتوقع أن ترتفع خصوبة المرأة المسيحية في أوروبا من 1.6 بين السنوات 2010 حتى 2015 إلى 1.9 بين السنوات 2050 حتى 2055.[525] وفي جميع أنحاء أوروبا الشرقية وأجزاء من أوروبا الغربية، كان عدد الوفيات يفوق عدد المواليد بين المسيحيين بين عام 2010 وعام 2015 في 24 من 42 دولة أوروبية. في حين في 10 دول أوروبية لم يكن هناك فارق كبير بين عدد الوفيات وعدد المواليد بين المسيحيين، وفقط في 8 دول أوروبية ومن بينها بولندا وجمهورية أيرلندا تفوق عدد المواليد عدد الوفيات بين المسيحيين. بالمقابل لا توجد دولة أوروبية فيها تفوق عدد الوفيات عدد المواليد بين المسلمين. أما بين غير المنستبين لديانة توجد فقط ثلاثة أوروبية فيها تفوق عدد الوفيات عدد المواليد. وبسبب متوسط العمر وقلة المواليد من المتوقع أن تكون نتيجة سلبية لزيادة عدد مسيحيي أوروبا بين عام 2055 وعام 2060، حيث ستفقد القارة حوالي 12 مليون مسيحي بسبب الوفاة.[526] وسيكون للهجرة لأفراد من أديان غير مسيحية، وللتحول الديني من المسيحية (إلى اللادينية في الغالب) كذلك تأثير على نقص نسبة المسيحيين في أوروبا وفقاً لنفس المصدر.[448] وفقا لمركز بيو، من المتوقع بين 2010 و2050 أن يكون للتحول الديني تأثيراً سلبياً في نسبة المسيحيين في أوروبا، ويتوقع المركز أن يتحول 9,320,000 إلى المسيحية في مقابل ترك 33,140,000 شخص لها خلال هذه الفترة ومن المتوقع أن يصبح معظمهم غير منتسب لأي ديانة.[450]
- وفقاً لتقرير قام به مركز بيو للأبحاث كانت المسيحية هي الديانة السائدة في أوروبا، وتبقى الأكثرية الدينية في معظم الدول الأوروبية التي شملها الإستطلاع، وتسود الأرثوذكسية في أوروبا الشرقية، في حين تنتشر البلدان ذات الغالبية الكاثوليكية في الأجزاء الوسطى والجنوبية الغربية من أوروبا، أما البروتستانتية فهي التقليد المسيحي السائد في معظم دول شمال أوروبا، ولا سيما الدول الإسكندنافية. وبينما تقول أغلبية كبيرة في جميع أنحاء القارة أنها حصلت على المعمودية، ومعظم البلدان الأوروبية لا تزال لديها أغلبية مسيحية صلبة، تشير استجابات المسح إلى حدوث انخفاض معتبر في الانتماء المسيحي في جميع أنحاء أوروبا الغربية. وعلى النقيض من ذلك، لم يشهد هذا الإتجاه في وسط وشرق أوروبا، حيث كانت نسبة السكان المسيحيين مستقرة أو حتى متزايدة. وفي جزء من المنطقة التي عمدت فيها الأنظمة الشيوعية إلى قمع العبادة الدينية، أظهر الانتماء المسيحي انبعاثًا في بعض البلدان منذ سقوط الاتحاد السوفييتي في عام 1991.[23]
- وفقاً لتقرير قام به مركز بيو للأبحاث المسيحية في الديانة السائدة في أوروبا الغربية، حيث قال 71% من الأشخاص في 15 دولة أوروبية، أنهم يعتبرون أنفسهم مسيحيين في عام 2017.[527] لكن نسبة المسيحيين انخفضت، خاصةً في بعض الدول، وعلى الرغم من الانخفاض تبقى المسيحية الديانة السائدة في 14 دولة من أصل 15 دولة أوروبية غربية. وبالمجمل أعتبر حوالي 46% أنفسهم مسيحيين اسميين وقال حوالي 18% أنه يُداوم على حضور القداس. وبحسب الدراسة أغلبية كبيرة من أولئك الذي نشأوا كمسيحيين بقيوا يعرفون عن أنفسهم كمسيحيين عند وصولهم سن البلوغ،[527] حيث أن حوالي 83% ممن تربوا على المسيحية في صغرهم في 15 دولة أوروبية، يعرفون عن أنفسهم كمسيحيين اليوم.[527] والنسبة المتبقية يعرفون عن أنفسهم غير منسبين لأي دين.[527] وصاحب الخسائر الصافية للمسيحية نمو صاف في أعداد الأشخاص غير المنتمين دينياً. وبحسب التقرير مركز بيو تربى نحو 60% من غير المنتسبين للدين في 15 دولة أوروبية على المسيحية في صغرهم، بينما تربى 39% منهم على اللادينية.[528]
- وفقاً لتقرير قام به مركز بيو للأبحاث معظم المسيحيين في غرب أوروبا غير ملتزمين بتعاليم المسيحية، لكنهم متعلقون بهويتهم المسيحية، وبعاداتهم الاجتماعية وثقافتهم، إضافة إلى المعتقدات الدينية والممارسات. وعلى الرغم من انتشار العلمانية في أوروبا الغربية، لكن معظم الناس فيها يعرَفون كمسيحيين (71%)، وعلى الرغم أن أكثر من النصف في عدة دول أكدوا أنّهم غير متدينين، لكن، ومع هذا، فعندما تطرح سؤالاً على أحدهم عن ديانته، وتقدم له خيارات ليختار منها، فإنه سيجيب بأنّه مسيحي، وهو ما كانت نسبته 73% في المملكة المتحدة وحوالي 71% في ألمانيا وحوالي 64% في فرنسا على سبيل المثال.[529]
- وفقاً لدراسة معهد بيو في عام 2010 كان هناك حوالي 103.9 مليون مسيحي من عمر 15 حتى 29 سنة في أوروبا أي حوالي 70% من مجمل الأوروبيين من عمر 15 حتى 29 سنة، ومن المتوقع أن تنخفض أعداد المسيحيين من عمر 15 حتى 29 سنة إلى 66.6 مليون في عام 2050 أي حوالي 62% من مجمل الأوروبيين من نفس الفئة العمرية، وهي حالة موازية لمجمل السكان حيث من المتوقع أن تنخفض أعداد الأوروبيين من عمر 15 حتى 29 سنة من 148.1 مليون في عام 2010 إلى 107.8 مليون في عام 2050.[525] وفقاً لمسح رابطة مسح القيم العالمية 2012 فإن نسبة المسيحيين بين عينة تبلغ 1,817 شخص لشباب من دول أوربية غربية (من ضمنها فنلندا، وفرنسا، وألمانيا، وإيطاليا، وهولندا، والنرويج، وإسبانيا والسويد) بين عمر 15 إلى 29 سنة هي 58.6%، وعلى الرغم من أن الشباب كان أكثر احتمالاً من كبار السن أن يقولوا إنهم «لا دينيين»، لا تزال المسيحية الديانة السائدة بين فئة الشباب.[530] وبحسب بيانات من دراسة القيم الأوروبية بين عام 2008 حتى 2010 يُعرَّف غالبية المستجيبين الشباب من عمر 16 وسن 24 أنهم ينتمون إلى طائفة مسيحية، والمعتقد المسيحي لا يزال يمثل الدين السائد في جميع أنحاء أوروبا. وبحسب البيانات شهد الانتماء الديني تراجعاً سريعا بمرور الوقت في جميع أنحاء أوروبا، مع إستثناءات في لاتفيا والدول ذات الأغلبية الأرثوذكسية في أوروبا الشرقية، والتي شهدت نمواً في الانتماء أو الهوية الدينيَّة. وعلى الرغم من التراجع في الانتماء والالتزام الديني، فإن غالبية الشباب في معظم الدول الأوروبية يؤمنون بالله، ووفقا للبيانات فإنه من الواضح أن المسيحية التقليدية في تراجع بين شباب أوروبا. مع ذلك، تشير البيانات أن هناك اختلافات إقليمية وطائفية كبيرة.[531] وبحسب بيانات من دراسة القيم الأوروبية بين عام 2010 حتى 2012 يُعرَّف حوالي 68% من المستجيبين الشباب الأوروبيين من عمر 16 وسن 29 في تسعة دول أوروبية غربية أنهم ينتمون إلى طائفة مسيحية، وأشارت الدراسة أن الإحياء المسيحي بين الشباب واضح في إيطاليا والبرتغال والدنمارك. ومعتدل في النمسا وألمانيا والسويد. وخفيف في بلجيكا وفرنسا وهولندا؛ بالمقابل فإنه يغيب في أيرلندا وإسبانيا وبريطانيا. ويبرز الإحياء الديني أكثر بين الشباب الكاثوليكي بالمقارنة مع الشباب البروتستانتي. وكان تراجع التدين أكثر حدة بين النساء المتعلمات تعليماً عالياً وبين العمال اليدويين والعاطلين عن العمل، في حين أن التجديد المسيحي أقوى قليلاً بين الرجال المتعلمين، وكبار المديرين وأصحاب المهن الحرة. وبينت الدراسة أن الانتماء الديني بين الشباب في إسبانيا وأيرلندا وفرنسا وهولندا والسويد وبريطانيا آخذ في الانخفاض. في حين شهدت البلدان الأخرى استقرار نسبي (بلجيكا) أو ارتفاع (إيطاليا وألمانيا والنمسا وسويسرا). كما شهدت البرتغال وفنلندا ازدياد في الانتماء الديني من عام 2010 إلى عام 2012.[532] في عام 2017، في تقرير صادر عن جامعة سانت ماري في لندن فإن المسيحية تتراجع بين الشباب في أوروبا. وخلص كاتب التقرير وهو أستاذ في علم اللاهوت إلى أن المسيحية «كقاعدة وأساس» قد اختفت على الأقل في المستقبل المنظور. في ما لا يقل عن عشرة من أصل 29 دولة أوروبية تم مسحها من قبل الباحثين من القيم الأوروبية على متوسط عينة بلغ حوالي 629 شخص، أفاد غالبية الشباب من عمر 16 إلى 29 سنة أنهم غير منتسبين لديانة. وأضاف «الدين الافتراضي الجديد هو» لا دين «، والقليل من المتدينين يرون أنفسهم يسبحون ضد التيار».[72][533][534] وتم الحصول على البيانات من خلال سؤالين، الأول «هل تعتبر نفسك تنتمي إلى أي دين معين أو طائفة معينة؟» إلى العينة الكاملة والسؤال الآخر «أيهما؟» إلى العينة التي أجابت بـ «نعم»، حيث يؤدي استخدام صياغة ومنهجية الأسئلة الخاصة ببيانات دراسة القيم الأوروبية من خطوتين إلى الحصول على نسبة أقل للمستجيبين المنتمين دينياً (بما في ذلك المسيحيون) في أوروبا، وذلك على خلاف الإستطلاعات الأخرى التي حصلت على البيانات من خلال إتباع منهجية سؤال شامل وهو، «ما هو دينك الحالي إن وجد؟ هل أنت مسيحي أو مسلم أو يهودي أو بوذي أو هندوسي أو ملحد أو لا أدري أو شيء آخر أو لا شيء على وجه الخصوص؟».[535] وبحسب الدراسة تربى معظم (80%) الشباب غير المنتسبين لديانة من دون ديانة أو معتقد في دولتي فرنسا والمملكة المتحدة، في حين تربى نحو سبعة أثمان الباقي على المسيحية وثمن من أتباع ديانات غير مسيحية، وبحسب الدراسة كانت الدول الست الأكثر «مسيحية» هي بلدان ذات أغلبية كاثوليكية، وتضم كل من جمهورية أيرلندا والبرتغال والنمسا وبولندا وليتوانيا وسلوفينيا.[535][536]
- بالمقابل أشارت بعض المصادر على أنه بالرغم من تراجع المسيحية فإن التقارير التي تدَّعي «موت المسيحية في أوروبا» مبالغ فيها بشكل كبير،[537][538] وأنه هناك علامات متزايدة على حدوث انتعاش مسيحي في أوروبا، لكن بالكاد تم الإضاءة عنها في الصحافة،[539] وبحسب تقرير لمجلة ذي إيكونوميست اعتمادا على مركز بيو، لا تزال المسيحية مهمة في أوروبا الغربية، كمؤشر للهوية وشكل من المواقف، على الرغم من أن الملتزمين دينياً والمداومين على الذهاب للكنائس (18%) هم أقلية صغيرة.[540] بحسب فيليب مازورجاك من جامعة جورج واشنطن وفقاً لمركز البحوث السوسيولوجية الإسبانية تنمو الكنيسة الكاثوليكية في إسبانيا، والتي تتعافى بعد سنوات من التراجع في الالتزام الديني،[541] ويشير أيضاً أن في المجر وكرواتيا وأماكن أخرى في أوروبا الشرقية، تحدث ثورة مؤيدة للعائلة وإعادة اكتشاف الجذور المسيحية.[542] وبحسب دراسة قامت بها مركز بيو للأبحاث عام 2017 المسيحية تنمو وتزدهر في أوروبا الشرقية،[543][544][545] ووفقا لفوكس نيوز، يقول الخبراء في الإسلام والزعماء الدينيين أن «المسيحية عادت إلى الظهور في أوروبا، ويعود الفضل في معظمها إلى أن عددًا كبيرًا من المسلمين، والعديد منهم لاجئون من سوريا والعراق وأفغانستان، يتحولون إلى المسيحية، وينتجون حياة جديدة في الكنائس المسيحية الأوروبية.» ويقول الخبراء أن المسلمين يتدفقون على الطوائف المسيحية المختلفة، بما في ذلك البروتستانتية أو الأنجليكانية أو الكاثوليكية، بالمقابل وفقا لكمال نواش رئيس تحالف المسلمين الحر، فإن المتحولين من الإسلام من المتوقع ألا يؤثروا على التعداد السكاني الإسلامي عامة، وأن أرقامهم لا تزال صغيرة جدا.[546] وأشارت مصادر أخرى أن الآلاف من اللاجئين المسلمين يبتعدون عن دينهم ويعتنقون المسيحية في أوروبا وسط العنف المستمر في الشرق الأوسط.[547][548][549] ووفقا لمصادر، فإن العديد من اللاجئين المسلمين ممن يتحولون للمسيحية يهدفون لتحسين فرصهم في قبول طلبات اللجوء خصوصا في ألمانيا وبريطانيا، على الرغم من تصريح معظمهم بأن الاعتقاد الصحيح هو الذي دفعهم لاعتناق المسيحية.[550][551][552][553] ويشير مركز بيو للأبحاث أنه بينما من المتوقع أن يكون لدى أوروبا عدد أقل من المسيحيين، من المتوقع أن تبقى أوروبا ذات أغلبية مسيحية في عام 2050، ومن المتوقع أن يكون حوالي 65% من الأوروبيين من المسيحيين.[554]
- في  أندورا وفقا لمركز بيو، ستبقى نسبة المسيحيين ثابتة بين السنوات 2010 و2050، ومن المتوقع أن تبقى النسبة بنحو 89.9% بحلول عام 2050. ومن المتوقع أن تزداد أعداد المسيحيين من 70 ألف في عام 2010 إلى 90 ألف.[412]
- في  النمسا بحسب دراسة تعود إلى عام 2015 وجدت أن حوالي 1,100 مسلم تحول إلى المسيحية،[47] وقد حصلت الكنيسة الكاثوليكية النمساوية على زيادة بنسبة 70% في طلبات المعمودية للبالغين خلال الأشهر الثلاثة الأولى من عام 2016.[548] وفقا لمركز بيو، بلغت نسبة المسيحيين في النمسا نحو 80.4% في 2010، ومن المتوقع أن تنخفض النسبة إلى نحو 72.6% بحلول عام 2050.[412] بين عام 2010 وعام 2015 كان معدل الخصوبة بين مسيحي البلاد حوالي 1.4، وفي عام 2010 كان معدل الأعمار بين مسيحيي البلاد حوالي 42 وهو مشابه لمعدل الأعمار العام. وتفوق الوفيات أعداد الولادات بين المسيحيين بما لا يقل عن 10,000.[555] وبحسب مركز بيو للأبحاث عام 2010 وصلت أعداد شباب النمسا المسيحيين بين سن 15 إلى 29 سنة حوالي 1.2 مليون (80%) من أصل 1.5 مليون شاب نمساوي.[556] وبحسب بيانات من دراسة القيم الأوروبية بين عام 2010 حتى 2012 يُعرَّف حوالي 83% من المستجيبين الشباب في النمسا من عمر 16 وسن 29 أنهم ينتمون إلى طائفة مسيحية،[532] ووفقا لدراسة جامعة سانت ماري اعتمادا على المسح الاجتماعي الأوروبي 2014-16 على متوسط عينة بلغ حوالي 629 شخص، فإن نسبة المسيحيين بين عينة لشباب النمسا بين سن 16 إلى 29 سنة هي نحو 53%.[557] وفقا لمركز بيو تربى نحو 86% من السكان على المسيحية، بينما يعتبر 80% من السكان مسيحيين في عام 2017، أي أن حوالي 91% ممن تربوا على المسيحية في النمسا، يعرفون عن أنفسهم كمسيحيين اليوم.[527] والنسبة المتبقية يعرفون عن أنفسهم غير منسبين لأي دين.[558]
- في  كوسوفو بدأ في الآونة الأخيرة العديد من الكوسوفيون ترك الإسلام والعودة لجذورهم المسيحية.[559] وتقدر الكنيسة البروتستانتية أعداد المتحولين من الألبان الكوسوفيين بحوالي خمسة عشرة الآف شخص، منهم حوالي ستة الآف شخص يعيش في بريشتينا، ومعظمهم كان من أتباع الدين الإسلامي.[560] وفقا لمركز بيو، بلغت نسبة المسيحيين في كوسوفو نحو 6.1% في 2010، ومن المتوقع أن تنخفض النسبة إلى نحو 4.7% بحلول عام 2050.[412] بين عام 2010 وعام 2015 كان معدل الخصوبة بين مسيحي كوسوفو حوالي 1.4 وهو أقل من معدل الخصوبة العام في البلاد البالغ 1.6، وتفوق الوفيات أعداد الولادات بين المسيحيين بما لا يقل عن 10,000.[561]
- في  ليتوانيا وفقاً للتعداد السكاني لعام 2011 عرّف حوالي 84.7% من السكان أنفسهم كمسيحيين.[562] وفقا لمركز بيو، بلغت نسبة المسيحيين في ليتوانيا نحو 89.8% في 2010، ومن المتوقع أن ترتفع النسبة إلى نحو 91.2% بحلول عام 2050.[412] بين عام 2010 وعام 2015 كان معدل الخصوبة بين مسيحي البلاد حوالي 1.5 وهو مشابه لمعدل الخصوبة العام في البلاد البالغ 1.5، وفي عام 2010 كان معدل الأعمار بين مسيحيي البلاد حوالي 39 وهو مشابه لمعدل الأعمار العام البالغ 39.[563] وبحسب دراسة لمعهد بيو أظهرت نتائج إحصائية بين عام 2015 حتى 2016 على عينة من 1,572 شخص أن حوالي 78% من الليتوانيين قالوا أنهم مسيحيين.[564] وبحسب مركز بيو للأبحاث عام 2010 وصلت أعداد شباب ليتوانيا المسيحيين بين سن 15 إلى 29 سنة حوالي 680 ألف (91%) من أصل 750 ألف شاب ليتواني.[565] ووفقا لدراسة جامعة سانت ماري اعتمادا على المسح الاجتماعي الأوروبي 2014-16 على متوسط عينة بلغ حوالي 629 شخص، فإن نسبة المسيحيين بين عينة لشباب ليتوانيا بين سن 16 إلى 29 سنة هي نحو 74%.[557] وفقاً لمركز بيو تربى نحو 95% من السكان على المسيحية، بينما يعتبر 93% من السكان مسيحيين في عام 2017، أي نسبة السكان المسيحيين مستقرة.[23]
- في  ألبانيا كانت المسيحيَّة الديانة التقليدية والتاريخية للبلاد قبل الحكم العثماني، في السنوات الأخيرة هناك مسلمون يعودون إلى المسيحية حيث يصفونها بأنها ديانة أجدادهم. يقول محمد ملا أستاذ تاريخ الديانات بجامعة بريشتينا العامة «خمسون أو ستون في المئة من السكان مرتبطون عاطفيًا بعقيدة الكاثوليك. هذا بسبب الشعور تجاه ما كان يؤمن به أجدادنا».[566] ووجدت دراسة تعود إلى عام 2015 أنّ حوالي 13,000 مسلم تحول إلى المسيحية في ألبانيا.[47] وفقا لمركز بيو، بلغت نسبة المسيحيين في ألبانيا نحو 18% في 2010، ومن المتوقع أن تنخفض النسبة إلى نحو 13.4% بحلول عام 2050.[412] بين عام 2010 وعام 2015 كان معدل الخصوبة بين مسيحي البلاد حوالي 1.5 وهو أقل من معدل الخصوبة العام في البلاد البالغ 1.5، وفي عام 2010 كان معدل الأعمار بين مسيحيي البلاد حوالي 33 وهو أقل من معدل الأعمار العام البالغ 30. وتفوق الوفيات أعداد الولادات بين المسيحيين بما لا يقل عن 10,000.[567]
- في  بيلاروس ارتفعت نسبة الانتماء إلى الكنيسة الأرثوذكسية الشرقية بشكل كبير بعد تفكك الاتحاد السوفيتي، ووفقًا لإحصائية مركز بيو للأبحاث في أوائل التسعينات من القرن العشرين عرَّف 60 في المائة من السكان أنفسهم بأنهم أرثوذكس، وفي عام 2015 أعلن حوالي 73% من سكان روسيا البيضاء عن كونهم أرثوذكس شرقيين بزيادة بحوالي 14%.[564] بحسب دراسة تعود إلى عام 2015 وجدت أن حوالي 1,300 مسلم تحول إلى المسيحية.[47] وفقا لمركز بيو، بلغت نسبة المسيحيين في روسيا البيضاء نحو 71.2% في 2010.[412] وفقاً لمركز بيو تربى نحو 83% من السكان على المسيحية، بينما يعتبر 94% من السكان مسيحيين في عام 2017، أي بزيادة بنسبة 11% يعرفون عن أنفسهم كمسيحيين اليوم.[23]
- في  البوسنة والهرسك بحسب دراسة تعود إلى عام 2015 وجدت أن حوالي 2,000 مسلم تحول إلى المسيحية.[47] وفقاً لمركز بيو تربى نحو 44% من السكان على المسيحية، بينما يعتبر 44% من السكان مسيحيين في عام 2017، أي أن حوالي 100% ممن تربوا على المسيحية في البوسنة، يعرفون عن أنفسهم كمسيحيين اليوم.[23]
- في  بلجيكا أشار تقرير إلى تحول العديد من المسلمين إلى الديانة المسيحية في الآونة الأخيرة. العديد منهم يخفي تحوله للمسيحيَّة خوفاً على حياته.[568] وفقا لمركز بيو، بلغت نسبة المسيحيين في بلجيكا نحو 64.2% في 2010، ومن المتوقع أن تنخفض النسبة إلى نحو 52.8% بحلول عام 2050.[412] بالمقابل بحسبِ احصائية يوروباروميتر ارتفعت نسبة المسيحيين في بلجيكا حوالي 10% بين عام 2009 وعام 2018، أي من 52.5% إلى حوالي 62.8% من مجمل السكان،[569][570] وبين عام 2010 وعام 2015 كان معدل الخصوبة بين مسيحي بلجيكا حوالي 1.8، وفي عام 2010 كان معدل الأعمار بين مسيحيي البلاد حوالي 46 وهو أعلى من معدل الأعمار العام البالغ 41. وتفوق الوفيات أعداد الولادات بين المسيحيين بما لا يقل عن 10,000.[571] وبحسب مركز بيو للأبحاث عام 2010 وصلت أعداد شباب بلجيكا المسيحيين بين سن 15 إلى 29 سنة حوالي 970 ألف (50%) من أصل 1.9 مليون شاب بلجيكي.[572] وبحسب بيانات من دراسة القيم الأوروبية بين عام 2010 حتى 2012 يُعرَّف حوالي 56% من المستجيبين الشباب في بلجيكا من عمر 16 وسن 29 أنهم ينتمون إلى طائفة مسيحية،[532] ووفقا لدراسة جامعة سانت ماري اعتمادا على المسح الاجتماعي الأوروبي 2014-16 على متوسط عينة بلغ حوالي 629 شخص، فإن نسبة المسيحيين لعينة من شباب بلجيكا بين سن 16 إلى 29 سنة هي نحو 25%.[557] وفقا لمركز بيو تربى نحو 83% من السكان على المسيحية، بينما يعتبر 55% من السكان مسيحيين في عام 2017، أي أن حوالي 65% ممن تربوا على المسيحية في بلجيكا، يعرفون عن أنفسهم كمسيحيين اليوم.[527] والنسبة المتبقية يعرفون عن أنفسهم غير منسبين لأي دين.[558]
- في  بلغاريا ارتفعت نسبة الانتماء إلى الكنيسة الأرثوذكسية الشرقية بشكل كبير بعد تفكك الاتحاد السوفيتي، وفقًا لإحصائية مركز بيو للأبحاث أعلن حوالي 75% من سكان بلغاريا في عام 2015 أنهم أرثوذكس شرقيين، وذلك بالمقارنة مع عام 1991 حيث كان حوالي 59% من سكان بلغاريا أرثوذكس شرقيين.[564] حوالي 10% من الأقليّة التركية البلغارية تعتنق الديانة المسيحية، الغالبية العظمى منهم تحولت من الإسلام للمسيحية.[337] وفقًا لدراسة المؤمنون في المسيح من خلفية مسلمة: إحصاء عالمي وهي دراسة أجريت من قبل جامعة سانت ماري الأمريكيّة في تكساس سنة 2015 وجدت أن عدد المسلمين في بلغاريا المتحولين للديانة المسيحية يبلغ حوالي 45,000 شخص. الغالبية العظمى منهم تحولت للمسيحية على المذهب الإنجيلي.[47] وفقاً لمركز بيو تربى نحو 78% من السكان على المسيحية، بينما يعتبر 80% من السكان مسيحيين في عام 2017، أي بزيادة بنسبة 2% يعرفون عن أنفسهم كمسيحيين اليوم.[23]
- في  كرواتيا بحسب دراسة تعود إلى عام 2015 وجدت أن حوالي 1,000 مسلم تحول إلى المسيحية.[47] وفقا لمركز بيو، بلغت نسبة المسيحيين في كرواتيا نحو 93.4% في 2010، ومن المتوقع أن ترتفع النسبة إلى نحو 93.6% بحلول عام 2050.[412] بين عام 2010 وعام 2015 كان معدل الخصوبة بين مسيحي كرواتيا حوالي 1.5 وهو مشابه لمعدل الخصوبة العام في البلاد البالغ 1.5، وفي عام 2010 كان معدل الأعمار بين مسيحيي البلاد حوالي 41 وهو أقل من معدل الأعمار العام البالغ 42.[573] وفقاً لمركز بيو تربى نحو 92% من السكان على المسيحية، بينما يعتبر 91% من السكان مسيحيين في عام 2017، أي نسبة السكان المسيحيين مستقرة.[23]
- في  الدنمارك بحسب دراسة تعود إلى عام 2015 وجدت أن حوالي 4,000 مسلم تحول إلى المسيحية، ويشير كاتب الدراسة إلى أن أحد مصادره وهو قس في الكنيسة اللوثرية وناشطاً ي التبشير أعطى تقديراً بتحول 7,000 إلى 8,000 مسلم للمسيحية في الدنمارك، معظمهم من أصول إيرانية.[47] وفقا لمركز بيو، بلغت نسبة المسيحيين في الدنمارك نحو 83.5% في 2010، ومن المتوقع أن تنخفض النسبة إلى نحو 78.6% بحلول عام 2050.[412] وبين عام 2010 وعام 2015 كان معدل الخصوبة بين مسيحي البلاد حوالي 1.9 وهو مشابه لمعدل الخصوبة العام في البلاد البالغ 1.9، وفي عام 2010 كان معدل الأعمار بين مسيحيي البلاد حوالي 42 وهو أعلى من معدل الأعمار العام البالغ 41. وتفوق الوفيات أعداد الولادات بين المسيحيين بما لا يقل عن 10,000. وبحسب مركز بيو للأبحاث عام 2010 وصلت أعداد شباب الدنمارك المسيحيين بين سن 15 إلى 29 سنة حوالي 800 ألف (80%) من أصل مليون شاب دنماركي.[574] وبحسب بيانات من دراسة القيم الأوروبية بين عام 2010 حتى 2012 يُعرَّف حوالي 90% من المستجيبين الشباب في الدنمارك من عمر 16 وسن 29 أنهم ينتمون إلى طائفة مسيحية،[532] ووفقا لدراسة جامعة سانت ماري اعتمادا على المسح الاجتماعي الأوروبي 2014-16 على متوسط عينة بلغ حوالي 629 شخص، فإن نسبة المسيحيين لعينة من شباب الدنمارك بين سن 16 إلى 29 سنة هي نحو 35%.[557] وفقا لمركز بيو تربى نحو 80% من السكان على المسيحية، بينما يعتبر 65% من السكان مسيحيين في عام 2017، أي حوالي 75% ممن تربوا على المسيحية في الدنمارك، يعرفون عن أنفسهم كمسيحيين اليوم. والنسبة المتبقية يعرفون عن أنفسهم غير منسبين لأي دين.[558] وفقًا للإحصاءات الرسمية في يناير 2017 فإن 78.9% من سكان الدنمارك ينتمون إلى الديانة المسيحية.[575] وأنتمى حوالي 75.9% من سكان الدنمارك إلى كنيسة الدنمارك أي حوالي 4.3 مليون بعد أن كانت النسبة حوالي 91.6% سنة 1984 أي حوالي 4.6 مليون.[576][577]
- في  فنلندا أشار تقرير من عام 2017 إلى تحول العديد من المسلمين في فنلندا خصوصًا من اللاجئين القادمين من أفغانستان وإيران والعراق إلى الديانة المسيحية؛ وخاصًة إلى المذاهب البروتستانتية في الآونة الأخيرة.[578] وبالرغم من أن العدد الدقيق للمتحولين للمسيحيَّة غير معروف إلا أنَّ تقديرات الإدارة التابعة للكنائس تشير إلى بضعة مئات خلال السنوات الأخيرة. وفقا لمركز بيو، بلغت نسبة المسيحيين في فنلندا نحو 80.1% في 2010، ومن المتوقع أن تنخفض النسبة إلى نحو 72.5% بحلول عام 2050.[412] وبين عام 2010 وعام 2015 كان معدل الخصوبة بين مسيحي البلاد حوالي 1.9 وهو مشابه لمعدل الخصوبة العام في البلاد البالغ 1.9، وفي عام 2010 كان معدل الأعمار بين مسيحيي البلاد حوالي 42. وتفوق الوفيات أعداد الولادات بين المسيحيين بما لا يقل عن 10,000. وبحسب مركز بيو للأبحاث عام 2010 وصلت أعداد شباب فنلندا المسيحيين بين سن 15 إلى 29 سنة حوالي 780 ألف (78%) من أصل مليون شاب فنلندي.[579] وفقاً لمسح رابطة مسح القيم العالمية 2012 فإن نسبة المسيحيين بين عينة تبلغ 1,014 شخص بين البالغين في فنلندا هي 84.1%.[530] ووفقا لدراسة جامعة سانت ماري اعتمادا على المسح الاجتماعي الأوروبي 2014-16 على متوسط عينة لحوالي 629 شخص، فإن نسبة المسيحيين لعينة من شباب فنلندا بين سن 16 إلى 29 سنة هي نحو 37%.[557] وفقا لمركز بيو تربى نحو 85% من السكان على المسيحية، بينما يعتبر 77% من السكان مسيحيين في عام 2017، أي أن حوالي 81% ممن تربوا على المسيحية في فنلندا، يعرفون عن أنفسهم كمسيحيين اليوم.[527] والنسبة المتبقية يعرفون عن أنفسهم غير منسبين لأي دين.[558]
- في  فرنسا لا توجد احصائيات رسمية حول الديانة، وفقا لمؤسسة الصليب كانت نسبة المسيحيين سنة 1986 نحو 82% من السكان،[580] بالمقابل بحسب دراسات أخرى تبلغ نسبة الكاثوليك في فرنسا 88% وتتضمن هذه النسبة المرتفعة الكاثوليك الإسميين والكاثوليك الملحدين.[581][582] وبحسب تقديرات المعهد الفرنسي للرأي عام 2011 كان حوالي 65% من سكان فرنسا مسيحيين يتوزعون بين 61% كاثوليك و4% بروتستانت،[583] أمّا بحسب كتاب حقائق العالم لسنة 2015 حوالي 63-66% من سكان فرنسا من المسيحيين.[584] ووجدت بيانات معهد إبسوس من عام 2016 أنَّ 53.8% من الفرنسيين كاثوليك.[585] في حين وجد معهد مونتين في العام نفسه أن 51.1% من الفرنسيين مسيحيين.[586] المسيحية الإنجيلية هي المذهب الأسرع نموًا وفقا لأحد المصادر.[587] وتشهد الكنائس الإنجيلية نمواً مطرداً في فرنسا، حيث أشار تقرير لفرانس 24 إلى ازدياد عدد أتباع الإنجيليين الفرنسيين إلى 650,000 في عام 2018، بالمقارنة مع حوالي 50,000 عام 1950.[588] وشهد المذهب البروتستانتي نمواً لتصل نسبة أتباع المذهب حوالي 3.1% من السكان عام 2017، وبحسب تقديرات إبسوس عام 2017 حوالي 27% من المتحولين للبروتستانتية قدموا من خلفية لادينية.[589] وأشارت تقارير صحفية إلى أن 15 ألف مسيحي في فرنسا هم من المتحولين من الإسلام، وثلثهم قد تحول إلى البروتستانتية.[590] بينما وفقًا لدراسة أجريت من قبل جامعة سانت ماري الأمريكيّة في تكساس سنة 2015 وجدت أن عدد المسلمين المتحولين للديانة المسيحية بلغ حوالي 12,000 شخص، وتشير الدراسة أن الرقم قد يكون أكبر من ذلك، لكونه لا يتضمن حالات الزواج المختلطة والتي يتحول فيها الزوج المسلم إلى الكاثوليكية أو تحول طفل مثل هذا الزواج للكاثوليكية، ومن المحتمل أن الرقم لا يتضمن أعداد المتحولين للمذهب الكاثوليكي.[47] ووجدت دراسة استقصائية أجراها معهد مونتين في عام 2016 أنَّ 3.4% من المواطنين الفرنسيين ممن لهم خلفيَّة إسلاميَّة (أحد الوالدين مسلم على الأقل) يعتبرون أنفسهم مسيحيين.[591] وفقا لمركز بيو، بلغت نسبة المسيحيين في فرنسا نحو 63% في 2010، ومن المتوقع أن تنخفض النسبة إلى نحو 43.1% بحلول عام 2050.[412] وبين عام 2010 وعام 2015 كان معدل الخصوبة بين مسيحي البلاد حوالي 2 وهو مشابه لمعدل الخصوبة العام في البلاد البالغ 2.1، وفي عام 2010 كان معدل الأعمار بين مسيحيي البلاد حوالي 42 وهو أعلى من معدل الأعمار العام البالغ 40. وتفوق الوفيات أعداد الولادات بين المسيحيين بما لا يقل عن 10,000. وفقا لمركز بيو تربى نحو 75% من السكان على المسيحية، بينما يعتبر 64% من السكان مسيحيين في عام 2017، أي أن حوالي 83% ممن تربوا على المسيحية في فرنسا، يعرفون عن أنفسهم كمسيحيين اليوم.[527] والنسبة المتبقية يعرفون عن أنفسهم غير منسبين لأي دين.[558] وتتفاوت نسبة المسيحيين بين الشباب في فرنسا بين 25% من عينة تبلغ 600 شخص حسب جامعة سانت ماري والمعهد الكاثوليكي في باريس وبين 46% حسب وكالة OpinionWay وبين عينة تبلغ 1,000 شخص، وبين 47% حسب دراسة القيم الأوروبية بين عام 2010 حتى 2012، وبين 52% وفقاً لمسح المعهد الفرنسي للرأي مع عينة تبلغ حوالي 406 شخص، وبين 65.4% وفقاً لمسح CSA للشباب من الفئة العمرية من عمر 18 حتى 24 سنة.[536][532][592][593] وبحسب مركز بيو للأبحاث عام 2010 وصلت أعداد شباب فرنسا المسيحيين بين سن 15 إلى 29 سنة حوالي 7 مليون (60%) من أصل 11.7 مليون شاب فرنسي.[594]
- في  ألمانيا تشير تقارير إلى أن الكنائس الإنجيلية «الحرّة» في نمو مستمرّ، حيث شهد أعداد أتباع اتحاد الكنائس الإنجيلية الخمسينية في ألمانيا نمواً مطرداً منذ نصف عقد حتى الآن.[595][596] وفقا لمركز بيو، بلغت نسبة المسيحيين في ألمانيا نحو 68.7% في 2010، ومن المتوقع أن تنخفض النسبة إلى نحو 59.3% بحلول عام 2050.[412] بين عام 2010 وعام 2015 كانت معدل الخصوبة بين مسيحي ألمانيا حوالي 1.4 وهو أقل من معدل الخصوبة العام في البلاد البالغ 1.5، وفي عام 2010 كانت معدل الأعمار بين مسيحيي البلاد حوالي 46 وهو أل من معدل الأعمار العام البالغ 44.[597] وتفوق الوفيات أعداد الولادات بين المسيحيين بما لا يقل عن 10,000. وبحسب مركز بيو للأبحاث عام 2010 وصلت أعداد شباب ألمانيا المسيحيين بين سن 15 إلى 29 سنة حوالي 8.7 مليون (62%) من أصل 14.1 مليون شاب ألماني.[598] وبحسب بيانات من دراسة القيم الأوروبية بين عام 2010 حتى 2012 يُعرَّف حوالي 60% من المستجيبين الشباب الألمان من عمر 16 وسن 29 أنهم ينتمون إلى طائفة مسيحية،[532] ووفقا لدراسة جامعة سانت ماري اعتمادا على المسح الاجتماعي الأوروبي 2014-16 على متوسط عينة بلغ حوالي 629 شخص، فإن نسبة المسيحيين لعينة من شباب ألمانيا بين سن 16 إلى 29 سنة هي نحو 48%.[557] وفقا لمركز بيو تربى نحو 79% من السكان على المسيحية، بينما يعتبر 71% من السكان مسيحيين في عام 2017، أي أن حوالي 90% ممن تربوا على المسيحية في ألمانيا، يعرفون عن أنفسهم كمسيحيين اليوم.[527] والنسبة المتبقية يعرفون عن أنفسهم غير منسبين لأي دين.[558] نشرت صحيفة دي فيلت الألمانية تقريرًا عن مجموعة من المسلمين الذين تحولوا إلى المسيحية، أغلبهم من ذوي الأصول التركية أو العربية. وتشير الكنيسة البروتستانتية التركية في كولونيا إلى ارتفاع أعداد العائلات المسلمة المتحولة إلى المسيحية كما أعلنت كنائس تركية أخرى في ألمانيا عن تزايد أعداد المتحولين إليها.[599] فضلًا عن زيادة في أعداد اللاجئين الإيرانيين والأفغان من المتحولين للمسيحية بحثًا عن الحرية الدينية.[600] وأنتقد رئيس لجنة حقوق اللاجئين في البرلمان التركي أتاي أوسلو، إجبار رجال دين ألمان اللاجئين السوريين على التحول من الإسلام للمسيحية من أجل تسهيل طلبات اللجوء، وبحسب المصدر اعترف بعض المسؤولين بهذه المخاوف؛ ومع ذلك ادعى بعض المسؤولين أن اللاجئين يغيرون ديانتهم طواعية.[601] وبحسب دراسة تعود إلى عام 2015 وجدت أن حوالي 15,000 مسلم تحول إلى المسيحية منذ 1960.[47] بينما على الجانب الآخر يتحول بضعة آلاف من المسيحيين إلى الإسلام كل عام في ألمانيا وفقا لتقديرات خليل بروير.[602]
- في  اليونان وفقا لمركز بيو، بلغت نسبة المسيحيين نحو 88.1% في 2010، ومن المتوقع أن تنخفض النسبة إلى نحو 86.1% بحلول عام 2050. وتفوق الوفيات أعداد الولادات بين المسيحيين بما لا يقل عن 10,000. وبحسب مركز بيو من المتوقع أن ترتفع معدل أعمار المسيحيين في اليونان من 42 في عام 2010 إلى 49 في عام 2050، ومن المتوقع أن ترتفع الخصوبة للمرأة المسيحية في اليونان من 1.5 بين سنوات 2010 و2015 إلى 1.9 بين السنوات 2050 و2055. وبحسب مركز بيو للأبحاث عام 2010 وصلت أعداد شباب اليونان المسيحيين بين سن 15 إلى 29 سنة حوالي 1.7 مليون (89%) من أصل 1.9 مليون شاب يوناني.[603] وفقاً لمركز بيو تربى نحو 96% من السكان على المسيحية، بينما يعتبر 93% من السكان مسيحيين في عام 2017، أي نسبة السكان المسيحيين مستقرة.[23]
- في  المجر وفقا لمركز بيو، بلغت نسبة المسيحيين نحو 81% في 2010، ومن المتوقع أن تنخفض النسبة إلى نحو 76.1% بحلول عام 2050. وتفوق الوفيات أعداد الولادات بين المسيحيين بما لا يقل عن 10,000. وبحسب مركز بيو من المتوقع أن ترتفع معدل أعمار المسيحيين في المجر من 42 في عام 2010 إلى 46 في عام 2050، ومن المتوقع أن ترتفع الخصوبة للمرأة المسيحية في المجر من 1.5 بين سنوات 2010 و2015 إلى 1.9 بين السنوات 2050 و2055. وبحسب مركز بيو للأبحاث عام 2010 وصلت أعداد شباب المجر المسيحيين بين سن 15 إلى 29 سنة حوالي 1.4 مليون (75%) من أصل 1.9 مليون شاب مجري.[604] بينما وفقا لدراسة جامعة سانت ماري اعتمادا على المسح الاجتماعي الأوروبي 2014-16 فإن نسبة المسيحيين بين عينة تبلغ 198 شخص لشباب المجر بين سن 16 إلى 29 سنة هي 33%.[557] وبحسب دراسة لمعهد بيو أظهرت نتائج إحصائية بين عام 2015 حتى 2016 على عينة من 1,483 شخص أن حوالي 70% من المجريين قالوا أنهم مسيحيين.[564] وفقاً لمركز بيو تربى نحو 75% من السكان على المسيحية، بينما يعتبر 76% من السكان مسيحيين في عام 2017، أي بزيادة بنسبة 1% يعرفون عن أنفسهم كمسيحيين اليوم.[23]
- في  جورجيا حدث تغيير فريد في جمهورية أدجاريا المتمتعة بالحكم الذاتي، وهي منطقة في جورجيا على الحدود مع تركيا. في عام 1991 كان 75% من الأجاريين من المسلمين. في عام 2011 كان حوالي 75% منهم من المسيحيين الأرثوذكس، بعد أن كانوا حوالي 200,000 شخص حسب تعداد عام 1991 وعام 2011. الكثير من هذا التغيير يمثل على الأرجح عودة إلى إيمان أجدادهم الذين تحولوا إلى الإسلام من قبل العثمانيين.[47] وفقا لمركز بيو، بلغت نسبة المسيحيين في جورجيا نحو 88.5% في 2010، ومن المتوقع أن تنخفض النسبة إلى نحو 85% بحلول عام 2050.[412] بين عام 2010 وعام 2015 كانت معدل الخصوبة بين مسيحي جورجيا حوالي 1.5 وهو مشابه لمعدل الخصوبة العام في البلاد البالغ 1.5، وفي عام 2010 كانت معدل الأعمار بين مسيحيي البلاد حوالي 38 وهو أعلى من معدل الأعمار العام البالغ 37.[605] وتفوق الوفيات أعداد الولادات بين المسيحيين بما لا يقل عن 10,000. وفقاً لمركز بيو تربى نحو 87% من السكان على المسيحية، بينما يعتبر 90% من السكان مسيحيين في عام 2017، أي بزيادة بنسبة 3% يعرفون عن أنفسهم كمسيحيين اليوم.[23]
- في  جمهورية أيرلندا وفقا لمركز بيو تربى نحو 88% من السكان على المسيحية، بينما يعتبر 80% من السكان مسيحيين في عام 2017، أي أن حوالي 90% ممن تربوا على المسيحية في جمهورية أيرلندا، يعرفون عن أنفسهم كمسيحيين اليوم. والنسبة المتبقية يعرفون عن أنفسهم غير منسبين لأي دين.[558] وبحسب مركز بيو للأبحاث عام 2010 وصلت أعداد شباب إيرلندا المسيحيين بين سن 15 إلى 29 سنة حوالي 850 ألف (91%) من أصل 940 ألف شاب أيرلندي.[606] وبحسب بيانات من دراسة القيم الأوروبية بين عام 2010 حتى 2012 يُعرَّف حوالي 86% من المستجيبين الشباب الأيرلنديين من عمر 16 وسن 29 أنهم ينتمون إلى طائفة مسيحية،[532] ووفقاً للتعداد السكاني لعام 2011، تعتبر المسيحية الأرثوذكسية المجموعة الدينية الأسرع نمواً في جمهورية أيرلندا، حيث تظهر معدل نمو يبلغ 117% منذ عام 2006. وهي أيضًا الأسرع نمواً عند النظر إليها على مدى العشرين سنة الماضية، مع معدل نمو سنوي يبلغ 27.4%.[607]
- في  إيطاليا بحسب دراسة تعود إلى عام 2015 وجدت أن حوالي 1,200 مسلم تحول إلى المسيحية.[47] وفقا لمركز بيو، بلغت نسبة المسيحيين في إيطاليا نحو 83.3% في 2010، ومن المتوقع أن تنخفض النسبة إلى نحو 72.8% بحلول عام 2050.[412] بين عام 2010 وعام 2015 كانت معدل الخصوبة بين مسيحي إيطاليا حوالي 1.4 وهو أقل من معدل الخصوبة العام في البلاد البالغ 1.5، وفي عام 2010 كانت معدل الأعمار بين مسيحيي البلاد حوالي 45 وهو أعلى من معدل الأعمار العام البالغ 43.[608] وتفوق الوفيات أعداد الولادات بين المسيحيين بما لا يقل عن 10,000. وفقا لمركز بيو تربى نحو 88% من السكان على المسيحية، بينما يعتبر 80% من السكان مسيحيين في عام 2017، أي أن حوالي 90% ممن تربوا على المسيحية في إيطاليا، يعرفون عن أنفسهم كمسيحيين اليوم. والنسبة المتبقية يعرفون عن أنفسهم غير منسبين لأي دين.[558] وبحسب مركز بيو للأبحاث عام 2010 وصلت أعداد شباب إيطاليا المسيحيين بين سن 15 إلى 29 سنة حوالي 7.4 مليون (80%) من أصل 9.5 مليون شاب إيطالي.[609] وفقاً لمسح رابطة مسح القيم العالمية فإن نسبة المسيحيين بين عينة تبلغ 1,012 شخص بين البالغين في إيطاليا هي 87.5%.[530] وبحسب بيانات من دراسة القيم الأوروبية بين عام 2010 حتى 2012 يُعرَّف حوالي 80% من المستجيبين الشباب في إيطاليا من عمر 16 وسن 29 أنهم ينتمون إلى طائفة مسيحية،[532]
- في  لاتفيا وفقاً لمركز بيو تربى نحو 73% من السكان على المسيحية، بينما يعتبر 77% من السكان مسيحيين في عام 2017، أي بزيادة بنسبة 4% يعرفون عن أنفسهم كمسيحيين اليوم.[23]
- في  مالطا وفقا لمركز بيو، بلغت نسبة المسيحيين في نحو 97% في 2010، ومن المتوقع أن تبقى النسبة ثابتة بنحو 97% بحلول عام 2050.[412]
- في  مولدوفا وفقا لمركز بيو، بلغت نسبة المسيحيين في نحو 97% في 2010، ومن المتوقع أن تبقى النسبة ثابتة بنحو 97% بحلول عام 2050.[412] وفقاً لمركز بيو تربى نحو 98% من السكان على المسيحية، بينما يعتبر 98% من السكان مسيحيين في عام 2017، أي أن حوالي 100% ممن تربوا على المسيحية في مولدوفيا، يعرفون عن أنفسهم كمسيحيين اليوم.[23]
- في  هولندا أشار تقرير إلى تحول العديد من المسلمين إلى الديانة المسيحية في الآونة الأخيرة. العديد منهم يخفي تحوله للمسيحيَّة خوفاً على حياته. ويتجمعون في كنائس خاصة بهم منها كنائس ناطقة في اللغة العربية خاصة في المسلمين المتحولين للمسيحية.[610] وقدرَّت دراسة جامعة سانت ماري أعدادهم بحوالي 4,500 شخص.[47] وأشار تقرير لبي بي سي عام 2017 إلى تحول الآلاف من المهاجرين واللاجئين المسلمين الإيرانيين إلى المسيحية.[611] وفقا لمركز بيو، بلغت نسبة المسيحيين في هولندا نحو 50.6% في 2010، ومن المتوقع أن تنخفض النسبة إلى نحو 39.6% بحلول عام 2050.[412] بين عام 2010 وعام 2015 كانت معدل الخصوبة بين مسيحي هولندا حوالي 1.8 وهو أقل من معدل الخصوبة العام في البلاد البالغ 2، وفي عام 2010 كانت معدل الأعمار بين مسيحيي البلاد حوالي 44 وهو أقل من معدل الأعمار العام البالغ 41. وتفوق الوفيات أعداد الولادات بين المسيحيين بما لا يقل عن 10,000.[612] ووفقاً لإحصائيات هولندا عام 2015 حوالي 43.8% من السكان من عمر 18 وما فوق من أتباع الديانة المسيحية،[613][614] بالمقابل تشير دراسة يوروباروميتر الإستقصائية أن 47.8% من سكان هولندا من المسيحيين.[615] وبحسب مركز بيو للأبحاث عام 2010 وصلت أعداد شباب هولندا المسيحيين بين سن 15 إلى 29 سنة حوالي 1.4 مليون (50%) من أصل 2.9 مليون شاب هولندي.[616] وفقاً لمسح رابطة مسح القيم العالمية 2012 فإن نسبة المسيحيين بين عينة تبلغ 1,050 شخص بين البالغين في هولندا هي 42.5%.[530] وبحسب بيانات من دراسة القيم الأوروبية بين عام 2010 حتى 2012 يُعرَّف حوالي 30% من المستجيبين الشباب في هولندا من عمر 16 وسن 29 أنهم ينتمون إلى طائفة مسيحية،[532] ووفقا لدراسة جامعة سانت ماري اعتمادا على المسح الاجتماعي الأوروبي 2014-16 على متوسط عينة بلغ حوالي 629 شخص، فإن نسبة المسيحيين لعينة من شباب هولندا بين سن 16 إلى 29 سنة هي نحو 20%.[557] وفقا لمركز بيو تربى نحو 67% من السكان على المسيحية، بينما يعتبر 41% من السكان مسيحيين في عام 2017، أي أن حوالي 57% ممن تربوا على المسيحية في هولندا، يعرفون عن أنفسهم كمسيحيين اليوم.[527] والنسبة المتبقية يعرفون عن أنفسهم غير منسبين لأي دين.[558]
- في  النرويج تشير التقديرات إلى أن المسيحية الأرثوذكسية هي أسرع الطوائف انتشارًا فيها مع معدل نمو 231.1% وذلك بين الأعوام 2000-2009.[617] وفقا لمركز بيو، بلغت نسبة المسيحيين في النرويج نحو 84.7% في 2010، ومن المتوقع أن تنخفض النسبة إلى نحو 73.7% بحلول عام 2050.[412] بين عام 2010 وعام 2015 كانت معدل الخصوبة بين مسيحي النرويج حوالي 1.9 وهو مشابه لمعدل الخصوبة العام في البلاد البالغ 1.9، وفي عام 2010 كانت معدل الأعمار بين مسيحيي البلاد حوالي 40 وهو أقل من معدل الأعمار العام البالغ 39. وبحسب مركز بيو للأبحاث عام 2010 وصلت أعداد شباب النرويج المسيحيين بين سن 15 إلى 29 سنة حوالي 760 ألف (80%) من أصل 940 ألف شاب نرويجي.[618] وفقاً لمسح رابطة مسح القيم العالمية 2012 فإن نسبة المسيحيين بين عينة تبلغ 1,025 شخص بين البالغين في النرويج هي 64.1%.[530] ووفقا لدراسة جامعة سانت ماري اعتمادا على المسح الاجتماعي الأوروبي 2014- 16على متوسط عينة بلغ حوالي 629 شخص، فإن نسبة المسيحيين بين عينة من شباب النرويج بين سن 16 إلى 29 سنة هي نحو 38%.[557] وفقا لمركز بيو تربى نحو 79% من السكان على المسيحية، بينما يعتبر الآن 51% من السكان مسيحيين في عام 2017، أي أن حوالي 65% ممن تربوا على المسيحية في النرويج، يعرفون عن أنفسهم كمسيحيين اليوم. والنسبة المتبقية يعرفون عن أنفسهم غير منسبين لأي دين.[558] بالمقابل وفقاً لإحصائية التعداد السكاني لنهاية عام 2017 حوالي 78.5% من النرويجيين هم من المسيحيين، بينهم نحو 70.6% من أعضاء كنيسة النرويج،[619] إلا أنه وفقا لتحليل استقصائي، فإن نحو 48% من عينة بلغت حوالي 706 شخص من أعضاء كنيسة النرويج يعرفون عن أنفسهم كمسيحيين.[620][621]
- في  رومانيا طبقًا لبيانات تعداد السكان عام 2011 حوالي 92.3% من سكان رومانيا من المسيحيين، وبحسب البيانات فإن غالبيّة الرومانيين أي 16.3 مليون نسمة أو 81% من السكان هم أتباع الكنيسة الأرثوذكسية.[622] وفقا لمركز بيو، بلغت نسبة المسيحيين في رومانيا نحو 99.5% في 2010، ومن المتوقع أن تصبح النسبة نحو 99.4% بحلول عام 2050.[412] وبحسب دراسة لمعهد بيو أظهرت نتائج إحصائية بين عام 2015 حتى 2016 على عينة من 1,361 شخص أن حوالي 91% من الرومانيين قالوا أنهم مسيحيين.[564] وبحسب بيانات من دراسة القيم الأوروبية بين عام 2008 حتى 2010 قال 97.1% من المستجيبين الشباب من عمر 16 وسن 24 في رومانيا أنهم ينتمون إلى طائفة مسيحية، وبحسب مركز بيو للأبحاث عام 2010 وصلت أعداد شباب رومانيا المسيحيين بين سن 15 إلى 29 سنة حوالي 4.45 مليون (99%) من أصل 4.47 مليون شاب روماني.[623] وفقاً لمركز بيو تربى نحو 98% من السكان على المسيحية، بينما يعتبر 98% من السكان مسيحيين في عام 2017، أي أن حوالي 100% ممن تربوا على المسيحية في رومانيا، يعرفون عن أنفسهم كمسيحيين اليوم.[23]
- في  روسيا ارتفعت نسبة الانتماء إلى الكنيسة الأرثوذكسية الشرقية بشكل كبير بعد تفكك الاتحاد السوفيتي، ووفقاً لمركز بيو للأبحاث أعلن حوالي 71% من سكان روسيا عن كونهم أرثوذكس شرقيين عام 2015 بالمقانة مع 37% عام 1991، بالمقابل انخفضت نسبة الذين عرفوا على أنهم غير متدينين دينيًا أو لادينيين من 61% في عام 1991 إلى 18% في عام 2008.[564] على الرغم من ذلك، فإنه وفقا للدراسة «بالنسبة لمعظم الروس، لم تصاحب العودة إلى الدين عودة إلى الكنيسة»،[624] ووفقا لدراسة، من الصعب تحديد إلى أي مدى يعتبر الارتفاع المفاجئ في الانتماء الأرثوذكسي في الاستطلاعات تعبيراً عن إيمان طويل الأمد أو موجة جديدة من الانتماء الديني، وقد يكون بعد سقوط الاتحاد السوفيتي في 1991 أن شعر الروس بحرية أكبر للتعبير عن الهويات الدينية التي كانوا يحتفظون بها في السر خلال الحقبة السوفيتية.[624] وفقًا لدراسة المؤمنون في المسيح من خلفية مسلمة: إحصاء عالمي وهي دراسة أجريت من قبل جامعة سانت ماري الأمريكيّة في تكساس سنة 2015 وجدت أن عدد المسلمين الروس المتحولين للديانة المسيحية بلغ حوالي 10,000 شخص، وتشير الدراسة أن العدد قد يكون أكبر من ذلك، حيث من المحتمل أنه لا يتضمن أعداد المتحولين إلى الكنيسة الروسية الأرثوذكسية من الإسلام،[47] ويزعم السكرتير التنفيذي لمنظمة "Inter-religious Council in russia" أن المسلمين السابقين في روسيا الذين يعتبرون أنفسهم الآن من المسيحيين الأرثوذكس تبلغ أعدادهم نحو 2 مليون. ووجدت إحصائية مؤسسة أرينا أطلس الأديان أنّ حوالي 17% من يهود روسيا يعرفون أنفسهم كمسيحيين، معظمهم أرثوذكس شرقيين.[625] وفقَا لنفس البيانات معظم اليهود الذين يعتبرون أنفسهم مسيحيين، نشأوا كيهود.[626] وفقا لبعض المصادر، تشهد روسيا نمواً مطرداً في أعداد الطوائف البروتستانتية.[627][628][629] وفقا لمركز بيو، بلغت نسبة المسيحيين في روسيا نحو 73.3% في 2010، ومن المتوقع أن تنخفض النسبة إلى نحو 71.3% بحلول عام 2050.[412] بين عام 2010 وعام 2015 كانت معدل الخصوبة بين مسيحي روسيا حوالي 1.5 وهو مشابه لمعدل الخصوبة العام في البلاد البالغ 1.5، وفي عام 2010 كانت معدل الأعمار بين مسيحيي البلاد حوالي 38 وهو مشابه لمعدل الأعمار العام البالغ 38. وتفوق الوفيات أعداد الولادات بين المسيحيين بما لا يقل عن 10,000.[630] ووفقا لدراسة جامعة سانت ماري اعتمادا على المسح الاجتماعي الأوروبي 2014-16 على متوسط عينة بلغ حوالي 629 شخص، فإن نسبة المسيحيين بين عينة من شباب روسيا بين سن 16 إلى 29 سنة هي 42%.[557] وبحسب مركز بيو للأبحاث عام 2010 وصلت أعداد شباب روسيا المسيحيين بين سن 15 إلى 29 سنة حوالي 23.8 مليون (70%) من أصل 33 مليون شاب روسي.[631] وفقا لمسح ISSP، فإن ستة من أصل عشرة بالغين روس (61%) شملهم الاستطلاع في عام 1991 قالوا أنهم لادينيين، في حين قال حوالي الثلث أنهم مسيحيين أرثوذكس (31%). على مدى السنوات السبعة عشر عام المقبلة، انقلبت تلك النسب وبحلول عام 2008، قال ما يقرب من سبعة من أصل عشرة من الروس أنهم مسيحيين أرثوذكس (72%)، في حين أن واحد من كل خمسة قال أنهم لادينيين (18%). وشمل تنامي الانتماء الديني في روسيا مجموعة متنوعة من المجموعات الديموغرافية. على سبيل المثال ازدادت نسبة المسيحيين الأرثوذكس بين كل من الشباب الروس (بزيادة 43% بين الروس الذين تتراوح أعمارهم بين عمر 16 إلى 49 سنة) وكبار السن من الروس (بزيادة 39% بين الروس الذين تتراوح أعمارهم بين 50 سنة وما فوق). وتزايد الارتباط مع المسيحية الأرثوذكسية بشكل كبير بين الروس على مختلف مستويات التعليم، وخاصةً بين خريجي الجامعات الروس (بزيادة بحوالي 50%).[632] وفقاً لمركز بيو تربى نحو 65% من السكان على المسيحية، بينما يعتبر 73% من السكان مسيحيين في عام 2017، أي بزيادة بنسبة 8% يعرفون عن أنفسهم كمسيحيين اليوم.[23]
- في  صربيا ازدادت نسبة المسيحيين من 81.8% حسب التعداد السكاني عام 1991 إلى 84.5% حسب التعداد السكاني عام 2001.[633] وفقا لمركز بيو، بلغت نسبة المسيحيين في صربيا نحو 92.6% في 2010، ومن المتوقع أن تنخفض النسبة إلى نحو 88.4% بحلول عام 2050.[412] بين عام 2010 وعام 2015 كانت معدل الخصوبة بين مسيحي صربيا حوالي 1.5 وهو أقل من معدل الخصوبة العام في البلاد البالغ 1.6، وفي عام 2010 كانت معدل الأعمار بين مسيحيي البلاد حوالي 41 وهو أعلى من معدل الأعمار العام البالغ 40. وتفوق الوفيات أعداد الولادات بين المسيحيين بما لا يقل عن 10,000.[634] وفقاً لمركز بيو تربى نحو 92% من السكان على المسيحية، بينما يعتبر 93% من السكان مسيحيين في عام 2017، أي بزيادة بنسبة 1% يعرفون عن أنفسهم كمسيحيين اليوم.[23]
- في  سويسرا بحسب دراسة تعود إلى عام 2015 وجدت أن حوالي 1,800 مسلم تحول إلى المسيحية.[47] وقد أشارت تقارير في عام 2018 أنَّ آلاف اللاجئين في سويسرا يتحوّلون إلى المسيحية والعديد من المهتدين يتلقّون تهديدات بعد التخلي عن الإسلام.[635][انحياز] وأشار تقرير إلى تحول أكثر من 2,000 مسلم إلى المسيحية في سويسرا منذ عام 2014.[636] وكان معظم المتحولين من الأفغان والأكراد.[637] وفقا لمركز بيو، بلغت نسبة المسيحيين في سويسرا نحو 72.7% في 2010، ومن المتوقع أن تنخفض النسبة إلى نحو 61.9% بحلول عام 2050.[412] بين عام 2010 وعام 2015 كانت معدل الخصوبة بين مسيحي سويسرا حوالي 1.6 وهو أعلى من معدل الخصوبة العام في البلاد البالغ 1.5، وفي عام 2010 كانت معدل الأعمار بين مسيحيي البلاد حوالي 42 وهو أعلى من معدل الأعمار العام البالغ 41. وتفوق الوفيات أعداد الولادات بين المسيحيين بما لا يقل عن 10,000. وبحسب مركز بيو للأبحاث عام 2010 وصلت أعداد شباب سويسرا المسيحيين بين سن 15 إلى 29 سنة حوالي المليون (72%) من أصل 1.4 مليون شاب سويسري.[638] ووفقا لدراسة جامعة سانت ماري اعتمادا على المسح الاجتماعي الأوروبي 2014-16 على متوسط عينة بلغ حوالي 629 شخص، فإن نسبة المسيحيين بين عينة من شباب سويسرا بين سن 16 إلى 29 سنة هي نحو 46%.[557] وفقا لمركز بيو تربى نحو 81% من السكان على المسيحية، بينما يعتبر 75% من السكان مسيحيين في عام 2017، أي أن حوالي 90% ممن تربوا على المسيحية في سويسرا، يعرفون عن أنفسهم كمسيحيين اليوم. والنسبة المتبقية يعرفون عن أنفسهم غير منسبين لأي دين.[558]
- في  بولندا وفقًا لإحصائيات لتعداد السكان عام 2011 فإن الغالبية العظمى (94.3%)[639] من سكان بولندا يعتنقون الديانة المسيحية، ويَتبع 87.0% من السكان الكنيسة الرومانية الكاثوليكية.[640][641] وبحسب دراسة لمعهد بيو أظهرت نتائج إحصائية بين عام 2015 حتى 2016 على عينة من 1,484 شخص أن حوالي 87% من البولنديين قالوا أنهم كاثوليك.[564] وبحسب مركز بيو للأبحاث عام 2010 وصلت أعداد شباب بولندا المسيحيين بين سن 15 إلى 29 سنة حوالي 8.1 مليون (94%) من أصل 8.7 مليون شاب بولندي.[642] ووفقا لدراسة جامعة سانت ماري اعتمادا على المسح الاجتماعي الأوروبي 2014-16 على متوسط عينة بلغ حوالي 629 شخص، فإن نسبة المسيحيين بين عينة من شباب بولندا بين سن 16 إلى 29 سنة هي نحو 83%.[557] وفقاً لمركز بيو تربى نحو 96% من السكان على المسيحية، بينما يعتبر 92% من السكان مسيحيين في عام 2017، أي نسبة السكان المسيحيين مستقرة.[23]
- في  البرتغال وفقا لمركز بيو تربى نحو 94% من السكان على المسيحية، بينما يعتبر 83% من السكان مسيحيين في عام 2017، أي أن حوالي 87% ممن تربوا على المسيحية في البرتغال، يعرفون عن أنفسهم كمسيحيين اليوم. والنسبة المتبقية يعرفون عن أنفسهم غير منسبين لأي دين.[558] وبحسب مركز بيو للأبحاث عام 2010 وصلت أعداد شباب البرتغال المسيحيين بين سن 15 إلى 29 سنة حوالي 1.7 مليون (95%) من أصل 1.8 مليون شاب برتغالي.[643] وبحسب بيانات من دراسة القيم الأوروبية بين عام 2010 حتى 2012 يُعرَّف حوالي 82% من المستجيبين الشباب في البرتغال من عمر 16 وسن 29 أنهم ينتمون إلى طائفة مسيحية،[532] ووفقا لدراسة جامعة سانت ماري اعتمادا على المسح الاجتماعي الأوروبي 2014-16 على متوسط عينة بلغ حوالي 629 شخص، فإن نسبة المسيحيين بين عينة من شباب البرتغال بين سن 16 إلى 29 سنة هي نحو 58%.[557]
- في  إسبانيا بحسب دراسة تعود إلى عام 2015 وجدت أن حوالي 2,200 مسلم تحول إلى المسيحية.[47] وفقا لمركز بيو، بلغت نسبة المسيحيين في إسبانيا نحو 78.6% في 2010، ومن المتوقع أن تنخفض النسبة إلى نحو 65.2% بحلول عام 2050.[412] بين عام 2010 وعام 2015 كانت معدل الخصوبة بين مسيحي إسبانيا حوالي 1.6 وهو أعلى من معدل الخصوبة العام في البلاد البالغ 1.5، وفي عام 2010 كانت معدل الأعمار بين مسيحيي البلاد حوالي 43 وهو أعلى من معدل الأعمار العام البالغ 40. وبحسب مركز بيو للأبحاث عام 2010 وصلت أعداد شباب إسبانيا المسيحيين بين سن 15 إلى 29 سنة حوالي 5.1 مليون (65%) من أصل 8 ملايين شاب إسباني.[644] وبحسب بيانات من دراسة القيم الأوروبية بين عام 2010 حتى 2012 يُعرَّف حوالي 70% من المستجيبين الشباب في إسبانيا من عمر 16 وسن 29 أنهم ينتمون إلى طائفة مسيحية،[532] وفقاً لمسح رابطة مسح القيم العالمية 2012 فإن نسبة المسيحيين بين عينة تبلغ 1,200 شخص بين البالغين في إسبانيا هي 80%.[530] ووفقا لدراسة جامعة سانت ماري اعتمادا على المسح الاجتماعي الأوروبي 2014-16 على متوسط عينة بلغ حوالي 629 شخص، فإن نسبة المسيحيين بين عينة من شباب إسبانيا بين سن 16 إلى 29 سنة هي نحو 40%.[557] وفقا لمركز بيو تربى نحو 92% من السكان على المسيحية، بينما يعتبر 66% من السكان مسيحيين في عام 2017، أي أن حوالي 70% ممن تربوا على المسيحية في إسبانيا، يعرفون عن أنفسهم كمسيحيين اليوم. والنسبة المتبقية يعرفون عن أنفسهم غير منسبين لأي دين.[558] بالمقابل وفقاً لدراسة أجريت في سبتمبر 2017 من قبل مركز البحوث الاجتماعية الإسباني عرّف 70.2% من الإسبان أنفسهم كاثوليكيًا بينما 2.6% يتبعون أديانًا أخرى وحوالي 25.0% لم يحددوا أي دين.[645]
- في  كتالونيا شهدت نسبة المسيحية ارتفاعاً حيث وفقًا لدراسة ترعاها حكومة كاتالونيا أجريت في عام 2014، وجدت أنَّ 56.5% من سكان كتالونيا يعرفون أنفسهم مسيحيين،[646] لترتفع النسبة إلى 61.9% في عام 2016.[647] وإرتفعت نسبة أتباع الكنيسة الرومانية الكاثوليكية من 52.4% من السكان في عام 2014 إلى 58.0% من السكان في عام 2016.[647]
- في  السويد وفقا لمركز بيو، بلغت نسبة المسيحيين في السويد نحو 67.2% في 2010، ومن المتوقع أن تنخفض النسبة إلى نحو 52.3% بحلول عام 2050.[412] بين عام 2010 وعام 2015 كانت معدل الخصوبة بين مسيحي السويد حوالي 1.9 وهو مشابه لمعدل الخصوبة العام في البلاد البالغ 1.9، وفي عام 2010 كانت معدل الأعمار بين مسيحيي البلاد حوالي 44 وهو أعلى من معدل الأعمار العام البالغ 41. وتفوق الوفيات أعداد الولادات بين المسيحيين بما لا يقل عن 10,000. وبحسب مركز بيو للأبحاث عام 2010 وصلت أعداد شباب السويد المسيحيين بين سن 15 إلى 29 سنة حوالي مليون (60%) من أصل 1.8 مليون شاب سويدي.[648] وفقاً لمسح رابطة مسح القيم العالمية 2012 فإن نسبة المسيحيين بين عينة تبلغ 1,013 شخص بين البالغين في السويد هي 72.4%.[530] وبحسب بيانات من دراسة القيم الأوروبية بين عام 2010 حتى 2012 يُعرَّف حوالي 67% من المستجيبين الشباب في السويد من عمر 16 وسن 29 أنهم ينتمون إلى طائفة مسيحية،[532] ووفقا لدراسة جامعة سانت ماري اعتمادا على المسح الاجتماعي الأوروبي 2014-16 على متوسط عينة بلغ حوالي 629 شخص، فإن نسبة المسيحيين بين عينة من شباب السويد بين سن 16 إلى 29 سنة هي أقل من 20%.[557] وفقا لمركز بيو تربى نحو 74% من السكان على المسيحية، بينما يعتبر 52% من السكان مسيحيين في عام 2017، أي أن حوالي 65% ممن تربوا على المسيحية في السويد، يعرفون عن أنفسهم كمسيحيين اليوم. والنسبة المتبقية يعرفون عن أنفسهم غير منسبين لأي دين.[558] تفيد إحصائيات التعداد السكاني لنهاية عام 2015 أنَّ 70% من السويديين ينتمون إلى الديانة المسيحية، وتفيد إحصائيات عضوية كنيسة السويد عام 2017 أنَّ 59.3% من السويديين ينتمون إلى كنيسة السويد أي حوالي 6 مليون، بعد أن كانت النسبة نحو 91.5% سنة 1985 أي 7.7 مليون.[649][650] بحسب دراسة تعود إلى عام 2015 وجدت أن حوالي 2,500 مسلم تحول إلى المسيحية،[47] وأشارت مصادر إلى تزايد أعداد المسلمين المتحولين إلى المسيحية في السويد،[651] وقالت أناهيتا بارسان وهي إيرانية تحولت إلى المسيحية وأصبحت قساً أنها لعبت دوراً فعالاً في تحويل أكثر من 1,500 مُسلم خلال السنوات الخمس الماضية.[652][653] وأشار مصدر إلى أن السويد ومنغوليا والجزائر تشهد زيادة في التحول إلى المذهب الكاثوليكي بشكل غير متوقع.[654] بحسب آن صوفي روالد، وهي مؤرخة للأديان في جامعة مالمو، تقدر أن عدد المتحولين من كنيسة السويد اللوثرية إلى الإسلام هو حوالي 3,500 شخص من عام 1960 حتى عام 2007. وتقول رولد أيضًا أن التحويلات الدينية تحدث أيضًا من الإسلام إلى كنيسة السويد اللوثرية، وأكثرها من قبل الإيرانيين، ولكن أيضًا من قبل العرب والباكستانيين.[655]
- في  أوكرانيا وفقا لمركز بيو، بلغت نسبة المسيحيين في أوكرانيا نحو 83.8% في 2010، ومن المتوقع أن ترتفع النسبة إلى نحو 89.2% بحلول عام 2050.[412] وبحسب مركز بيو للأبحاث عام 2010 وصلت أعداد شباب أوكرانيا المسيحيين بين سن 15 إلى 29 سنة حوالي 8.4 مليون (84%) من أصل 10.1 مليون شاب أوكراني.[656] وأشارت دراسة قامت بها مركز بيو للأبحاث إلى في عام 1991 كان 39% من سكان أوكرانيا أرثوذكس شرقيين. بعد تفكك الاتحاد السوفيتي، ارتفعت نسبة الانتماء إلى الكنيسة الأرثوذكسية الشرقية بشكل كبير، ويبرز ذلك في عام 2015، حيث أعلن حوالي 78% من الأشخاص من عينة لحوالي 2,409 أوكراني عن كونهم أرثوذكس شرقيين.[564] وبحسب دراسة تعود إلى عام 2015 وجدت أن حوالي 1,000 مسلم تحول إلى المسيحية.[47] وبحسب دراسة قام بها مركز رازومكوف عام 2016 أرتفعت نسبة الأوكرانيين من عمر 18 وما فوق الذين يعرفون أنفسهم كمسيحيين أرثوذكس من 66% في عام 2000 إلى 70.2% في عام 2014، لتنخفض إلى 67.3% في عام 2018،[657] في حين ازدادت نسبة المسيحيين بلا طائفة لتصل إلى 7.7% من الأوكرانيين، وبحسب الدراسة ازدادت نسبة الأشخاص ممن يقولون أنهم مسيحيين حيث قال 87.4% من الأوكرانيين أنهم مسيحيين في عام 2018 بالمقارنة مع 81.9% في عام 2016.[658] وفقاً لمركز بيو تربى نحو 81% من السكان على المسيحية، بينما يعتبر 93% من السكان مسيحيين في عام 2017، أي بزيادة بنسبة 12% يعرفون عن أنفسهم كمسيحيين اليوم.[23]
- في  المملكة المتحدة أشارت تقارير إلى أن حوالي 10,000 مسلم قد اعتنق المسيحية في السنوات الأخيرة في بريطانيا.[659] في حين وفقًا لدراسة المؤمنون في المسيح من خلفية مسلمة: إحصاء عالمي وهي دراسة أجريت من قبل جامعة سانت ماري الأمريكيّة في تكساس سنة 2015 وجدت أن عدد المسلمين في المملكة المتحدة المتحولين للديانة المسيحية (الغالبية من أصول باكستانية وإيرانية) يبلغ حوالي 25,000 شخص.[47] وأشار تقرير في عام 2017 أن عدداً أكبر بكثير من الشباب في بريطانيا هم من المسيحيين مما كان يعتقد من قبل، وأن الآلاف منهم يتحولون إلى المسيحية بعد زيارة مبنى الكنيسة، وأن التردد على الكنائس بين المراهقين في تزايد، ويتحول واحد من كل ستة شباب إلى المسيحية بعد زيارة مبنى الكنيسة. وبحسب الدراسة فإن 21% من الشباب البريطاني يقول أنه من أتباع يسوع الناشطين.[660][661] وأشار مصدر أن المسيحية في المملكة المتحدة ليست ميتة لكن أصبحت أكثر تنوعًا بسبب الهجرة من الدول المسيحية، وعبر جميع الطوائف هناك نمو في أعداد المسيحيين من خلفيات متنوعة، من المتحولين الإيرانيين إلى الإنجيليين السريلانكيين، إلى جانب الزيادة في الكنائس الديناميكية الشابة، وذلك على الرغم من تراجع الانتماء للكنائس في أوروبا.[662]
- على الجانب الآخر، يقول روان ويليامز زعيم الكنيسة الأنجليكانية البريطانية أن بريطانيا «أصبحت في مرحلة» ما بعد المسيحية«، أي أنها لم تعد أمة من المؤمنين الملتزمين، ولكن ما زالت متأثرة ثقافيا بالمسيحية».[426] وبحسب مركز بيو للأبحاث عام 2010 وصلت أعداد شباب المملكة المتحدة المسيحيين بين سن 15 إلى 29 سنة حوالي 6.3 مليون (52%) من أصل 12.3 مليون شاب بريطاني.[625] وبحسب بيانات من دراسة القيم الأوروبية بين عام 2010 حتى 2012 يُعرَّف حوالي 55% من المستجيبين الشباب في المملكة المتحدة من عمر 16 وسن 29 أنهم ينتمون إلى طائفة مسيحية،[532] بينما وفقا لدراسة جامعة سانت ماري اعتمادا على المسح الاجتماعي الأوروبي 2014-16 فإن نسبة المسيحيين بين عينة تبلغ 560 شخص لشباب بريطانيا بين سن 16 إلى 29 سنة هي 21%.[557]
- وذكر تقرير لبي بي سي في عام 2010 أن كنيسة إنجلترا الأنجليكانية ضمت حوالي 26 مليون عضو معمّد (42%) من أصل 41 مليون مسيحي (72%) في المملكة المتحدة البالغ عدد سكانها حوالي 60 مليون نسمة.[663][664] بينما وفقا لتعداد السكان الرسمي سنة 2011، بلغت نسبة المسيحيين 59.5% من إجمالي سكان المملكة المتحدة. وفقا لمركز بيو، بلغت نسبة المسيحيين في المملكة المتحدة نحو 64.3% في 2010، ومن المتوقع أن تنخفض النسبة إلى نحو 45.4% بحلول عام 2050 ولكن من المتوقع أن تبقى المسيحية الديانة الأكبر.[412] بين عام 2010 وعام 2015 كانت معدل الخصوبة بين مسيحي المملكة المتحدة حوالي 1.9 وهو مشابه لمعدل الخصوبة العام في البلاد البالغ 1.9، وفي عام 2010 كانت معدل الأعمار بين مسيحيي البلاد حوالي 46 وهو أعلى من معدل الأعمار العام البالغ 40. وتفوق الوفيات أعداد الولادات بين المسيحيين بما لا يقل عن 10,000.[665] وفقا لمركز بيو تربى نحو 79% من السكان على المسيحية، بينما يعتبر 73% من السكان مسيحيين في عام 2017، أي أن حوالي 90% ممن تربوا على المسيحية في المملكة المتحدة، يعرفون عن أنفسهم كمسيحيين اليوم. والنسبة المتبقية يعرفون عن أنفسهم غير منسبين لأي دين.[558]
- وفقا لتقرير في سنة 2017 نشرته صحيفة ديلي تلغراف أن الانخفاض في الأنجليكانية قد تباطأ بفضل «عودة النزعة الوطنية والاعتزاز بالمسيحية»، وقال الأكاديمي ستيفن بولفانت إن النمو في أعداد الأشخاص غير المتدينين قد تباطأ وأن أعداد أتباع الكنيسة الأنجليكانية شهدت ارتفاعًا طفيفًا منذ عام 2013. وقال أستاذ علم اللاهوت وعلم اجتماع الدين في جامعة سانت ماري أن الكنيسة تتعافى بعد أن فقدت الكثير من المؤمنين والعديد منهم من غير الممارسين بعد نشر ريتشارد دوكينز «وهم الإله» في عام 2006، وتبين الأرقام، التي تستند إلى تحليل لمسح المواقف الاجتماعية البريطانية والمسح الاجتماعي الأوروبي، ارتفاع نسبة تابعي كنيسة إنجلترا من نسبة منخفضة بلغت 16.3% في العام نفسه إلى 17.1% في عام 2015 (بعد أن كانت نحو 40% سنة 1983). وبحسب ستيفن بولفانت «إذا كان الحديث عن إحياء إنجليكاني متواضع أمرًا سابقًا لأوانه، فمن المؤكد أنّه يستطيع التحدث عن استقرار جديد».[666]

## الأمريكتين

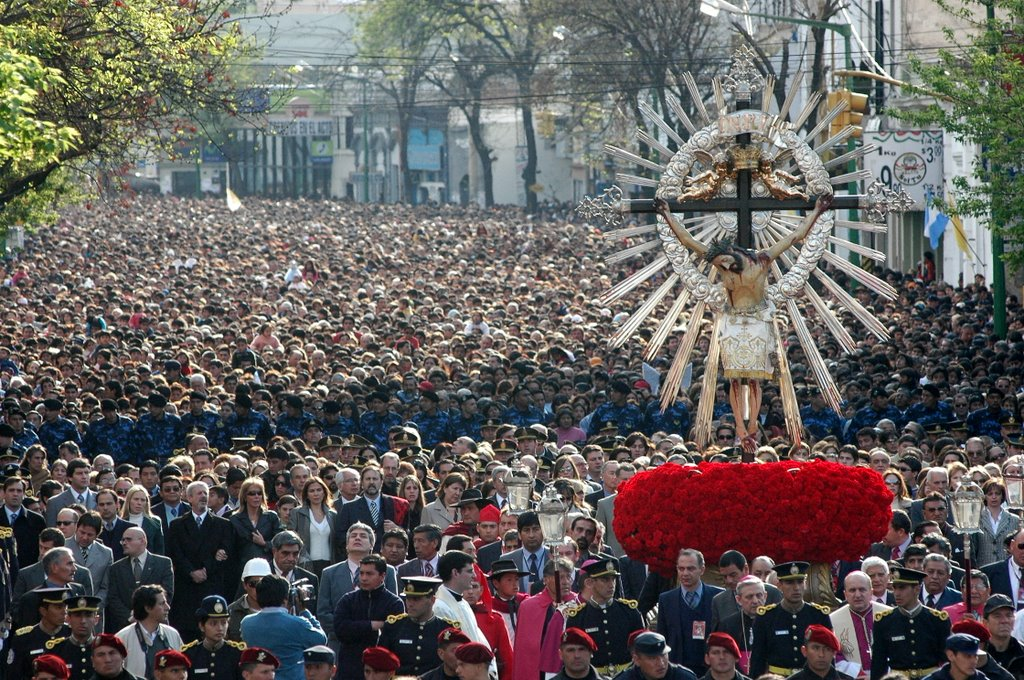
موكب ديني في الأرجنتين: وفقاً لبيو من المتوقع ازدياد أعداد المسيحيين في أمريكا اللاتينية والكاريبي من 531 مليون في 2010 إلى 665 مليون 2050.

- وفقاً لدليل أكسفورد للتحويل الديني تكسب المسيحية في أمريكا الشمالية سنوياً حوالي 6.3 مليون شخص بسبب عوامل مثل الولادة والتحول الديني والهجرة، في حين تفقد سنوياً 2.2 مليون شخص بسبب عوامل مثل الوفاة والارتداد الديني والهجرة. يولد حوالي 3.7 مليون طفل مسيحي في أمريكا الشمالية بالمقارنة مع وفاة 2.2 مليون مسيحي، ويعتنق المسيحية سنوياً حوالي 1.3 مليون شخص في أمريكا الشمالية في حين يرتد حوالي 1.7 مليون شخص عن المسيحية سنوياً، ويتحول معظمهم إلى اللادينية والإلحاد. وبحسب المصدر تلعب الهجرة دوراً في التركيبة السكانية لمسيحيي أمريكا الشمالية، حيث يهاجر 1.2 مليون مسيحي سنوياً إلى القارة، بالمقابل يهاجر 10,000 مسيحي من القارة.[43] وبحسب تقرير لمعهد جوردون كونويل من المتوقع أن ترتفع أعداد المسيحيين في أمريكا الشمالية من 210 في عام 1970 إلى 288 مليون في عام 2020. وبحسب التقرير من المتوقع أن ترتفع أعداد المسيحيين في أميركا الوسطى من 67 مليون في عام 1970 إلى 168 مليون في عام 2020، ومن المتوقع أن تنخفض نسبة المسيحيين من 97.6% في عام 1970 إلى 96% في عام 2020.[667]
- وفقاً لدليل أكسفورد للتحويل الديني تكسب المسيحية في أمريكا اللاتينية سنوياً حوالي 14.5 مليون شخص بسبب عوامل مثل الولادة والتحول الديني والهجرة، في حين تفقد سنوياً 7.9 مليون شخص بسبب عوامل مثل الوفاة والارتداد الديني والهجرة. ويولد حوالي 10.6 مليون طفل مسيحي في أمريكا اللاتينية بالمقارنة مع وفاة 3.1 مليون مسيحي، ويعتنق المسيحية سنوياً حوالي 3.8 مليون شخص في أمريكا اللاتينية في حين يرتد حوالي 2.7 مليون شخص عن المسيحية سنوياً، ويتحول معظمهم إلى اللادينية والإلحاد. وبحسب المصدر تلعب الهجرة دوراً في التركيبة السكانية لمسيحيي أمريكا اللاتينية، حيث يهاجر 2.1 مليون مسيحي سنوياً من القارة، بالمقابل يهاجر 10,000 مسيحي إلى القارة. ويشكل المسيحيين الأمريكيين اللاتينيين نصف المهاجرين المسيحيين في العالم.[43] وبحسب تقرير واشنطن بوست يقدر نمو الخمسينية في أمريكا اللاتينية بثلاثة أضعاف معدل النمو الكاثوليكي،[668] وبحسب تقرير لمعهد جوردون كونويل من المتوقع أن ترتفع أعداد المسيحيين في أمريكا الجنوبية من 269 في عام 1970 إلى 652 مليون في عام 2020. وبحسب التقرير من المتوقع أن ترتفع أعداد المسيحيين في الكاريبي من 19 مليون في عام 1970 إلى 37 مليون في عام 2020، ومن المتوقع أن ترتفع نسبة المسيحيين من 78.2% في عام 1970 إلى 84.1% في عام 2020.[25]
- وفقاً لمركز بيو، من المتوقع أن تنخفض نسبة المسيحيين في أمريكا الشمالية من 77.4% في 2010 إلى 65.8% في 2050، ومن المتوقع ازدياد أعداد المسيحيين في أمريكا الشمالية من 266 مليون في 2010 إلى 287 مليون في 2050.[448] ومن المتوقع أن تنخفض نسبة المسيحيين كذلك في أمريكا الجنوبية والكاريبي من 90.0% في 2010 إلى 88.9% في 2050، ومن المتوقع ازدياد أعداد المسيحيين في أمريكا اللاتينية والكاريبي من 531 مليون في 2010 إلى 665 مليون 2050.[448] في أمريكا اللاتينية والكاريبي، سيستمر عدد المواليد المسيحيين في تجاوز عدد الوفيات حتى عام 2060، لكن الزيادة الطبيعية في الفترة الزمنية من عام 2055 إلى عام 2060 ستكون أصغر بكثير مما هي عليه الآن حيث أن هذه المناطق تشهد قدراً كبيراً من الانخفاض في الخصوبة وفي عدد المواليد، حيث من المتوقع أن تنخفض خصوبة المرأة المسيحية في المنطقة من 2.2 بين السنوات 2010 حتى 2015 إلى 1.8 بين السنوات 2050 حتى 2055. ووفقا لمركز بيو، من المتوقع أن يؤثر التحول الديني سلبيا على نسبة المسيحيين في أمريكا اللاتينية والكاريبي بين 2010 و2050 بنحو 1.3% من سكان المنطقة (9.3 مليون) شخصة ومن المتوقع أن يصبح معظمهم غير منتسب لأي ديانة أو الأديان الشعبية، ومن المتوقع أن الهجرة سلبيا على نسبة المسيحيين في أمريكا اللاتينية والكاريبي بين 2010 و2050 بنحو 0.1% من سكان المنطقة.[669] وفي أمريكا الشمالية، سيبدأ عدد الوفيات بين المسيحيين في تجاوز عدد المواليد بحلول عام 2050 تقريباً، من المتوقع أن تزداد خصوبة المرأة المسيحية في المنطقة بشكل طفيف من 2.1 بين السنوات 2010 حتى 2015 إلى 2.2 بين السنوات 2050 حتى 2055. ووفقا لمركز بيو، من المتوقع أن يؤثر التحول الديني سلبيا على نسبة المسيحيين في أمريكا الشمالية بين 2010 و2050 بنحو 9.4% (27.7 مليون) من سكان المنطقة، ومن المتوقع أن يصبح معظمهم غير منتسب لأي ديانة.[669]
- بحسب مركز بيو للأبحاث من المتوقع أن يرتفع معدل أعمار المسيحيين في أمريكا اللاتينية والكاريبي من 27 في عام 2010 إلى 40 في عام 2050، ومن المتوقع أن تنخفض الخصوبة للمرأة المسيحية في أمريكا اللاتينية والكاريبي من 2.2 بين سنوات 2010 و2015 إلى 1.8 بين السنوات 2050 و2055. وبحسب مركز بيو للأبحاث عام 2010 وصلت أعداد المسيحيين بين سن 15 إلى 29 سنة في أمريكا اللاتينية والكاريبي حوالي 138.2 مليون (90%) من أصل 155.5 مليون شاب في المنطقة. وفي عام 2010 كان هناك حوالي 149 مليون مسيحي تقل أعمارهم عن الخمسة عشرة، وحوالي 14.9 مليون مسيحي تزيد أعمارهم عن الخمسة والسبعين.[670] وبحسب مركز بيو للأبحاث من المتوقع أن يرتفع معدل أعمار المسيحيين في أمريكا الشمالية من 39 في عام 2010 إلى 43 في عام 2050، ومن المتوقع أن ترتفع الخصوبة للمرأة المسيحية في أمريكا الشمالية من 2.1 بين سنوات 2010 و2015 إلى 2.2 بين السنوات 2050 و2055. وبحسب مركز بيو للأبحاث عام 2010 وصلت أعداد المسيحيين بين سن 15 إلى 29 سنة في أمريكا الشمالية حوالي 51.2 مليون (71%) من أصل 72 مليون شاب في المنطقة. وفي عام 2010 كان هناك حوالي 50.9 مليون مسيحي تقل أعمارهم عن الخمسة عشرة، وحوالي 18.9 مليون مسيحي تزيد أعمارهم عن الخمسة والسبعين.[671]
- في  الأرجنتين وفقا لمركز بيو، بلغت نسبة المسيحيين في الأرجنيتن نحو 85.2% في 2010، ومن المتوقع أن ترتفع النسبة إلى نحو 86.6% بحلول عام 2050. ومن المتوقع أن تزداد أعداد المسيحيين في الأرجنتين من 34.4 مليون في عام 2010 إلى 43.2 مليون. بحسب مركز بيو من المتوقع أن ترتفع معدل أعمار المسيحيين في الأرجنيتن من 31 في عام 2010 إلى 39 في عام 2050، ومن المتوقع أن تنخفض الخصوبة للمرأة المسيحية في الأرجنتين من 2.3 بين سنوات 2010 و2015 إلى 1.9 بين السنوات 2050 و2055. وبحسب مركز بيو للأبحاث عام 2010 وصلت أعداد شباب الأرجنتين المسيحيين بين سن 15 إلى 29 سنة حوالي 8.1 مليون (82%) من أصل 9.9 مليون شاب أرجنتيني.[672] كشفت دراسة قامت بها جامعة القدس العبرية عام 2013، أن عدد اليهود الأرجنتين الذين يعرفون أنفسهم ككاثوليك، بحوالي 64,000 نسمة.[673] وفقًا لدراسة المؤمنون في المسيح من خلفية مسلمة: إحصاء عالمي وهي دراسة أجريت من قبل جامعة سانت ماري الأمريكيّة في تكساس سنة 2015 وجدت أن عدد المسلمين في الأرجنتين (الغالبية من أصول شرق أوسطيَّة) المتحولين للديانة المسيحية يبلغ حوالي 2,200 شخص.[47]
- في  البرازيل ومن المتوقع أن تزداد أعداد المسيحيين في البرازيل من 173 مليون في عام 2010 إلى 192.6 مليون. بحسب مركز بيو من المتوقع أن ترتفع معدل أعمار المسيحيين في البرازيل من 29 في عام 2010 إلى 45 في عام 2050، ومن المتوقع أن تنخفض الخصوبة للمرأة المسيحية في البرازيل من 1.8 بين سنوات 2010 و2015 إلى 1.7 بين السنوات 2050 و2055. وبحسب مركز بيو للأبحاث عام 2010 وصلت أعداد شباب البرازيل المسيحيين بين سن 15 إلى 29 سنة حوالي 44.4 مليون (87%) من أصل 51.1 مليون شاب برازيلي.[674] منذ عقد 1980 ازداد عدد السكان الإنجيليين في البرازيل، وعلى مدى عشرة سنوات من سنة 2000 إلى 2010، ازدادت أعدادهم بحوالي 16 مليون شخص ليصبح تعدادهم 42.3 مليون نسمة كما جاء في «كريشين بوست»، وكذلك وفقًا للإحصائيات التي قام بها المعهد البرازيلي للجغرافيا والإحصاء.[675] وفقاً لدليل أكسفورد للتحويل الديني تكسب المسيحية في البرازيل سنوياً حوالي 4.9 مليون شخص بسبب عوامل مثل الولادة والتحول الديني والهجرة، في حين تفقد سنوياً 2.8 مليون شخص بسبب عوامل مثل الوفاة والارتداد الديني والهجرة. ويولد حوالي 3.3 مليون طفل مسيحي برازيلي بالمقارنة مع وفاة 1.1 مليون مسيحي، ويعتنق المسيحية سنوياً حوالي 1.6 مليون شخص في البرازيل في حين يرتد حوالي 1.2 مليون شخص عن المسيحية سنوياً، ويتحول معظمهم إلى اللادينية والإلحاد. ويهاجر 500 ألف مسيحي سنوياً من البرازيل.[43]
- في  كولومبيا وفقا لمركز بيو، بلغت نسبة المسيحيين نحو 92.5% في 2010، ومن المتوقع أن ترتفع النسبة إلى نحو 92.8% بحلول عام 2050. ومن المتوقع أن تزداد أعداد المسيحيين في كولومبيا من 42.8 مليون في عام 2010 إلى 56.5 مليون في عام 2050. بين عام 2010 وعام 2015 كان معدل الخصوبة بين مسيحي البلاد حوالي 2.3، وفي عام 2010 كان معدل الأعمار بين مسيحيي البلاد حوالي 27 وهو مشابه لمعدل الأعمار العام.[676]
- في  سورينام شهدت المسيحية نمواً حيث ازدادت نسبة المسيحيين من حوالي 40.7% عام 2004 إلى حوالي 48.4% من السكان عام 2012.[677]
- في  كندا وفقاً لمركز بيو «شهدت الطوائف المسيحية نقصا كبيرًا في حصصها من الشعب الكندي»، وفقًا لتحليل منتدى بيو للأبحاث والحياة العامة، انخفضت النسبة المئوية للكنديين الذين يعتنقون الكاثوليكية من 47% إلى 39% بين 1971 و2011، في حين أن نسبة البروتستانت قد انخفضت بشكل حاد، من 41% إلى 27%.[678] فمنذ عقد 1960 تغيرت التركيبة السكانية الدينية في كندا حيث بدأت عملية التحرر والتحول للعلمانية بشكل بطيئ بعد الحرب العالمية الثانية خصوصًا في كندا الإنجليزية، مما عزز من حضور اللادينية في البلاد لترتفع نسبتهم من حوالي 4% عام 1971 إلى 23.9% في عام 2011. كما ألغيت سياسات تشجيع الهجرة المسيحية أيضًا، وبالتالي جلبت موجات الهجرة منذ عقد 1980 ازدياد في نسب وحضور أديان وطوائف دينية مختلفة من ضمنها الأرثوذكسية الشرقية والإسلام والبوذية، حيث تمتلك كندا أحد أعلى معدلات الهجرة للفرد في العالم. كما أنَّ الطوائف البروتستانتية التقليدية شهدت انخفاض في أعداد أتباعها بسبب قلة الخصوبة وارتفاع متوسط العمر لأتباعها، على سبيل المثال بحسب التعداد السكاني لعام 2001 متوسط العمر لدى المشيخيون الكنديون هو 46.1، ولدى أتباع الكنيسة المتحدة في كندا هو 44.1، ولدى الأنجليكان هو 43.8، واللوثريون هو 43.3، وذلك بالمقارنة مع متوسط العمر لدى عموم الكنديين وهو 37.3.[679] وبحسب مركز بيو من المتوقع أن يرتفع معدل أعمار المسيحيين في كندا من 44 عام 2010 إلى 47 عام 2050.[680] وقد انخفضت أعداد المسيحيين الكنديين طفيفاً من 22.5 مليون حسب تعداد السكان عام 1991 إلى 22.1 مليون حسب تعداد السكان عام 2011.[681] وعلى الرغم من موجات العلمانية والهجرة التي زادت من حضور الأديان غير المسيحيَّة، لا تزال المسيحية تشكل الغالبية السكانية في كندا، حيث يشكل أتباعها أكثر من 67% من مجمل السكان، ووفقًا للتعداد السكاني عام 2011 حوالي 73% من الكنديين ذوي الأصول الأوروبيَّة يعتنقون المسيحيَّة ديناً.[435] وتعتبر المسيحية جزء مركزي من الثقافة الكندية.[682] ويشهد التحول إلى المسيحية نموًا وشعبيَّة بعد الوصول إلى كندا بين بعض الأقليات العرقيَّة،[683] ووفقا لمصدر، يقدم المهاجرون دفعة للأمام للحضور المتراجع في الكنائس في كندا، وتشهد التجمعات المسيحية بين بعض الأقليات العرقيَّة في كندا ومنهم التايوانيين والهونغ كونغيين والكوريين والصينيين نموًا وشعبيَّة،[684] حيث وجد تعداد 1961 أنَّ حوالي 60% من الصينيين في كندا يعتبرون أنفسهم مسيحيين، بالمقارنة مع 10% في تعداد السكان لعام 1921.[685] ووفقًا لدراسة المؤمنون في المسيح من خلفية مسلمة: إحصاء عالمي وهي دراسة أجريت من قبل جامعة سانت ماري الأمريكيّة في تكساس سنة 2015 وجدت أن عدد المسلمين الكنديين المتحولين للديانة المسيحية (الغالبية من أصول إيرانيَّة وعربيَّة) يبلغ حوالي 43,000 شخص.[47] كما وتشير تقارير مختلفة إلى ازدياد أعداد المتحولين للديانة المسيحيَّة بين الجالية الإيرانية في كندا.[686] وفقا لمركز بيو، من المتوقع أن تنخفض نسبة المسيحيين في كندا إلى نحو 60.2% من إجمالي السكان سنة 2050، وبحسب الدراسة من المتوقع ارتفاع أعداد المسيحيين الكنديين من 24.4 مليون عام 2010 إلى 24.6 مليون عام 2050.[687] وبين عام 2010 وعام 2015 كان معدل الخصوبة بين مسيحي كندا حوالي 1.7 وهو مشابه لمعدل الخصوبة العام في البلاد البالغ 1.7، وفي عام 2010 كان معدل الأعمار بين مسيحيي البلاد حوالي 44 وهو أعلى من معدل الأعمار العام البالغ 40. وبحسب مركز بيو للأبحاث عام 2010 وصلت أعداد شباب كندا المسيحيين بين سن 15 إلى 29 سنة حوالي 4.1 مليون (60%) من أصل 6.9 مليون شاب كندي.[105]
- في  نيكاراغوا شهد المذهب الإنجيلي نمواً من حوالي 15.1% عام 1995 إلى حوالي 21.6% عام 2005.[688]
- في  المكسيك وفقا لمركز بيو، بلغت نسبة المسيحيين في المكسيك نحو 95.1% في 2010، ومن المتوقع أن تخفض النسبة إلى نحو 91.4% بحلول عام 2050. ومن المتوقع أن تزداد أعداد المسيحيين في المكسيك من 107.9 مليون في عام 2010 إلى 130 مليون. بحسب مركز بيو من المتوقع أن ترتفع معدل أعمار المسيحيين في المكسيك من 27 في عام 2010 إلى 40 في عام 2050، ومن المتوقع أن تنخفض الخصوبة للمرأة المسيحية في المكسيك من 2.2 بين سنوات 2010 و2015 إلى 1.8 بين السنوات 2050 و2055. وبحسب مركز بيو للأبحاث عام 2010 وصلت أعداد شباب المكسيك المسيحيين بين سن 15 إلى 29 سنة حوالي 28 مليون (95%) من أصل 29.7 مليون شاب مكسيكي.[689]
- في  الولايات المتحدة وفقا لمركز بيو، فإن نسبة الأمريكيين المسيحيين قد انخفضت بما يقارب ثماني نقاط مئوية في سبع سنوات، ووجد مركز بيو أن نحو 71% من الأمريكيين قد تم تصنيفهم كمسيحيين في 2014، بانخفاض من 78% في عام 2007. بالمقابل بحسب معهد غالوب في عام 2016 وجدت أن نحو 74% من الأمريكيين قد تم تصنيفهم كمسيحيين، بانخفاض بنحو 6% من سنة 2008، وقد كان أكثر من 9 من كل 10 أمريكيين يصنفون أنفسهم كمسيحيين في الخمسينيات من القرن الماضي، ووفقا للمعهد «تبقى أميركا دولة مسيحية إلى حد كبير، على الرغم من كونها أقل مسيحية مما كانت عليه في الماضي».[690] ووفقا لتقرير، كانت نسبة المسيحيين في الولايات المتحدة نحو 83% من السكان في 2003، وأصبحت نسبة المسيحيين نحو 72% في 2017. وبحسب التقرير شهدت الكنائس البروتستانتية انخفاضاً في النسب، أما الكنيسة الكاثوليكية فقد حافظت على نسب ثابتة خلال هذه الفترة، في حين شهدت الطوائف المسيحية الأخرى نمواً وارتفاعاً في النسب.[691] وفقا لمركز بيو، من المتوقع أن تنخفض نسبة المسيحيين في الولايات المتحدة إلى نحو 66.4% من إجمالي السكان سنة 2050، وبحسب مركز بيو ستزداد أعداد المسيحيين في الولايات المتحدة من 243 مليون عام 2010 إلى 261.9 مليون عام 2050.[687] بين عام 2010 وعام 2015 كان معدل الخصوبة بين مسيحي البلاد حوالي 2.2 وهو أعلى من معدل الخصوبة العام في البلاد البالغ 2.1، وفي عام 2010 كان معدل الأعمار بين مسيحيي البلاد حوالي 39 وهو أعلى من معدل الأعمار العام البالغ 37.[692] ووفقاً لمركز بيو عام 2014 قال 70% من البيض وحوالي 77% من الهسبان وحوالي 79% من الأفارقة الأمريكيون أنهم مسيحيين.[693]
- وفقا لتقرير مركز بيو سنة 2018، فإن فالمسيحية في الولايات المتحدة تفقد أكثر مما تكسبه من التحول الديني، حيث نحو 22% ممن تربوا كمسيحيين تركوا المسيحية وأصبح معظمهم غير منتسب لأي دين، بينما كان 6% من المسيحيين من المتحولين للمسيحية.[694] بالمقابل وفقاً لبحث نشر في أواخر عام 2017 من قبل علماء وباحثين في جامعة هارفارد وجامعة إنديانا في بلومنغتون تزداد المسيحية في الولايات المتحدة قوةً ونمواً، وأنه على الرغم من التناقض في أعداد أتباع الكنائس البروتستانتية الخط الرئيسي، ولكن العديد من أتباعها لا يتركون المسيحية، بل يتحولون إلى مذهب مسيحي آخر، وخصوصاً إلى الكنائس الإنجيلية المحافظة والتي تتمسك بأساسيات الإيمان المسيحي. وشكك هذا البحث في «أطروحة العلمنة»، والتي ترى أن الولايات المتحدة تتبع معظم الدول الصناعية المتقدمة في موت ثقافتها الدينية. كما أشار البحث إلى أن أعداد المترددين على الكنائس في ارتفاع، ووجد كريستوفر سميث، عالم الاجتماع في مجال الدين، من خلال أبحاثه أن معظم البالغين من الشباب «أبلغوا عن تغير طفيف في كيفية تعاملهم الديني في السنوات الخمس السابقة». كما وجد أيضًا أن أولئك الذين أبلغوا عن تغيير يقولون إنهم كانوا أكثر تديناً وليس أقل.[695][696] ووفقا لمركز بيو، فإن نحو 19.2% من إجمالي البالغين في الولايات المتحدة هم من المسيحيين السابقين، ونحو 4.2% من إجمالي البالغين في الولايات المتحدة هم من المتحولين إلى المسيحية، مما يعني صافي خسارة للمسيحية بسبب التحول الديني بما يعادل نحو 15% من إجمالي السكان (بينما نحو 9.8% من إجمالي البالغين في الولايات المتحدة هم من المتحولين إلى المذهب الإنجيلي بينما نحو 8.4% قد تركوا المذهب).[697] وتشير دراسة جامعة هارفارد وجامعة إنديانا في عام 2017 بتفصيل كبير ومع الرسوم البيانية، أن النسبة المئوية للمسيحيين الذين يذهبون إلى الكنيسة غالباً ما كانت ثابتة أو في تزايد منذ عقود. بالمقابل فإن المسيحيين السابقين هم في الغالب من المسيحيين الإسميين الذين لم يعودوا يشعرون بضغوط اجتماعية للبقاء في الكنيسة أو بالتعريف كمسيحيين.[695] وأشار البروفيسور إريك كوفمان من جامعة لندن أنه سيكون للمسيحيين المحافظين ككل حضور أقوى في أمريكا البيضاء عام 2050 أكثر من وجودهم اليوم.[698]
- بحسب دراسة مركز بيو للأبحاث الكنيسة السوداء إلى جانب الإنجيلية وكنيسة يسوع المسيح لقديسي الأيام الأخيرة هم أعلى الطوائف المسيحية حفاظاً على التابعين الذين نشأوا على دينهم في الولايات المتحدة. بينما تعد الكنيسة المعمدانية وتجديدية العماد واللوثرية هم أعلى الكنائس البروتستانتية حفاظاً على التابعين الذين نشأوا على دينهم في الولايات المتحدة. وعلى المستوى المذهبي تكسب الطوائف البروتستانتية الإنجيلية في الولايات المتحدة أكثر مما تفقده من التحول الديني.
- بحسب دراسة لمركز بيو نشرت عام 2016 يبقي أربعة من أصل خمسة أطفال من أبوين بروتستانت على المذهب البروتستانتي عند بلوغ سن الرشد ويبقى ما لا يقل عن 82% مسيحياً عند بلوغ سن الرشد. وبالنسبة لأولئك الذين تربوا حيث كان الدين مهمًا جدًا أو كثيرًا ما تمت مناقشته، يرتفع معدل الحفاظ على التابعين إلى نسب أعلى (حوالي 85% وحوالي 80% على التوالي). وتكتسب البروتستانتية أيضاً نسبة أكبر من أتباع الكاثوليكية وغير المنتسبين لأي دين مما تخسره كلا المجموعتين. بالمقابل يبقى ما لا يقل عن 79% من الكاثوليك من أبوين كاثوليك على الديانة المسيحية عند بلوغ سن الرشد. وبقي ما لا يقل عن 75% من الأشخاص القادمين من عائلة مختلطة بين المذهب الكاثوليكي والبروتستانتي مسيحياً عند بلوغ سن الرشد. في حين يقول 66% من الأشخاص من أبوين بروتستانتي وغير منتسب لأي ديانة أنه مسيحياً عند بلوغ سن الرشد، ويقول 57% من الأشخاص من أبوين كاثوليكي وغير منتسب لأي ديانة أنه مسيحياً عند بلوغ سن الرشد.[699]
- بحسب مركز بيو من المتوقع أن ترتفع معدل أعمار المسيحيين في الولايات المتحدة من 39 في عام 2010 إلى 43 في عام 2050، ومن المتوقع أن تبقى نسبة الخصوبة للمرأة المسيحية في الولايات المتحدة ثابتة حيث ستبقى 2.2 بين سنوات 2010 و2015 وبين السنوات 2050 و2055. وبحسب مركز بيو للأبحاث عام 2010 وصلت أعداد شباب الولايات المتحدة المسيحيين بين سن 15 إلى 29 سنة حوالي 47 مليون (72%) من أصل 65.4 مليون شاب أمريكي. وفي عام 2010 كان هناك حوالي 47.6 مليون مسيحي أمريكي تقل أعمارهم عن الخمسة عشرة، وحوالي 16.9 مليون مسيحي أمريكي تزيد أعمارهم عن الخمسة والسبعين.[700]
- كشف استطلاع من مركز بيو للدراسات وللرأي أجري بين يهود أمريكا في أكتوبر 2013 ونشرته صحيفة «هارتس»، نقلاً عن «نيو يورك تايمز»، كشف عن ارتفاع عدد المسيحيون من خلفية يهودية وبين الإستطلاع انه يقطن في الولايات المتحدة 1,600,000 يهودي تحول للمسيحية أو مسيحي من خلفية يهودية.[701]
- كما وجد تقرير معهد بيو الذي نشر 12 مايو سنة 2015 حول «وضع الديانة في الولايات المتحدة» أنّ 36% من اللادينيين الأمريكيين تحولوا إلى الديانة المسيحية خصوصًا إلى المذهب الإنجيلي البروتستانتي مقابل 10% لأديان أخرى، بينما كان 69% من اللادينيين قد تحولوا إلى اللادينية من المسيحية، مقابل 10% من أديان أخرى.[702] كما وجد التقرير أنّ 16% من البوذيين الأمريكيين تحولوا للمسيحية، بينما كان 54% من البوذيين قد تحولوا إلى البوذية من المسيحية.[702]
- ذكرت تقارير إلى تزايد أعداد المتحولين للمسيحية بشكل كبير بين الأمريكيين الكوريين،[703] والأمريكيين من أصول صينية،[704] والأمريكيين اليابانيين.[705] وبحلول عام 2012 وصلت نسبة المسيحيين في المجتمعات المذكورة 71%، أكثر من 30% وحوالي 37% على التوالي.[29]
- وجد تقرير معهد بيو الذي نشر 12 مايو سنة 2015 حول «وضع الديانة في الولايات المتحدة» أنّ حوالي 5% ممن نشأوا مسلمين في الولايات المتحدة تحولوا إلى الديانة المسيحية خصوصًا إلى المذهب الإنجيلي.[702] وقد قدرت دراسة تعود لعام 2015 حوالي 450,000 مسلمين أميركيين اعتنقوا المسيحية بين عامي 1960 و2015، ومعظمهم ينتمون إلى الطائفة الإنجيلية أو الخمسينية.[47] من بينهم حوالي 180,000 معتنق من أصول عربيَّة و130,000 من أصول إيرانية. ويقدر دادلي دبري الباحث في الإسلام، أنّ حوالي 20,000 مسلم في الولايات المتحدة يصبح مسيحيًا سنويًا.[706] وفقاً لدراسة قامت بها مركز بيو للأبحاث للأبحاث عام 2017 حوالي 22% ممن نَشَأُوا كمسلمين في الولايات المتحدة وارتدوا عن الإسلام لاحقاً يعتبرون أنفسهم مسيحيين، بينما كان نحو 77% من المتحولين للإسلام من المسيحيين سابقا.[707]
- في  فنزويلا وفقا لمركز بيو، بلغت نسبة المسيحيين نحو 89.3% في 2010، ومن المتوقع أن ترتفع النسبة إلى نحو 89.6% بحلول عام 2050. ومن المتوقع أن تزداد أعداد المسيحيين في فنزويلا من 25.8 مليون في عام 2010 إلى 36 مليون. بحسب مركز بيو من المتوقع أن ترتفع معدل أعمار المسيحيين من 26 في عام 2010 إلى 38 في عام 2050، ومن المتوقع أن تنخفض الخصوبة للمرأة المسيحية في فنزويلا من 2.4 بين سنوات 2010 و2015 إلى 1.8 بين السنوات 2050 و2055. وبحسب مركز بيو للأبحاث عام 2010 وصلت أعداد شباب فنزويلا المسيحيين بين سن 15 إلى 29 سنة حوالي 6.9 مليون (88%) من أصل 7.8 مليون شاب فنزويلي.[708]

## أوقيانوسيا
- وفقاً لدليل أكسفورد للتحويل الديني تكسب المسيحية في أوقيانوسيا سنوياً حوالي 712 ألف شخص بسبب عوامل مثل الولادة والتحول الديني والهجرة، في حين تفقد سنوياً 446 ألف شخص بسبب عوامل مثل الوفاة والارتداد الديني والهجرة. يولد حوالي 473 ألف طفل مسيحي في أوقيانوسيا بالمقارنة مع وفاة 205 ألف مسيحي، ويعتنق المسيحية سنوياً حوالي 86 ألف شخص في أوقيانوسيا في حين يرتد حوالي 230 ألف شخص عن المسيحية سنوياً، ويتحول معظمهم إلى اللادينية والإلحاد. ويهاجر 152 ألف مسيحي سنوياً إلى القارة، بالمقابل يهاجر 446 ألف مسيحي من القارة.[43]
- بحسب مصدر يعتنق 70.1% من سكان أستراليا ونيوزيلاندا الديانة المسيحيّة؛ ويعتنق 92.1% من سكان جزر ميلانيزيا الديانة المسيحيّة؛ وتتصدر المذاهب البروتستانتيّة كأكبر الطوائف المسيحيّة في جزر ميلانيزيا ويُعتبر مذهب الميثوديّة أكبر المذاهب المسيحيّة في جزر ميلانيزيا. وتشكّل المسيحيّة نسبة 93.1% من السكان في مجموعة جزر مايكرونيزيا، أكثر من نصف المسيحيين (60%) في مجموعة جزر مايكرونيزيا هم من الكاثوليك في حين أن النسبة الباقية هي من نصيب الطوائف البروتستانتيّة. ويعتنق 96.1% من سكان مجموعة جزر بولنيزيا الديانة المسيحية؛ أكثر من نصف المسيحيين (52.6%) في مجموعة جزر بولنيزيا هم من البروتستانت بالأخص أتباع مذهب الأبرشانيّ في حين أنّ النسبة المتبقيّة من نصيب الكنيسة الرومانية الكاثوليكية.[709]
- في  أستراليا وفقا لمركز بيو، بلغت نسبة المسيحيين في أستراليا سنة 2010 نحو 67.3% من إجمالي السكان، ومن المتوقع بحسب المركز أن تنخفض النسبة إلى نحو 47% بحلول عام 2050، وأن تزداد نسب اللادينيين في المقابل، ومن المتوقع أن تبقى المسيحية أكبر ديانة في البلاد.[266] ين عام 2010 وعام 2015 كان معدل الخصوبة بين مسيحي البلاد حوالي 2 وهو أعلى من معدل الخصوبة العام في البلاد البالغ 1.9، وفي عام 2010 كان معدل الأعمار بين مسيحيي البلاد حوالي 41 وهو أعلى من معدل الأعمار العام البالغ 37. وبحسب مركز بيو من المتوقع أن ترتفع معدل أعمار المسيحيين في أستراليا من 41 في عام 2010 إلى 50 في عام 2050، ومن المتوقع أن ترتفع الخصوبة للمرأة المسيحية في أستراليا من 2 بين سنوات 2010 و2015 إلى 2.1 بين السنوات 2050 و2055. وبحسب مركز بيو للأبحاث عام 2010 وصلت أعداد شباب أستراليا المسيحيين بين سن 15 إلى 29 سنة حوالي 2.7 مليون (61%) من أصل 4.7 مليون شاب أسترالي.[710]
- بعد أن ألغت أستراليا سياسة أستراليا البيضاء في عام 1966، نمت الهجرة من بلدان غير أوروبية ومن بلدان غير مسيحية. وارتفعت نسبة الأشخاص المنتمين إلى ديانات أخرى غير المسيحية إلى 2.6% في عام 1991، ولكنها زادت بسرعة أكبر في السنوات الخمسة والعشرين الماضية إلى 8.2% في عام 2016، وتؤثر الهجرة بشكل كبير على التركيبة السكانية، فحوالي 47% من السكان ممن ولدوا خارج أستراليا من المسيحيين بالمقارنة مع حوالي 58% من مواليد أستراليا.[711] ووفقاً للتعدادات السكانية، انخفضت نسبة المسيحيين في الدولة من 88% سنة 1966 أي 11.5 مليون وأصبحت 52% أي 12.2 مليون. ووفقا لتعداد السكان سنة 2016، المسيحية هي أكبر ديانة بين الشباب الأستراليين الذين تتراوح أعمارهم بين 18 و34 سنة مع حوالي 39.4%، ومن المرجح أن يكون الشباب الذين تتراوح أعمارهم بين 18 و34 سنة منتمين إلى ديانات أخرى غير المسيحية (11.6%) أو أن يبلغوا عن عدم وجود دين (38.7%) مقارنة بالفئات العمرية الأخرى للبالغين. وكانت الفئات العمرية الأكبر سنا، ولا سيما أولئك الذين يبلغ عمرهم 65 سنة فما فوق، أكثر عرضة ليكونوا مسيحيين مع حوالي 70.3%.[204][712]
- ويظهر التعداد السكاني أنه في الوقت الذي تنمو فيه العلمانية بشكل أسرع من أي دين في أستراليا، الا أن الشباب وراء تعزيز العضوية في الكنيسة الخمسينية، وقد نمت بشكل خاص في أوساط الشباب، حيث ازدادت النسبة بين الفئة العمرية من 0 إلى 14 سنة (أكبر حصة من المنتسبين)، وبين الفئة العمرية من 15 إلى 24 سنة وبين الفئة العمرية من 25 إلى 34 سنة في كل تعداد منذ عام 2006.[713] وتشير مصادر إلى زيادة ونمو في أعداد أتباع المذهب الخمسيني،[714] وازداد أعداد أتباع الكنائس الخمسينية من حوالي 220,000 في عام 2006 إلى 238,000 في عام 2011 إلى 260,500 في عام 2016.[22] بما في ذلك الكنائس الكاريزمية المستقلة، ومعظم أتباع الكنائس الخمسينية من الشباب حيث أن متوسط العمر بينهم هو 25.[22] وفقًا لدراسة المؤمنون في المسيح من خلفية مسلمة: إحصاء عالمي وهي دراسة أجريت من قبل جامعة سانت ماري الأمريكيّة في تكساس سنة 2015 وجدت أن عدد المسلمين في أستراليا المتحولين للديانة المسيحية (عدد كبير منهم من أصول إيرانيَّة وأفغانيَّة) يبلغ حوالي 20,000 شخص.[47]
- في  فيجي ازدادت نسبة المسيحيين من 58% حسب تعداد السكان عام 1996 إلى 64.4% حسب تعداد السكان عام 2007، كما وبحسب معطيات التعداد السكاني ازدادت أعداد المسيحيين من 449,482 في عام 1996 إلى 539,553 في عام 2011.[715]
- في  نيوزيلندا وفقا لمركز بيو، بلغت نسبة المسيحيين في نيوزيلندا سنة 2010 نحو 57% من إجمالي السكان، ومن المتوقع بحسب المركز أن تنخفض النسبة إلى نحو 44.7% بحلول عام 2050، وأن تزداد نسب اللادينيين في المقابل، ومن المتوقع أن تبقى المسيحية أكبر ديانة في البلاد.[266] وبحسب مركز بيو من المتوقع أن ينخفض معدل أعمار المسيحيين في البلاد من 43 في عام 2010 إلى 42 في عام 2050، ومن المتوقع أن تنخفض الخصوبة للمرأة المسيحية في نيوزيلندا من 2.2 بين سنوات 2010 و2015 إلى 2.1 بين السنوات 2050 و2055.[716] بين عام 2010 وعام 2015 كان معدل الخصوبة بين مسيحي البلاد حوالي 2.1 وهو أقل من معدل الخصوبة العام في البلاد البالغ 2.3، وفي عام 2010 كان معدل الأعمار بين مسيحيي البلاد حوالي 43 وهو أعلى من معدل الأعمار العام البالغ 37.[717] وفقًا لدراسة المؤمنون في المسيح من خلفية مسلمة: إحصاء عالمي وهي دراسة أجريت من قبل جامعة سانت ماري الأمريكيّة في تكساس سنة 2015 وجدت أن عدد المسلمين المتحولين للديانة المسيحية يبلغ حوالي 1,500 شخص.[47]
- في  بابوا غينيا الجديدة ازدادت نسبة المسيحيين من 95% حسب تعداد السكان لعام 2000 إلى 95.6% حسب تعداد السكان عام 2011.[718]
- في  جزر سليمان وفقا لمركز بيو، بلغت نسبة المسيحيين سنة 2010 نحو 96.8% من السكان، ومن المتوقع أن ترتفع النسبة إلى 97.5% بحلول سنة 2050. ومن المتوقع أن تزداد أعداد المسيحيين من أقل من 180,000 عام 2010 إلى 360,000 مليون عام 2050.[332]
- في  ساموا وفقا لمركز بيو، بلغت نسبة المسيحيين سنة 2010 نحو 97.4% من السكان، ومن المتوقع أن تظل النسبة ثابتة بحلول سنة 2050. ومن المتوقع أن تزداد أعداد المسيحيين من أقل من 520,000 عام 2010 إلى 1.3 مليون عام 2050.[332]
- في  تونغا ازدادت أعداد المسيحيين من 90,175 حسب تعداد السكان عام 1986 إلى 101,272 حسب تعداد السكان في عام 2011.[719][720] ونمت عضوية كنيسة يسوع المسيح لقديسي الأيام الأخيرة في تونغا من أكثر من 3,000 عضو في عام 1952 إلى أكثر من 18,554 عضو في عام 2011.[721] وفقا لمركز بيو، بلغت نسبة المسيحيين سنة 2010 نحو 98.9% من السكان، ومن المتوقع أن تظل النسبة ثابتة بحلول سنة 2050. ومن المتوقع أن تزداد أعداد المسيحيين من أقل من 100,000 عام 2010 إلى 210,000 عام 2050. وفقا لمركز بيو، بلغت نسبة المسيحيين سنة 2010 نحو 98.9% من السكان، ومن المتوقع أن تظل النسبة ثابتة بحلول سنة 2050. ومن المتوقع أن تزداد أعداد المسيحيين من أقل من 100,000 عام 2010 إلى 210,000 عام 2050.[332]
- في  توفالو وفقا لمركز بيو، بلغت نسبة المسيحيين سنة 2010 نحو 96.7% من السكان، ومن المتوقع أن تظل النسبة ثابتة بحلول سنة 2050. ومن المتوقع أن تزداد أعداد المسيحيين من أقل من 10,000 عام 2010 إلى 10,000 عام 2050.[332]
- في  فانواتو وفقا لمركز بيو، بلغت نسبة المسيحيين سنة 2010 نحو 96.7% من السكان، ومن المتوقع أن تظل النسبة ثابتة بحلول سنة 2050. ومن المتوقع أن تزداد أعداد المسيحيين من 220,000 عام 2010 إلى 410,000 عام 2050.[332]

## الشرق الأوسط وشمال أفريقيا
وفقاً لمركز بيو للأبحاث من المتوقع أن تنخفض نسبة المسيحيين في شمال أفريقيا والشرق الأوسط ذو الأغلبية المسلمة من 3.7% في 2010 إلى 3.1% في 2050. ومن المتوقع ازدياد أعداد المسيحيين في شمال أفريقيا والشرق الأوسط من 12.7 مليون في 2010 إلى 18.1 مليون. وتشهد منطقة شمال أفريقيا والشرق الأوسط هجرة للمسيحيين خصوصاً من العراق وبلاد الشام ومصر بحسب العديد من المصادر ويعود ذلك إلى الإضطهادات والتمييز الذي يتعرضون له في المنطقة، بينما وفقاً لمركز بيو، فمن المتوقع زيادة بالأعداد نسبياً بسبب المهاجرين المسيحيين إلى دول مجلس التعاون الخليجي وتساهم الهجرة في تعزيز أعداد المسيحيين في المنطقة بشكل طفيف. كما أن المسيحيين أقل انجاباً للأطفال بالمقارنة مع المسلمين في المنطقة، حيث أن المستوى العلمي والاقتصادي والتعليمي العالي عند المسيحيين وهو أعلى من المسلمين في المنطقة.

## انتشار المسيحيين
يُشكّل المسيحيون في أميركا الشمالية والجنوبية نسبة 86.0% من السكان، أما في أوروبا فيُشكّل المسيحيين نسبة 76.2% وفي أوروبا يتواجد أكبر تجمع مسيحي في العالم، كما ويُشكّل الكاثوليك نصف مسيحيي أوروبا أما في القارة الأسترالية فُيشكّل المسيحيون نسبة 73.36% من تعداد السكان وفي القارة الأفريقية حيث تشهد المسيحية انتشارًا كبيرًا فيُشكّل المسيحيون نسبة 47.60% من سكانها، أي أن عددهم يصل إلى أكثر من 516,470,000 مليون نسمة، أما في القارة الآسيوية فيُشكّل المسيحيون نسبة 12.6% من سكانها، وبذلك تصل أعدادهم، إلى أكثر من 322,935,689 مليون نسمة، ولا تزال المسيحية الديانة المهيمنة في العالم الغربي؛ إذ يشّكل المسيحيين حوالي 70% من سكان العالم الغربي.

## توقعات عدد المسيحيين عام 2050

### التوقعات
بعض التوقعات هي كالتالي:
1. في الفترة ما بين 2010 حتى 2050، من المتوقع أن تظل المسيحية الديانة الأكبر عددا في العالم بنسبة حوالي 34.1% من عدد سكان العالم. على الرغم من ذلك، سينمو الإسلام بمعدلات أسرع ويشكل نحو 29.7% من عدد السكان العالمي. لذا، بحلول 2050 سيكون هناك 2.8 مليار مسلم في مقابل 2.9 مليار مسيحي.
2. “في الولايات المتحدة، سيستمر نسبة المسيحيين في الهبوط من أكثر من ثلاثة أرباع عدد السكان عام 2010 إلى نحو ثلثي عدد السكان في 2050، بالمقابل من المتوقع أن تزداد أعداد المسيحيين في الولايات المتحدة في الأرقام المطلقة من 243 مليون عام 2010 إلى 262 مليونًا عام 2050.”
3. “سيعيش نحو 40% من مسيحيي العالم في مناطق جنوب الصحراء الكبرى في أفريقيا.”
4. سيقل عدد الدول ذات الأغلبية المسيحية من 159 إلى 151، ومن المتوقع أن تصبح أغلبية من اللادينيين في 3 منها (فرنسا ونيوزيلندا وهولندا) ومن المسلمين في دولتين (البوسنة والهرسك وجمهورية مقدونيا).
5. ستقل نسبة المسيحيين في جميع قارات العالم بنسب متفاوتة (النسب الأعلى في أوروبا وأمريكا الشمالية)، ماعدا آسيا (حيث ستزيد النسبة من 7.1 في 2010 إلى 7.7 في 2050)، بالمقابل من المتوقع أن ينمو عدد المسيحيين في الأرقام المطلقة عام 2050 إلى أكثر من الضعف في العقود القليلة القادمة، من 517 مليون إلى 1.1 مليار في أفريقيا جنوب الصحراء، ومن 531 مليون إلى 665 مليون في أمريكا اللاتينية والكاريبي، ومن 287 مليون إلى 381 مليون في آسيا، ومن 266 مليون إلى 287 مليون في أمريكا الشمالية. وبحلول عام 2050، من المتوقع أن تظل المسيحية غالبية السكان وأكبر مجموعة دينية في أمريكا اللاتينية ومنطقة الكاريبي (89%)، وأمريكا الشمالية (66%)، وأوروبا (65.2%) وأفريقيا جنوب الصحراء (59%).

الأسباب المعطاة
ذكر البحث بعض الأسباب للتوقعات:
1. التغير في عدد منتسبي الديانات حول العالم هو “مدفوع بصورة أساسية بالإختلافات في معدلات الخصوبة وحجم فئة الشباب بين أديان العالم الرئيسية، بالإضافة إلى التحول الديني.”
2. معدلات الخصوبة. “الأديان ذات عدد المعتنقين الكبير في الدول النامية (حيث يرتفع معدل المواليد، ويقل معدل وفاة الأطفال مع الزمن) من المعتقد أن تنموا بسرعة.” لذا، من المعتقد أن يكون أغلب النمو في عدد المسيحيين في مناطق جنوب الصحراء الكبرى الأفريقية. على نطاق عالمي، معدل المواليد للمسيحيين هو 2.7 طفل لكل امرأة. بينما يحظى المسلمون بمعدل أعلى، وهو حوالي 3.1 طفل للمرأة الواحدة.
3. عدد الشباب. “في 2010، كان أكثر من ربع سكان العالم (27%) تحت سن 15.” كانت نسبة الشباب المسيحيين تحت سن 15 مساوية للمعدل العالمي. ولكن نسبة أكبر من المسلمين (34%) كانوا تحت سن 15. هذا أحد الأسباب أنه بين 2010-2050 من المعتقد أن ينموا المسلمون بصورة أسرع من المسيحيين.
4. عدد كبار السن. في 2010، “كان 11% من عدد سكان العالم قد تجاوزوا الستين”، 14% من المسيحيين تجاوزوا الستين، وفقط 7% من المسلمين تجاوزوا الستين. هذا أيضا أحد الأسباب للنمو الزائد المتوقع للإسلام.
5. التحول الديني. من المتوقع أن تخسر المسيحية في الفترة ما بين 2010 وعام 2050 نحو 66 مليون شخص بسبب التحول الديني. "من المتوقع أن أغلب المتحولين سينضمون إلى فئة اللادينية.”

لمزيد من التفاصيل يمكن رؤية بحث مركز بيو للأبحاث The Future of World Religions.

### الخصوبة والعمر
حسب دراسة بيو عام 2015 بيد أنه من المؤكد، أن نسبة الولادات في أوساط المسيحيين تقلّ عن نسبتها في أوساط سائر الديانات النامية كالإسلام (3.1) أو السيخ علمًا أنها تزيد عن متوسط نسبة الولادات في العالم (2.5)، وقد وصلت إلى (2.7) طفل لكل امرأة مسيحية، في مقارنة بين نتائج إحصائي 2010 و2015. بحسب دراسة بيو نشرت عام 2017 بين عام 2010 وعام 2015 وُلد حوالي 223 مليون طفل لأم مسيحيَّة أي حوالي 33% من مجمل الولادات في هذه الفترة بالمقارنة مع 213 طفل ولاد لأم مسلمة، بالمقارنة مع 107 مليون مسيحي توفي بين عام 2010 وعام 2015، مما يعني أن الزيادة الطبيعية في عدد المسيحيين - أي عدد المواليد ناقص عدد الوفيات - كانت 116 مليونًا هذه الفترة. وفقًا للدراسة من المتوقع في عام 2035 أن يتجاوز عدد الأطفال المولودين للمسلمين (225 مليون) عدد الأطفال المولودين للمسيحيين (224 مليون)، وفقا لتقديرات مركز بيو للأبحاث بين عام 2055 وعام 2060 من المتوقع أن يولد حوالي 226 مليون طفل لأم مسيحيَّة أي حوالي 35% من مجمل الولادات في هذه الفترة.
تعد نسبة إنجاب المرأة المسيحية بين السنوات 2010-2015 في أفريقيا هي الأعلى مع (4.4) مقابل (2.5) في الشرق الأوسط و (2.3) في آسيا و (2.2) في أمريكا الجنوبية و (2.1) في أمريكا الشمالية (1.6) في أوروبا؛ فانتشار المسيحية في العالم الحديث المتقدم حيث المستوى المعيشي والتعليمي متقدم يؤثر سلبًا على نسبة النمو؛ كما أنّ أعلى نسبة إنجاب للمرأة المسيحية هي في زامبيا (6.3) وتشاد (6.2) في حين أقل نسبة إنجاب للمرأة المسيحية موجودة في البرتغال (1.3) وسنغافورة (1.1) والبوسنة والهرسك (1.1). غالبًا نسبة إنجاب المرأة المسيحية بين المسيحيون في العالم الإسلامي هي أقل من متوسط إنجاب المرأة المُسلمة بإسثناء إندونيسيا حيث أن نسبة الخصوبة للمرأة المسيحية (2.6) بالمقارنة نسبة الخصوبة للمرأة المسلمة (2.0). وهناك اختلافات إقليمية مهمة في اتجاهات الولادة والموت بالنسبة للجماعات الدينية. فعلى سبيل المثال، شهد مسيحيين أفريقيا جنوب الصحراء الكبرى، أكبر زيادة طبيعية بين عام 2010 وعام 2015، حيث بلغت الزيادة الطبيعية في عدد المسيحيين - أي عدد المواليد ناقص عدد الوفيات - حوالي 64 مليون، تليها زيادات مسيحية أصغر في أمريكا اللاتينية ومنطقة البحر الكاريبي (33 مليون) وآسيا والمحيط الهادئ (18 مليون) وأمريكا الشمالية (6 ملايين). أما في أوروبا فإن عدد الوفيات بين المسيحيين يفوق عدد الولادات بحوالي ستة مليون، ويعود ذلك أساسًا إلى انخفاض نسبة إنجاب المرأة المسيحية الأوروبية وإلى ارتفاع متوسط العمر حيث أنَّ حوالي 24% من مسيحيين أوروبا فوق سن الستين.
حسب دراسة معهد بيو عام 2015 على الصعيد العالمي، كان متوسط أعمار المسيحيين (30 عامًا) وهو أكبر من متوسط العمر السكاني في العالم (28 عامًا) في عام 2010. حوالي 27% من المسيحيين في العالم تقل أعمارهم عن 15 عامًا، وهي نسبة تشابه المتوسط العالمي (27%). بينما 60% من مسيحيين العالم هم بين سن الخامسة عشر والستين وحوالي 14% فوق سن الستين. ويعتبر متوسط العمر المتوقع العام في العالم 69 عامًا في حين لدى المسيحيين هو 71 عام بالمقابل لدى اليهود 80 عام ولدى المسلمين 67 عام. التوزيع العمري للمسيحيين يختلف بشكل كبير حسب المناطق المختلفة. اعتبارًا من عام 2010، كان مسيحييّ أفريقيا جنوب الصحراء المجموعة المسيحية الأكثر شبابًا والأصغر سنًا؛ فمتوسط العمر لدى الأفارقة المسيحيين هو 19، في حين يُعتبر مسيحيي أوروبا وفقًا لدراسة معهد بيو المجموعة المسيحيّة الأكبر سنًّا إذ أنّ متوسط العمر هو 42. حوالي 41% من المسيحيين في أفريقيا جنوب الصحراء تقل أعمارهم عن 15 عامًا، بينما 24% من مسيحيين أوروبا فوق سن الستين. اعتبارًا من عام 2010 يُعتبر مسيحيي أمريكا الشمالية من المجموعات المسيحية الأكبر عمرًا فمتوسط العمر لدى مسيحيي القارة هو 39. بالمقابل يُعتبر مسيحيي أمريكا الجنوبية، وآسيا والشرق الأوسط وشمال أفريقيا من المجموعات المسيحية شابة نسبيًا فمتوسط العمر هو 27 و28 و29 على التوالي.

#### التركيبة العمرية
| المنطقة        | 0-14 | 15-29 | 30-44 | 45-59 | 60-74 | 75+ | متوسط العمر |
| -------------- | ---- | ----- | ----- | ----- | ----- | --- | ----------- |
| مجمل المسيحيون | 27%  | 24%   | 20%   | 16%   | 9%    | 4%  | 30          |

#### التوزيع الجغرافي
| المنطقة                                | 0-14 | 15-59 | 60+ | متوسط العمر |
| -------------------------------------- | ---- | ----- | --- | ----------- |
| أفريقيا جنوب الصحراء الكبرى            | 41%  | 54%   | 5%  | 19          |
| آسيا والمحيط الهادئ                    | 27%  | 63%   | 10% | 28          |
| أوروبا                                 | 15%  | 61%   | 24% | 42          |
| أمريكا اللاتينية ومنطقة البحر الكاريبي | 28%  | 62%   | 10% | 27          |
| الشرق الأوسط وشمال أفريقيا             | 26%  | 67%   | 7%  | 29          |
| أمريكا الشمالية                        | 19%  | 60%   | 21% | 39          |

##### التركيبة العمرية
الإحصائيات مأخوذة من بحث لمركز بيو عام 2010:
| المنطقة                                | 0-14        | 15-29       | 30-44       | 45-59       | 60-74       | 75+        | مجمل الأعداد  |
| -------------------------------------- | ----------- | ----------- | ----------- | ----------- | ----------- | ---------- | ------------- |
| أوروبا                                 | 82,800,000  | 103,960,000 | 114,290,000 | 118,830,000 | 86,080,000  | 47,020,000 | 553,280,000   |
| أمريكا اللاتينية ومنطقة البحر الكاريبي | 152,380,000 | 138,220,000 | 111,050,000 | 78,360,000  | 39,000,000  | 14,970,000 | 531,280,000   |
| أفريقيا جنوب الصحراء الكبرى            | 212,490,000 | 149,970,000 | 83,240,000  | 44,690,000  | 21,820,000  | 5,100,000  | 517,320,000   |
| آسيا والمحيط الهادئ                    | 78,370,000  | 73,260,000  | 61,160,000  | 45,190,000  | 21,640,000  | 7,270,000  | 287,100,000   |
| أمريكا الشمالية                        | 50,960,000  | 51,220,000  | 50,900,000  | 58,200,000  | 36,290,000  | 18,950,000 | 266,630,000   |
| الشرق الأوسط وشمال أفريقيا             | 3,250,000   | 3,490,000   | 3,350,000   | 1,730,000   | 690,000     | 190,000    | 12,710,000    |
| العالم                                 | 580,250,000 | 520,120,000 | 423,990,000 | 347,000,000 | 205,520,000 | 93,500,000 | 2,188,330,000 |

### حسب القارة
الإحصائيات مأخوذة من موقع "Xisto" وبحث لمركز بيو:
| مرتبة | قارة       | مسيحيون (2010)          | مرتبة | قارة       | مسيحيون (2050)            |
| ----- | ---------- | ----------------------- | ----- | ---------- | ------------------------- |
| 1.    | الأمريكتين | 804,140,000             | 1.    | الأمريكتين | 1,005,838,000-952,210,000 |
| 2.    | أوروبا     | 553,280,000-550,911,000 | 2.    | أفريقيا    | 1,112,390,000-951,270,000 |
| 3.    | أفريقيا    | 530,030,000             | 3.    | أوروبا     | 670,607,000-454,090,000   |
| 4.    | آسيا       | 278,273,000             | 4.    | آسيا       | 381,200,000-353,125,000   |
| 5.    | أوقيانوسيا | 25,754,000              | 5.    | أوقيانوسيا | 37,662,000                |

### الدول الأكبر في عدد المسيحيين
| مرتبة | دولة                        | المسيحيون (2010) | مرتبة | دولة                        | المسيحيون (2050)           |
| ----- | --------------------------- | ---------------- | ----- | --------------------------- | -------------------------- |
| 1.    | الولايات المتحدة            | 243,186,000      | 1.    | الولايات المتحدة            | 329,343,000 أو 261,960,000 |
| 2.    | البرازيل                    | 174,700,000      | 2.    | البرازيل                    | 235,666,000 أو 192,640,000 |
| 3.    | المكسيك                     | 105,095,000      | 3.    | إثيوبيا                     | 179,493,000 أو 84,770,000  |
| 4.    | روسيا                       | 99,775,000       | 4.    | جمهورية الكونغو الديمقراطية | 170,380,000 أو 141,790,000 |
| 5.    | الفلبين                     | 90,530,000       | 5.    | الفلبين                     | 158,895,000                |
| 6.    | نيجيريا                     | 76,281,000       | 6.    | المكسيك                     | 139,773,000 أو 130,150,000 |
| 7.    | الصين                       | 66,959,000       | 7.    | نيجيريا                     | 154,840,000 أو 127,374,000 |
| 8.    | جمهورية الكونغو الديمقراطية | 63,825,000       | 8.    | أوغندا                      | 113,415,000 أو 81,020,000  |
| 9.    | إيطاليا                     | 55,070,000       | 9.    | روسيا                       | 76,759,000                 |
| 10.   | إثيوبيا                     | 54,978,000       | 10.   | الصين                       | 71,208,000                 |

## حواش
1. ↑  يشمل الرقم في حالة إندونيسيا (6.5 مليون) المتحولين وأطفالهم كذلك. في حالة روسيا وفرنسا قد تضم الأرقام المتحولين للبروتستانتية فقط.
2. ↑  وتشير الدراسة أنه بسبب عدم وجود مصادر معتمدة لقياس التحول الديني في الصين فلم تتم الإشارة إليه، إلا أن الوضع الذي يشير إليه الكثير من الخبراء والتقارير الصحفية هو ترك اللادينية والتحول للمسيحية في الصين، وتشير الدراسة أن النمو المحتمل السريع للغاية للمسيحية في الصين قد يعزز من كون المسيحية الديانة الأكثر اعتناقاً في التوقعات لعام 2050.
3. ↑  إلا أن تحسن طرق إحصاء أعداد المسيحيين وتسجيل الأعضاء ممن كانوا غير مسجلين من المحتمل أن يكونوا أيضا سببا في نمو الأعداد.
4. ↑  والذين مثلوا أغلبية ضحايا المذابح